# Chlef
Chlef  (prononcé [ʃləf])  (en arabe : الشلف, en berbère : ⵛⵛⵍⴼ), anciennement Castellum Tigintanum à l'époque romaine, puis El Asnam (qui signifie « les idoles » en arabe) et rebaptisée Orléansville à l'époque française, est une commune algérienne située dans le Nord de l'Algérie, dans la wilaya du même nom dont elle est le chef-lieu, Chlef est à mi-chemin entre Alger, la capitale, et Oran, deuxième ville d'Algérie.
La ville comptait 289 500 habitants et environ 500 000 avec sa banlieue en 2018, soit environ 30 % de la population de la wilaya de Chlef, ce qui en fait la commune la plus peuplée de la wilaya et la deuxième du nord-ouest, après Oran. En 2018, Chlef est la huitième grande ville du pays de par sa population, en incluant les villes satellites de Chettia, Oum Drou, Ouled Fares, Oued Sly (après : Alger, Oran, Constantine, Annaba, Batna, Blida et Sétif). Ses habitants sont appelés les Chélifiens.
Se situant dans une zone sismique, la ville a connu deux tremblements de terre dévastateurs. Le premier, le 9 septembre 1954 (bilan : 1 340 morts et 5 000 blessés), et le second, le 10 octobre 1980 qui a ruiné la ville en détruisant 80 % de sa structure (plus de 3 000 morts et près de 8 000 blessés). Après ce nouvel événement tragique, la ville a changé de nom de El Asnam à Chlef en 1982, qui provient du nom du cours d'eau qui la traverse, en l'occurrence le Chelif.
Surnommée la ville des oranges, Chlef célèbre chaque année la « fête des oranges », la ville était considérée comme l'une des villes agrumicoles les plus importantes du pays, désormais à cause de l'urbanisation massive les terres agricoles commencent à disparaître. Sur le plan économique, la ville est un grand carrefour de transit et d’échange du commerce en pleine croissance.
La ville abrite aussi l'une des plus prestigieuses écoles d'Algérie, El Médersa El Khaldounia fondée en 1935, l'école enseigne la jurisprudence religieuse, la grammaire, les mathématiques, l'astronomie, l'histoire, la géographie et la culture arabo-islamique.

## Situation
Chlef est située au cœur de la vallée du Chelif, au milieu d'une vaste plaine comprise entre les reliefs de Medjadja intégrée à la chaîne du Dahra au nord et les monts de l'Ouarsenis au sud, au lieu de confluence de l'Oued Chélif et de l'oued Tsighaout.
Située au centre de la wilaya de Chlef, la commune de Chlef est limitée par les communes de Ouled Fares et Labiod Medjadja au nord, la commune de Chettia à l'ouest, la commune de Oued Sly au sud-ouest, la commune de Sendjas au sud, la commune de Harchoun au sud-est et la commune d'Oum Drou à l'est.
| Destination | Voie routière        | Distance (km) | Temps de parcours automobile (sans pause)           |
| ----------- | -------------------- | ------------- | --------------------------------------------------- |
| Alger       | Autoroute Est-Ouest  | 205           | 2 h                                                 |
| Oran        | Autoroute Est-Ouest  | 215           | 2 h 15                                              |
| Mostaganem  | A1 et N90A           | 145           | 2 h 10                                              |
| Tiaret      | N90                  | 128           | 2 h 40 aujourd'hui, 1 h 30 par 2×2 voies (En cours) |
| Relizane    | Autoroute Est-Ouest  | 98            | 1 h 15                                              |
| Tlemcen     | Autoroute Est-Ouest  | 315           | 3 h 10                                              |
| Sétif       | Autoroute Est-Ouest  | 459           | 5 h                                                 |
| Constantine | Autoroute Est-Ouest  | 582           | 6 h 10                                              |
| Annaba      | Autoroute Est-Ouest  | 742           | 8 h                                                 |
| Tunis       | A1 (ALG) et A3 (TUN) | 1015          | 12 h 20                                             |

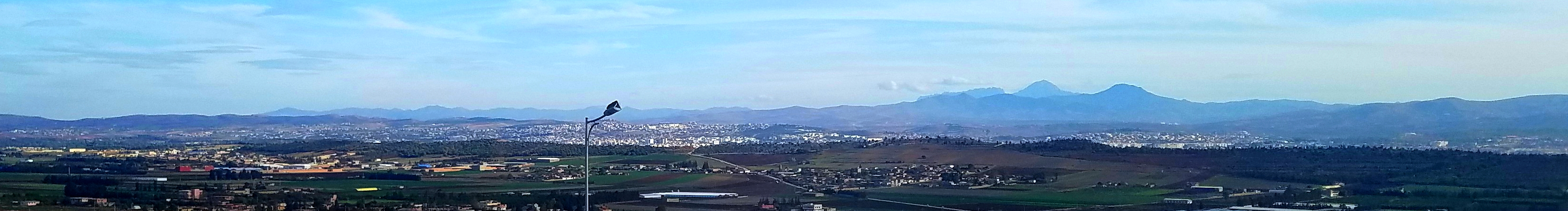
Panorama de la ville de Chlef depuis les collines de la commune limitrophe Chettia, à l’arrière plan on voit bien le massif de Ouarsenis

| - OpenStreetMap Limites de la commune de Chlef. |

| Ouled Fares | Ouled Fares, Labiod Medjadja | Labiod Medjadja |
| Chettia     | Chlef                        | Oum Drou        |
| Oued Sly    | Sendjas                      | Harchoun        |

## Relief, géologie, hydrographie

### Relief et géologie
La ville se situe dans la plaine du Chelif appartenant au Tell occidental algérien et correspond à une vaste cuvette intra-montagneuse, ce bassin se caractérise par trois sillons séparés par des chaines montagneuses : les reliefs de Medjadja et la chaîne du Dahra au nord et les monts de l'Ouarsenis au sud.

Implantée dans une vallée alluvionnaire augmentant ainsi le risque sismique, la ville de Chlef a été frappée à deux reprises par des séismes dévastateurs en 1954 et en 1980.

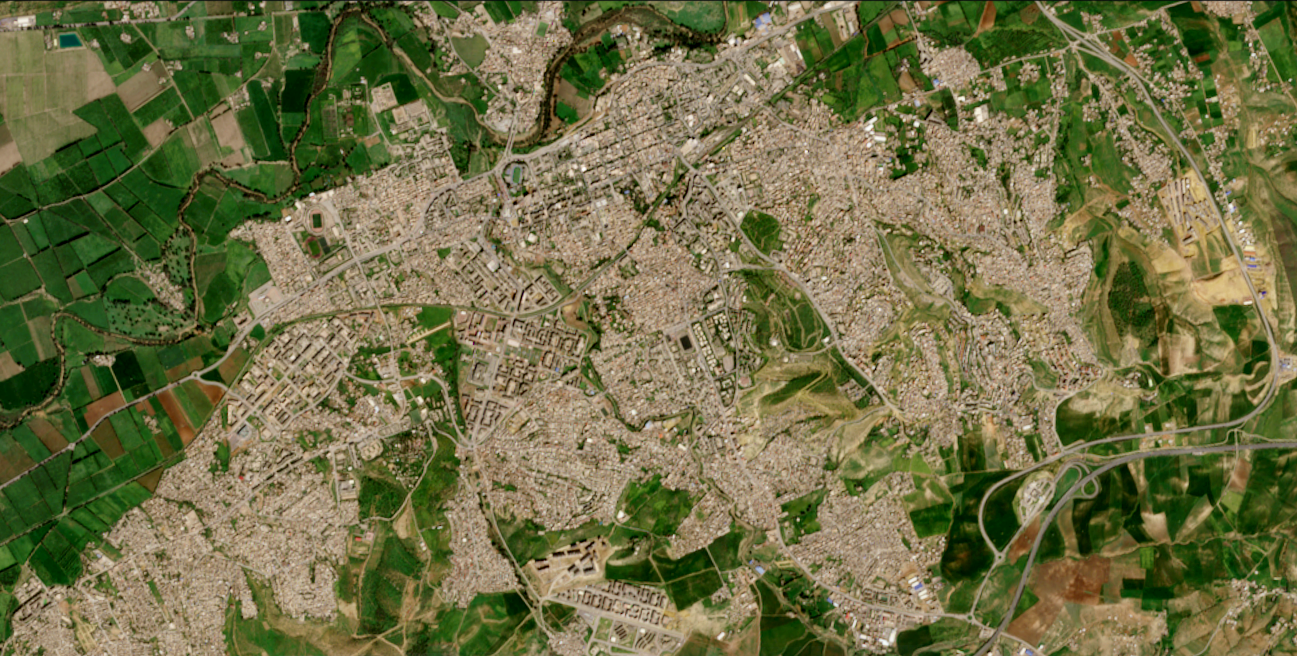
Vue aérienne de la ville de Chlef (Date: 12/03/2024)

### Hydrographie

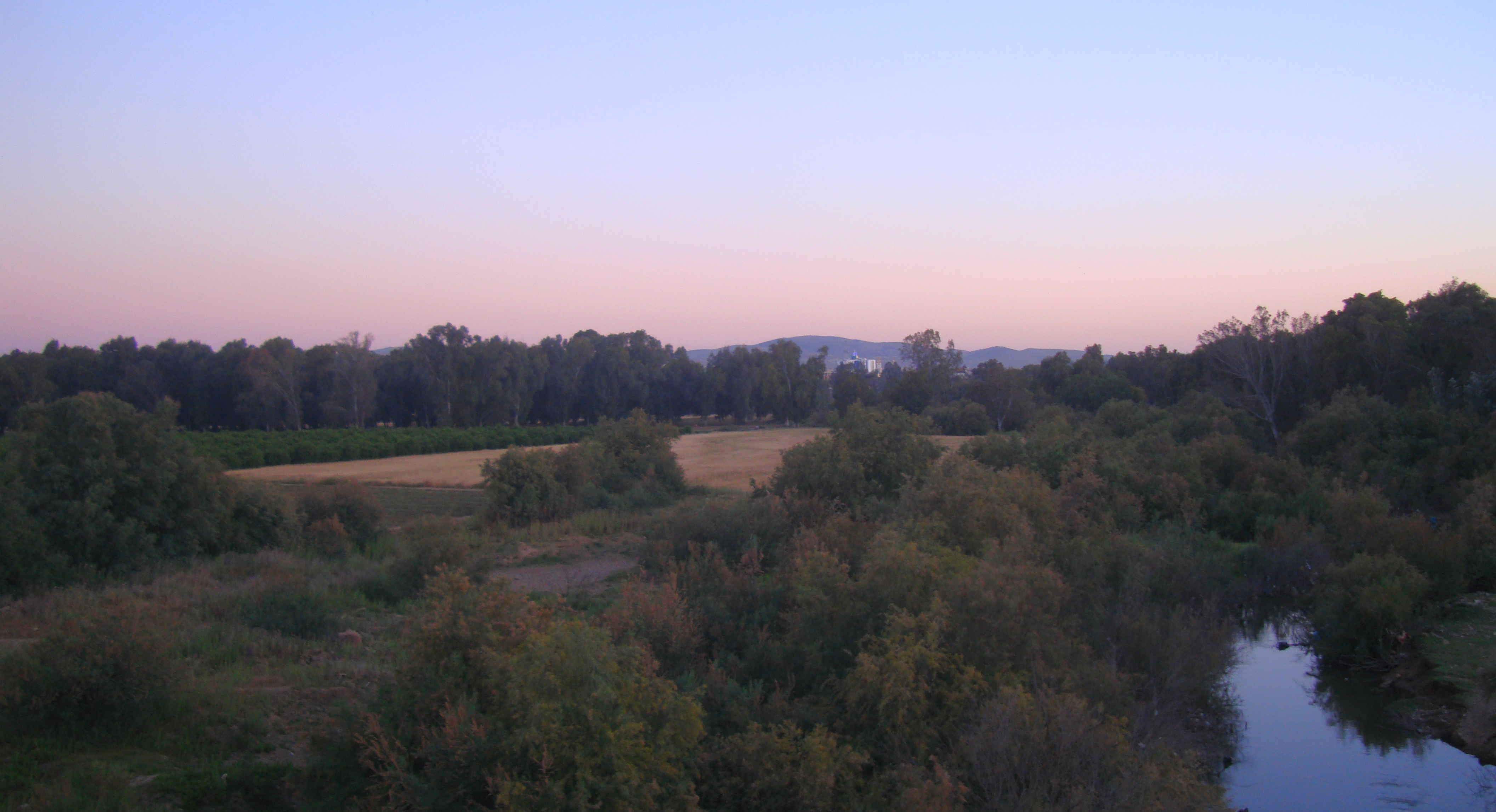
Chlef vue depuis les bords du Chelif (Entrée Nord Route W3).

Au sein de la ville de Chlef coulent plusieurs cours d'eau, le Chelif est le plus important d'entre eux et le plus important en Algérie avec ses 700 km de 
long. Il prend sa source près de Djebel Amour et se jette dans la mer Méditerranée à quelques kilomètres de Mostaganem.
Autrefois la navigation était possible dans ce fleuve, un navire à vapeur y a même coulé en 1885.
À Chlef, se trouve le siège de l'agence du bassin hydrographique Cheliff-Zahrez, qui a pour mission de réaliser toutes actions visant à assurer une gestion intégrée et concertée des ressources en eau à l'échelle de l'unité hydrographique naturelle qui englobe les wilayas de Wilaya de Chlef, Relizane, Aïn Defla, Tissemsilt et Djelfa. L'agence a été créée par décret exécutif no 96-282 du 26 août 1996.

## Climat

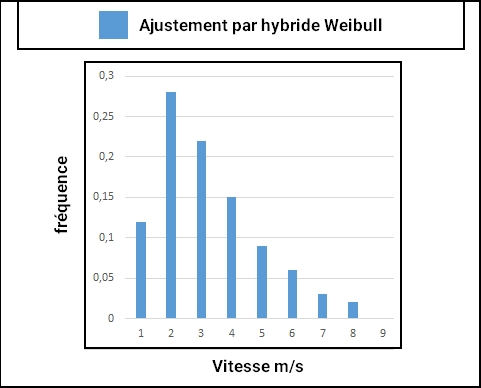
Distribution de la vitesse du vent à Chlef

Le climat à Chlef est un climat tempéré chaud d'une variabilité annuelle et interannuelle on parle généralement de climat semi-aride, se caractérise par un été très chaud et d'un hiver pluvieux et froid. La température moyenne à Chlef est de 19,1 °C et la Précipitation totale annuelle se mesure à  394 mm.
Les températures les plus basses sont donc enregistrées en décembre, janvier et février, avec des températures qui ne dépassent pas les 12 °C. En revanche l'été, le mercure enregistre des températures élevées pouvant atteindre les 44 °C durant les mois de juillet et d'août.

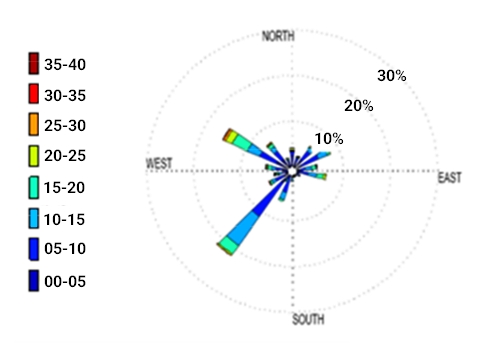
Rose des vents pour le site de Chlef

La région a connu durant la dernière décennie des cycles de sécheresse, la plus marquée est celle qui s'étale de 1988 à 1994, où les précipitations moyennes annuelles en pluviométrie sont restées inférieures à  260 mm. Généralement, la pluie tombe sous forme d'averses de courte durée donc de forte intensité causant ainsi des inondations en quelques endroits de la plaine. Le mois de janvier est le mois le plus pluvieux et le mois d’août est le plus faible.
La vitesse du vent jouant un rôle sur la dégradation mécanique du sol et sur l'amplitude de la température, les variations sont considérables dans la zone ou le couvert végétal est absent. On peut conclure que Chlef est une région à l'atmosphère peu agitée, tout au moins pas plus agitée que celle du reste de l'Algérie. Il existe évidemment des jours de vent assez violent, au printemps surtout, mais ils restent exceptionnels. Il constitue ainsi un agent d'érosion  efficace dans les régions à couverture végétale faible nulle, surtout durant la période sèche où beaucoup de sols acquièrent une structure micro-polyédrique (pseudo sables) à la surface voire poudreuse dans d’autres cas.

L’humidité relative de l’air est généralement plus élevée le matin pour tous les mois, elle est de l’ordre de 65 à 75 % en hiver et près de 35 % en été. Elle peut compenser en un certain degré l’absence ou la rareté des précipitations en favorisant le développement des plantes. Le mois le plus humide est le mois de décembre, par contre, le mois le plus sec est le mois de juillet.
| Mois                              | jan. | fév. | mars | avril | mai  | juin | jui. | août | sep. | oct. | nov. | déc. | année |
| --------------------------------- | ---- | ---- | ---- | ----- | ---- | ---- | ---- | ---- | ---- | ---- | ---- | ---- | ----- |
| Température minimale moyenne (°C) | 6,5  | 7,3  | 10,2 | 13,5  | 16,4 | 25,2 | 24,7 | 25,2 | 21,6 | 16   | 10,7 | 7,3  | 15,38 |
| Température moyenne (°C)          | 11   | 12   | 13   | 16    | 20   | 25   | 29   | 29   | 26   | 20   | 15   | 11   | 18,91 |
| Température maximale moyenne (°C) | 13,1 | 14,3 | 17   | 18,6  | 24,1 | 29,1 | 33,4 | 33,2 | 29,1 | 23,5 | 17,5 | 13,5 | 22,2  |
| Précipitations (mm)               | 54   | 44   | 38   | 37    | 35   | 9    | 1    | 2    | 18   | 41   | 58   | 57   | 394   |

| Diagramme climatique                                  |           |          |            |            |           |           |           |            |          |            |           |
| J                                                     | F         | M        | A          | M          | J         | J         | A         | S          | O        | N          | D         |
| 13,16,554                                             | 14,37,344 | 1710,238 | 18,613,537 | 24,116,435 | 29,125,29 | 33,424,71 | 33,225,22 | 29,121,618 | 23,51641 | 17,510,758 | 13,57,357 |
| Moyennes : • Temp. maxi et mini °C • Précipitation mm |           |          |            |            |           |           |           |            |          |            |           |

## Urbanisme

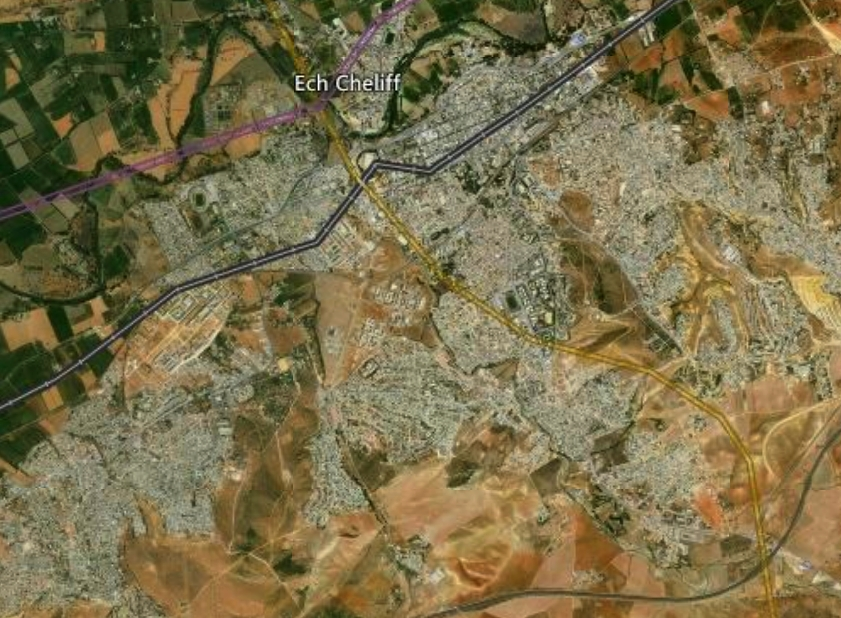
La ville de Chlef vue par satellite

Le tissu urbain de la ville de Chlef qui est formé d'une juxtaposition d'unités distinctes, composés initialement par des anciens quartiers coloniaux, ensuite des sites préfabriqués très éclatés ont été réalisés pour le relogement des sinistrés du tremblement de terre de 1980.
L’urbanisme dans la ville de Chlef s’étend désormais vers les zones agricoles et l’extension de la ville se fait vers les localités limitrophes d’Oum Drou et d’Oued Sly. On compte en 2017 plus de 25 000 logements à Chlef.
Il existe trois types de constructions.

### Le bâti ancien
Ce bâti ancien est ce bâti rescapé des secousses successives qui ont touché la région. Il est très réduit et le plus souvent ce sont des constructions en maçonnerie à un seul niveau. Le même type de construction se rencontre parfois au centre des agglomérations avec un et deux niveaux à la suite des travaux de consolidations des constructions de l'après séisme de 1954.

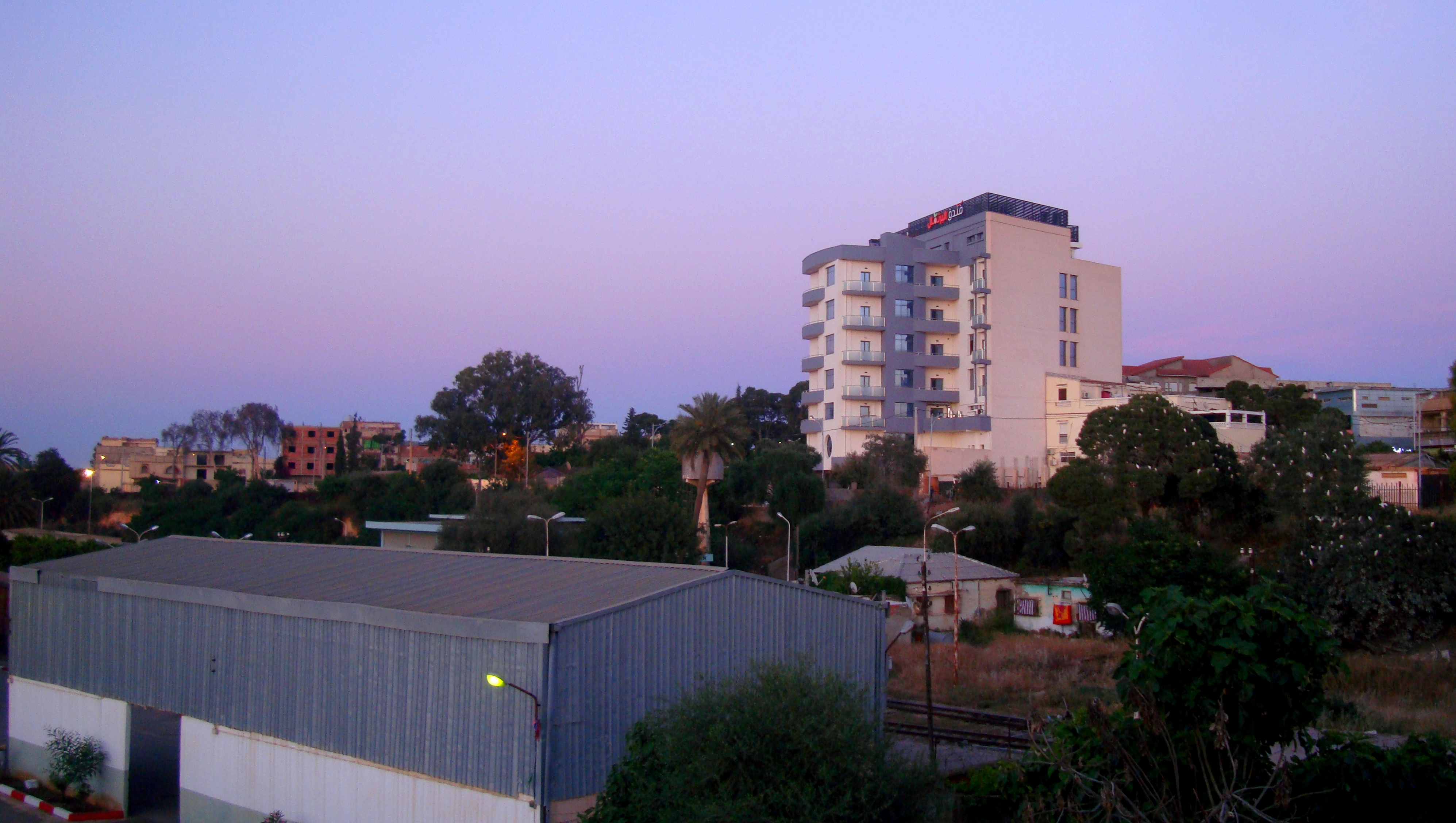
Vue sur l'hôtel Les Orangers (Hey Meddahi « Zeboudj »).

### Le bâti préfabriqué
L'important programme d'urgence de relogement en préfabriqué dans la zone sinistrée constitue plus de vingt ans après le plus grand parc immobilier (13 000 chalets uniquement pour la ville d’El-Asnam, désormais Chlef).

### Le bâti moderne
On désigne sous ce terme les constructions édifiées après le 10 octobre 1980 et celles ayant fait l'objet de réparation à la suite des dommages du 10 octobre. Ce nouveau bâti obéit à une réglementation antisismique très sévère sur la base des enseignements du séisme de 1980.

## Toponymie
Le nom de la ville provient du nom de Chelif, connu dans l'Antiquité sous le nom Chinalaph, et dérivant probablement du berbère asif ou acif, signifiant « oued », « rivière » ou « fleuve ».
L'historien Mohamed Tiab, dans un article paru dans l’hebdomadaire "Le Cheliff" avait écrit «Les phéniciens qui avaient installé des comptoirs le long de la côte algérienne et qui s’introduisaient de temps à autre dans l’intérieur du pays, ont baptisé l'actuel  Oued Chelif « Chinalaph », qui signifie en phénicien, le déversement des torrents en grandes quantités à partir des cascades et des pentes abruptes, creusées dans les monts d’Amor. Le « Chéliff » ou « Chlef », n’est autre que la déformation du terme Chinalaph. »
On appelle la ville الشلف (Ech-lef) en arabe et Cclef ⵛⵍⴻⴼ en berbère (toutes deux prononcées [ʃləf]).

## Histoire

### La période romaine
Durant cette période les Romains eurent tendance à exercer leur autorité au niveau la région nord-africaine à travers des rois berbères élevés à Rome. L'Afrique du Nord fut divisée en deux territoires à partir de l'an 40, la Maurétanie césarienne qui réunissait les régions centrales et orientales de l'Afrique du Nord, et la Maurétanie tingitane d’où vient le nom romain de la ville de Chlef Castellum Tingitii qui s'étendait du Maroc à l'est jusqu'au sud des régions de Chlef. 
La ville est fondée au premier siècle de l'ère chrétienne, Castellum Tingitanum était un oppidum bénéficiant de défenses naturelles, constituant une forteresse construite sous forme d'un rectangle percé de portes, flanquée de tours.
La région fut christianisée au temps de la décadence romaine. L'une des plus importantes Basiliques chrétiennes d'Afrique, la Basilique Saint Réparatus, édifiée à Castellum Tingitianum en 324,. Puis vint l’invasion vandale et ensuite l’époque byzantine. Les structures de la ville furent ensuite réduites à néant à cause d'un très fort séisme qui frappa la région au Ve siècle.

### La période islamique

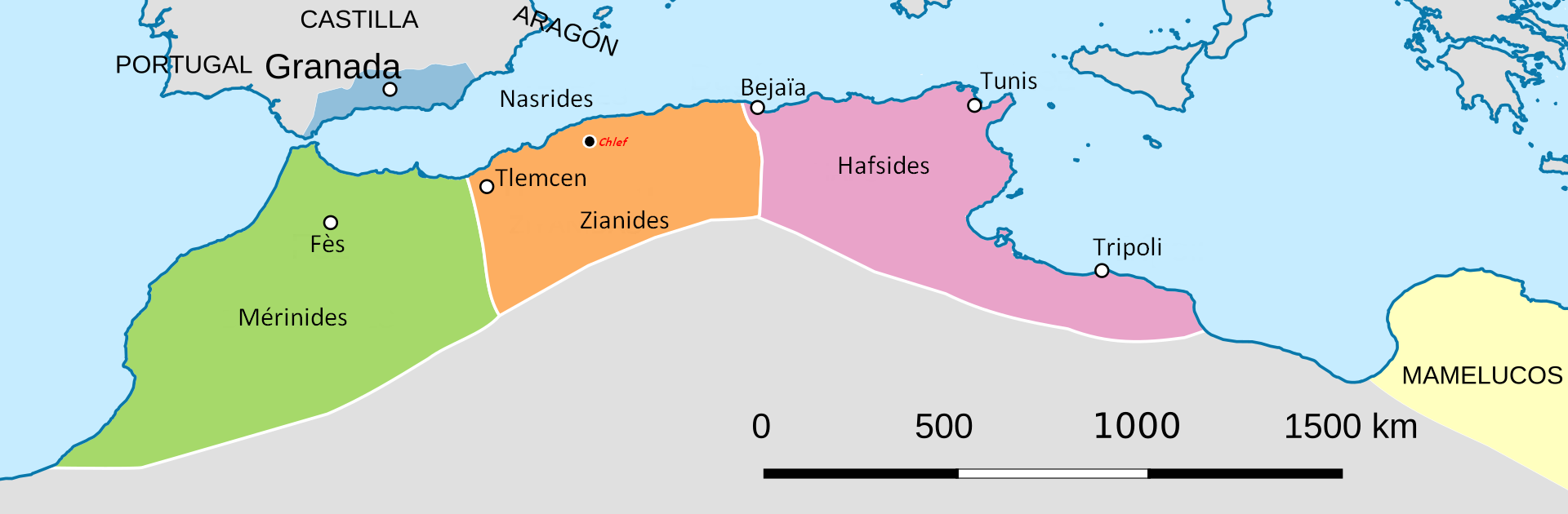
Le royaume zianide de Tlemcen au XVIe siècle et la position de l'actuelle ville de Chlef.

En 674, le général arabe Abou al-Mouhajir Dinar à la tête d'une expédition des musulmans contre Byzance conquit la région du Maghreb centrale (Algérie) et vainquit les Cyziques,, la région fut donc islamisée par les généraux musulmans et la première mosquée en Algérie fut érigée sur la basilique Saint-Optat de Milev (wilaya de Mila).
Puis avec l’installation des royaumes arabo-berbères, la région du Chéliff fut saccagée par des affrontements de troupes militaires des Zirides d’Achir ou plus tard par les Abdalwadides de Tlemcen qui y traversaient.
La ville de Chlef fut le théâtre d'une bataille dite bataille des nobles (Ghazwat El-Achraf) en 740 sous le commandement du chef zénète Maysara al-Matghari contre le pouvoir des Omeyyades. Il en résulte une grande victoire des Berbères sur les Arabes.
Selon Ibn Khaldoun, la région de Chlef fut autrefois le royaume de la grande dynastie berbère des Maghraouas. Mais l’équilibre va être bouleversé avec l’arrivée des Arabes hilaliens, et plus particulièrement des Zoghbas, parmi lesquels se distingue la confédération des Suwayd.
Les Zénètes de la région, population berbère dominante jusque-là, vont progressivement céder le terrain face à cette nouvelle vague arabe. C’est dans ce contexte que s’imposent plusieurs tribus hilaliennes venues d’Orient.
Parmi ces tribus, les Ouled Kosseir s’établissent vers le XVe siècle dans la vallée du Chellif, sous la conduite de Hamou El Kosseiri (H’ammü’l-Quççayri), après avoir délogé les tribus berbères locales. Les Ouled Kosseir font partie de la noblesse militaire (tribus Djouads). Eux-mêmes revendiquent une ascendance prestigieuse, se disant descendants des Beni Makhzoum, donc de Khaled Ibn El Walid. Cependant, plusieurs historiens les rattachent à la confédération des Suwayd Ibn Zoghba, branche des Beni Hillal, ce qui ferait d’eux des cousins des Méhals, autre tribu hilalienne de noblesse guerrière.
Les Méhals, justement, ont établi vers le XVe siècle un royaume qui s’étendait de Miliana à l’est jusqu’à Tlemcen à l’ouest, avec pour capitale Ténès. Le dernier roi mehal fut Hammou El Abd, chassé par Barberousse à l’arrivée des janissaires. Il fut enterré à Mostaganem, au lieu-dit El Matmour, où se trouve encore aujourd’hui une tour portant leur nom : Bordj El Mehal.
La plus grande tribu de la région devient celle des Sebih, une tribu arabe établie principalement à l’ouest de la wilaya de Chlef. Nombreuse et influente, cette tribu faisait elle aussi partie des Suwayd, bien que ne partageant pas nécessairement leur nasab (lignée).
Revenons aux Ouled Kosseir : les documents de l’armée française, ainsi que divers historiens, décrivent cette tribu comme l’une des plus puissantes et riches de la vallée du Chellif. Vers 1830, ils possédaient plus de 499.000 hectares de terres fertiles, disposaient de plus de 19.000 guerriers et de plusieurs centaines de chevaux arabes de race. Ils furent parmi les premiers à prêter allégeance (moubayâa) à l’Émir Abdelkader, et leur territoire fut intégré à celui de l’Émir, conformément au traité de la Tafna.
Après la défaite de l’Émir Abdelkader et de ses alliés, une grande partie de leurs terres fut confisquée et redistribuée. Ces terres passèrent aux mains des colons français mais aussi à certaines tribus autochtones, notamment les Medjadja, dont plusieurs marabouts avaient soutenu activement l’armée française dès son arrivée.

### Période ottomane

Carte des beyliks de la Régence d'Alger (1515-1830)

Durant cette période qui s’étend de 1515 à 1830, une moitié de la région du Chéliff dépendait du Beylik du Titteri (Médéa) et l’autre du beylik de l'Ouest (Mazouna, Mascara puis Oran). Le XVe siècle verra l'arrivée des Ouled Kosseir, une tribu Djouads (noblesse militaire), dite d'origine Koraichite, devient l'une des tribus parmi les plus puissantes et les plus riches de la vallée du Chelif au point qu'elle déclara une « résistance armée », en 1774, au bey d'Oran pour une histoire d'impôts.
De véritables combats se sont déroulés dans la plaine du Chéliff entre les Zianides de Tlemcen et les armées turques qui se rendaient à l’ouest. Grâce au concours des habitants du Chéliff, enrôlés dans les rangs du bey Mohamed el-Kebir, expulsèrent en 1708 les Espagnols d’Oran. Le sultan du Maroc, fut même refoulé, après avoir essayé de s’emparer de l’Oranie. Plusieurs Européens, furent expulsés au XIXe siècle en voulant s’approcher de la côte chélifienne.

### Occupation française
Capitale de la plaine du Cheliff, Orléansville puis El Asnam (les idoles), chef-lieu de wilaya depuis 1956. Arrondissement depuis juillet 1875. L’antique Castellum Tingitanum (le château de Tingitius). Ville fortifiée des Romains. Baptisée officiellement Ech Cheliff en vertu du décret no 81-106 du 26 mai 1981. Depuis l’arrivée des Arabes (l’historien El Bakri nous indique que c’est une ville verdoyante), puis Orléansville à partir du 16 mai 1843 (en mémoire du duc d’Orléans, fils du roi de France Louis Philippe), rebaptisée El Asnam en vertu de l’ordonnance no 63-421 du 28 octobre 1963, puis Chlef le 7 mars 1981 à la suite du séisme survenue dans la région le 10 octobre 1980. Promue au rang de commune de plein exercice par décret impérial du 31 décembre 1856 (elle fut le siège d’un commissariat civil à  partir de novembre 1851 et de commune mixte du Cheliff  dès 1888).
La région du Chéliff fut occupée par l'armée française en 1840, à partir du 16 mai 1843 la ville changea de nom d'El Asnam à Orléansville et fut décrétée comme ville par Ordonnance royale le 14 août 1845. Après une guerre féroce livrée aux troupes françaises à partir de 1956 lors de guerre de libération nationale, la région fut délivrée définitivement en juillet 1962.

#### La naissance de la ville 1843-1860

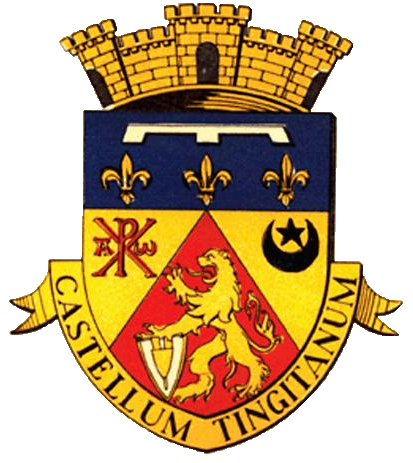
Blason d’Orléansville

Lorsque la commune d'Orléansville fut constituée aux termes du décret du 31 décembre 1856 et commença de vivre de sa vie propre en juillet 1857, date de l’installation du premier conseil municipal de la ville, il y avait quatorze ans qu'Orléansville avait été fondée sur les ruines de l’ancienne cité romaine de Castellum Tingitanum (1843) et il y avait cinq ans que l’administration civile y avait été installée par la création du commissariat civil d'Orléansville (décret du 2 novembre 1851).
La voirie de la ville et le village de la Ferme (l’actuelle Hay El Houria) étaient en très mauvais état. Le service des eaux potables était nul pour le chef-lieu et ce dernier était alimenté par trois bornes fontaines ou au moyen de baquets ramenés de l'Oued du Chelif Et pas un seul puits à la Ferme. Les colons avaient construit eux-mêmes des puits dans leurs propres habitations.
Le village de la Ferme n’était relié à Orléansville que par un pont de fortune construit en bois dit « pont à l’américaine » jeté sur le Chelif. Ce pont devenu vétuste et très affecté par les formidables crues de l'Oued du Chelif, sera démoli en cédant la place à un autre ouvrage construit partie en pierres et partie en métal.

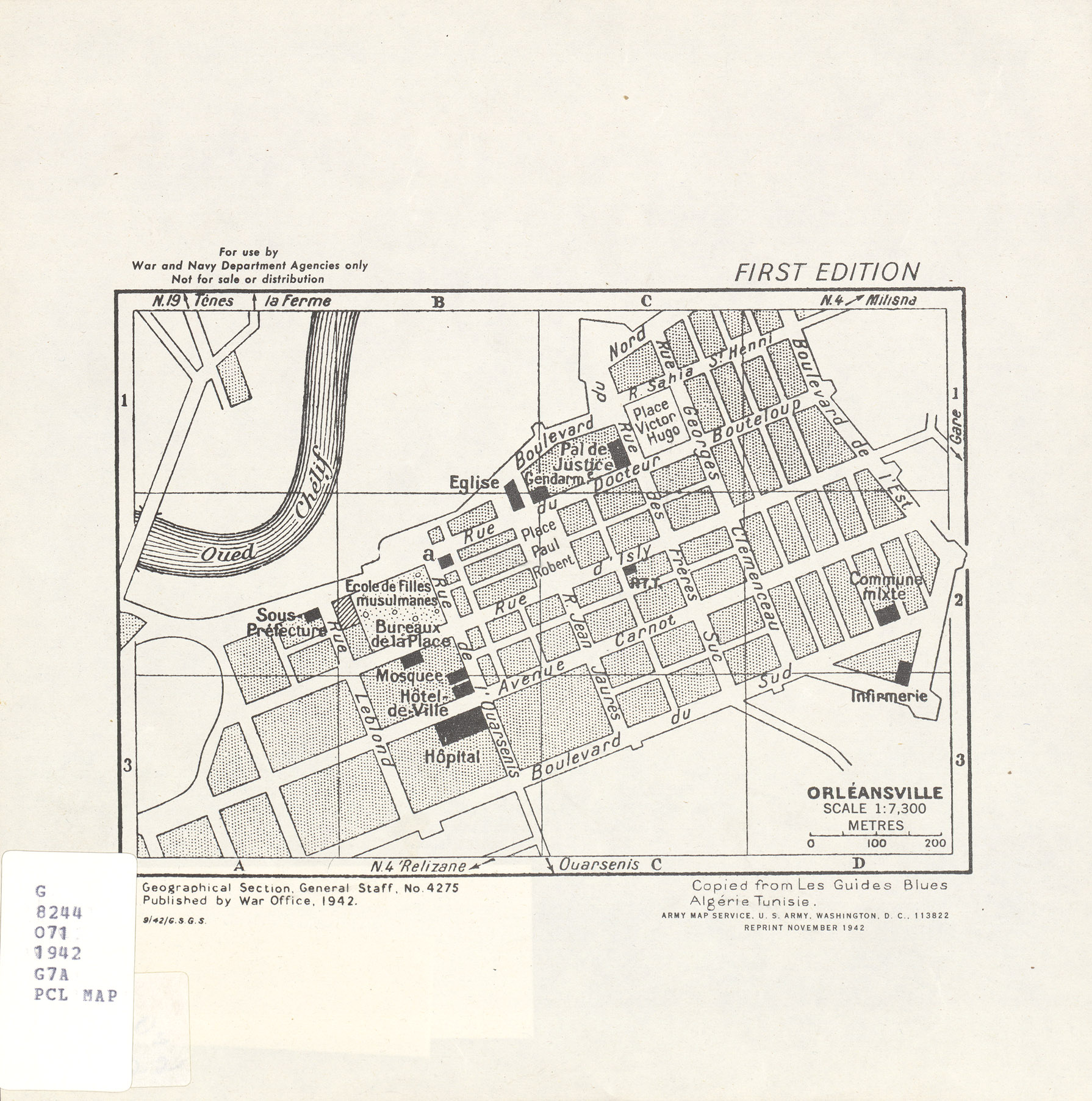
Carte d'Orléansville créée par l'US Army en 1942.

Orléansville ne possédait ni école des garçons, ni mairie, ni presbytère, ni halle, ni marché couvert, ni lavoir, ni prison civile, ni égouts. Il n'y avait qu’une église de dimensions réduites, une école des filles, un asile dans d’assez bonnes conditions et un service d’éclairage très mal constitué et abandonné depuis longtemps par l’entrepreneur. Notons que le rail n’a pas encore traversé l’immense plaine du Chéliff. Le transport se faisait à l’époque en diligence.
La ville d'Orléansville englobait au 31 décembre 1853, une population totale estimée à 1 286 habitants dont 1 090 agglomérés au chef-lieu, soit 84,75 % (la population européenne citadine représentait près de 64 % et la population arabe atteignit à peine le chiffre de 20 %). La population éparse de la banlieue ne dépassait pas les 15 % dont près de 12 % était européenne (tableau de recensement du 15 mars 1854). Quatre ans après (1857), la population Orléansvilloise s’élevait à 2 021 habitants dont 1 644 foyers européens (82 % de la population totale), soit une hausse de 6 % par rapport à celui du recensement de 1853.
À partir du 28 avril 1854, le bureau de police institué en ville depuis quelques années est érigé en commissariat de police. Une année après (23 avril 1855), une justice de paix, qui dépend du tribunal d'Alger, est mise en place à Orléansville.
Une régie communale d'éclairage public de la ville est créée à partir du 5 janvier 1856 pour assurer le bon déroulement du service depuis longtemps fonctionnant mal.

#### Les premiers noyaux de résistance
Le colonel Eugène Cavaignac est investi par le général Bugeaud dès le mois d’avril 1843, du commandement de la subdivision d’El-Asnam (le nom d'Orléansville n’est pas encore attribué à la future ville naissante).
Bugeaud qui après avoir laissé à El-Esnam quatre bataillons sous les ordres du colonel Eugène Cavaignac, s’est dirigé sur Ténès pour fonder une nouvelle ville sur l’ancienne cité romaine de Cartenae. Le 16 mai, par décision du ministre de la guerre le maréchal Soult, le camp à demeure d’El Esnam, est baptisé « Orléansville », en mémoire du duc d’Orléans Ferdinand-Philippe d'Orléans, fils du roi de France tué accidentellement dans la banlieue parisienne à Neuilly-sur-Seine au mois de juillet 1842.
En mars 1844, le jeune Mohamed Benabdellah (1821-1890), surnommé – Bou Maza (l’homme à la chèvre comme le surnommaient les Français), leva l’étendard de la révolte dans le Dahra en déclarant la guerre à l’occupant français.
Une autre personnalité surgit sur la scène des opérations dès le mois de novembre 1844. Leroy de Saint-Arnaud, colonel du 33e régiment de ligne, futur ministre de la Guerre, commandait la nouvelle subdivision d'Orléansville en remplacement de Cavaignac muté à Tlemcen.

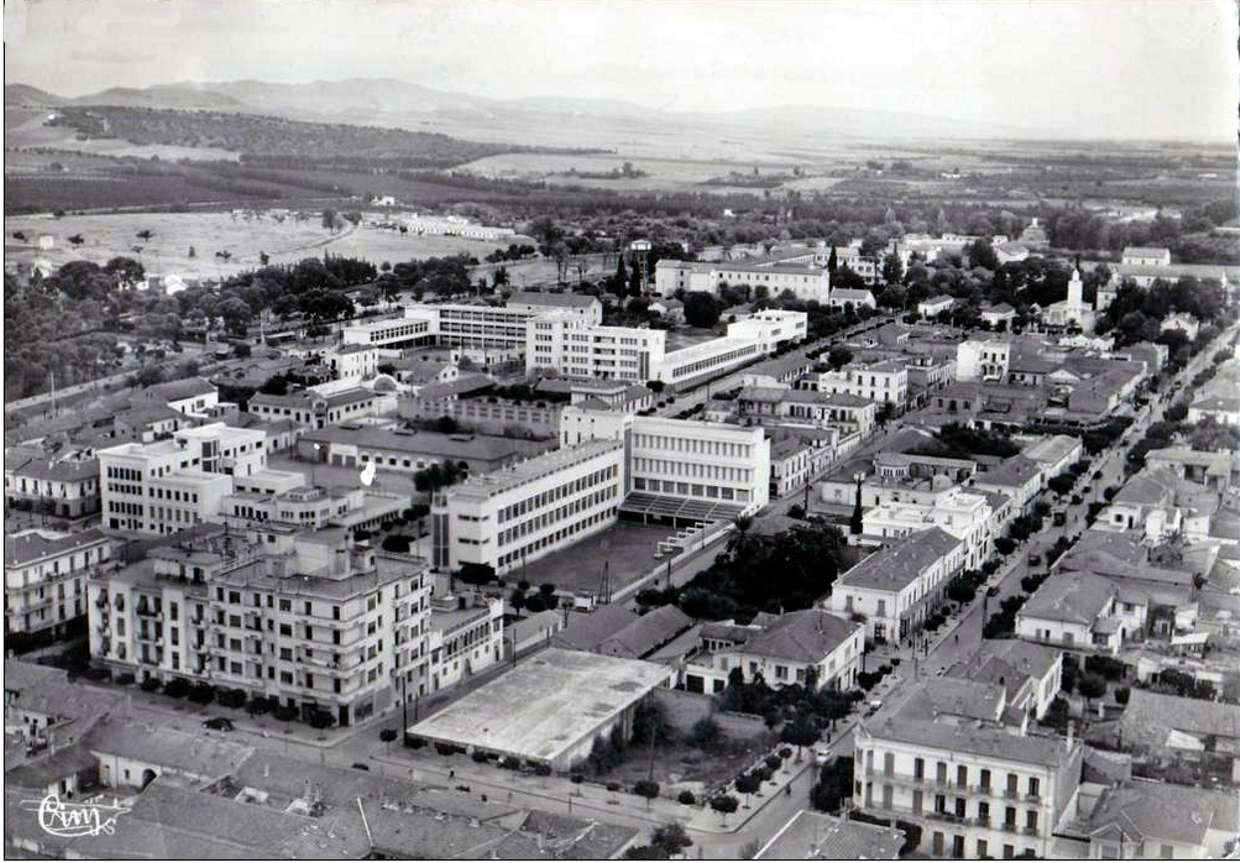
Orléansville, vue aérienne, côté ouest, quartier des écoles, collège (le 5 mars 1953)

Le 4 mai 1845, Boumaza fait établir un siège en règle autour de la ville d'Orléansville. Saint-Arnaud, très ennuyé par la résistance grandissante de Boumaza dans différents points de la subdivision s'en va bivouaquer chez les Beni Merzoug dans les monts du Dahra pour mieux contrôler tous les mouvements des éléments de la résistance. Il reconnaît lui-même dans une lettre transmise le 6 décembre de son bivouac à son frère à Paris et dont il avait griffonné à la hâte quelques phrases qui démontraient son grand embarras : « Je suis depuis le 1er à courir jour et nuit, c’est le mot, car en six jours, j’ai fait trois marches de nuit. Aussi suis-je très fatigué et mes troupes aussi, mais nous avons fait beaucoup de mal à l’ennemi. Je poursuis à mort les chérifs, qui poussent comme des champignons. ».
L’émir Abdelkader et Boumaza inquiétaient sérieusement Bugeaud, Saint-Arnaud et les autres colonels. « Je suis devenu l’homme des bivouacs, et l’aspect d’une maison m’effarouche comme un sauvage qui n’a jamais rien vu » reconnaît le colonel Saint-Arnaud le 27 décembre 1845.
Après des opérations de grandes envergures, Cheikh Boumaza finit par se rendre le 13 avril 1847[réf. souhaitée].
« BOUMAZA est entre mes mains ! Il est ici depuis deux heures. C’est un beau et fier jeune homme ! Nous nous sommes regardés dans le blanc des yeux », écrit Leroy de Saint-Arnaud dans une courte lettre du 13 avril 1847, adressée à son frère. Plus tard, il prend la peine de s’étendre plus pour décrire le personnage : « BOUMAZA n’est pas un homme ordinaire. Il y a en lui une audace indomptable jointe à beaucoup d’intelligence, dans un cadre d’exaltation et de fanatisme »

#### Réfugiés de la guerre d'Espagne (1939)
À la veille de la Seconde Guerre mondiale, des dizaines de milliers d’Espagnols ont fui le régime franquiste. Les côtes marocaines plus proches du territoire espagnol se trouvaient sous domination espagnole des troupes du général Franco ce qui a poussé les réfugiés espagnols à se diriger vers les côtes algériennes les plus voisines, quelques milliers d’entre eux ont débarqué en Algérie entre mars et juin 1939.
Le 16 mars 1939, 634 personnes (297 hommes, 184 femmes et 153 enfants) séjournaient dans les camps de Carnot et d’Orléansville, dont 297 réfugiés espagnols ayant débarqué à Ténès le 14 mars 1939.
Au début du mois de mai 1939, 4 camps sont créés dans l’arrondissement d’Orléansville,, où étaient regroupées principalement des personnes arrivées en famille tandis que la caserne Berthezène accueille les hommes.
Des efforts furent entrepris par le sous-préfet d'Orléansville afin d'améliorer les conditions de vie des réfugiés et permettre leur intégration progressive sur le marché local du travail.

#### La Seconde Guerre mondiale
Pendant la Seconde Guerre mondiale, l'Afrique du Nord française, dont Orléansville, reste sous les ordres de la métropole. 

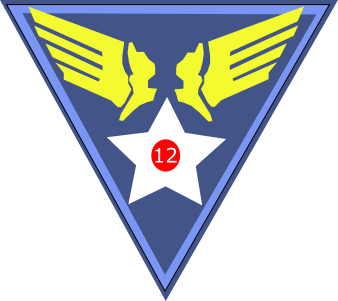
Emblème de la Twelfth Air Force pendant la seconde guerre mondiale.

En considération de la Seconde Guerre mondiale qui fait rage, et du manque flagrant du ravitaillement, la municipalité interdit le 10 mars 1941 aux boulangers de vendre plus de cinq kilogrammes de pain au même client, sauf autorisation spéciale. Et à compter du mercredi 27 mai 1942, la vente des espadrilles est interdite chez les détaillants et artisans de la commune d’Orléansville, pour pouvoir utiliser tout le stock nécessaire aux besoins de l’armée.

Durant l'opération Torch en novembre 1942, des unités terrestres de soutien ont été installées à Orléansville, dans le cadre du plan d'attaque pour récupérer la ville d'Alger du contrôle des généraux du régime de Vichy. Selon le quotidien français Le Matin, paraissant le 23 novembre de la même année, des troupes américaines ont tiré sur des Arabes faisant de nombreux tués ou blessés à Orléansville et à Sidi Bel Abbès. À la suite de ces comportements récidivistes, le quartier général des forces alliées reçoit une plainte française sur des soldats américains ivres qui bivouaquaient à Orléansville et ses environs.

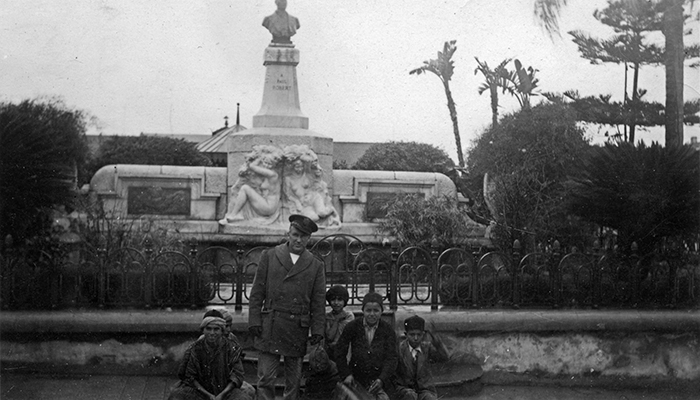
Soldat américain à Orléansville en 1943 (place Paul-Robert)

En mars 1943, plusieurs convois alliés arrivent depuis les villes d'Oran et de Casablanca, en passant par la ville d'Orléansville, pour atteindre l'est algérien. Jusqu'à la fin de ce mois de mars, on compte en moyenne à Orléansville le transit de 600 camions par jour. Afin de pouvoir loger les nouveaux arrivants, les familles françaises ont été obligées de céder leurs chambres supplémentaires aux soldats américains.
À Orléansville se situait également un aérodrome militaire (Orleansville Airfield) construit par les ingénieurs de l'armée américaine, utilisant de la terre compactée pour sa piste. L'aérodrome était utilisé par la Twelfth Air Force 52d Fighter Group de l'US Air Force pendant la campagne d'Afrique du Nord contre les Deutsches Afrikakorps. Il fut opérationnel entre le 2 et le 20 janvier 1943,.

#### Messali Hadj à Orléansville
Le 14 mai 1952, Messali Hadj, homme politique algérien, fondateur du Parti du peuple algérien (PPA), du Mouvement pour le triomphe des libertés démocratiques (MTLD) et du Mouvement national algérien (MNA), se rend à Orléansville pour y prononcer un discours devant une foule nombreuse. 

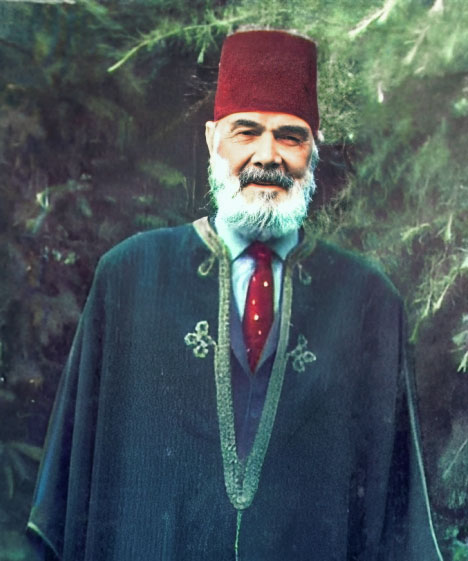
Messali Hadj

Dès le matin, la police française, renforcée par un contingent de gardes mobiles et de CRS, fouille tous les passants, leur arrache brutalement leurs bâtons et leur réclame leurs pièces d'identité. Plusieurs d'entre eux sont arrêtés, conduits au commissariat de police et emprisonnés.
À 13 h 30, Messali arrive aux portes de la ville, il s'est arrêté pour saluer les gens venus à sa rencontre, ils étaient sept cents à huit cents d'après le journal L'Écho d'Alger paru le lendemain des faits. Il leur demande de rentrer chez eux dans le calme. Les assistants se scindent en deux groupes: le premier se dirige vers la ville et le second vers le village de Pontéba (Oum Drou). Les gens qui veulent entrer en ville pour reprendre leur travail se heurtent au barrage de police.
À ce moment-là, les forces de l'ordre ouvrent le feu sur les manifestants présents. Au bruit de cette fusillade, les gens qui se rendaient à Pontéba s'indignent et réagissent en jetant des pierres sur les automobilistes venant d'Alger et se dirigeant à Orléansville. Il y aura deux morts ce jour-là : Ali Naghab dit Dja Khia et Mohammed Berberi. Dans la soirée, Messali est arrêté dans les faubourgs d'Orléansville à la ferme « Hay El Houria » chez Lelou Bouabdellah par le commissaire Renée Tozza d'où il est transféré à l'aérodrome de Mouafkia, il sera ensuite acheminé par avion militaire depuis l'aérodrome de Boufarik vers la ville de Niort en France où il est accusé d’atteinte à la sécurité extérieure de l’état et placé en résidence surveillée.

#### Séisme de 1954
Dans la nuit du 9 septembre 1954, exactement à 1 h 11 du matin, la terre a tremblé pendant 12 secondes à Orléansville, pour des raisons inconnues, détruisant ainsi les deux tiers de la ville. Le bilan est de 1 500 morts, plus de 1 200 blessés retrouvés sous les ruines de leurs maisons et 60 000 sans-abris. Les pluies diluviennes qui vont s'abattre ensuite sur les dizaines de milliers de sans-abri privés de toit s'ajouteront au séisme pour constituer la catastrophe d'Orléansville, qui provoque un élan de charité partout dans le monde.
Les populations musulmanes rurales ont été plus particulièrement touchées. Certains douars ont été carrément rasés, et les familles généralement nombreuses qui les habitaient, impitoyablement décimées.
Partout en France, en signe de deuil et de solidarité, les drapeaux ont été mis en berne,
Après le séisme de 1954 à Orléansville, Jean de Maisonseul, directeur du service d’urbanisme du département d’Alger, met en place une équipe dynamique, issue de l’Agence du plan d’Alger, dirigée alors par Dalloz et Hanning, et décidée à mettre en œuvre une ville « neuve ».
Une année après le séisme de 1954, Jean Bossu est nommé architecte en chef pour la reconstruction de la ville, il est appelé par Gérald Hanning, alors urbaniste en chef de l’Agence du plan d’Alger, dont le directeur était alors Pierre Dalloz. Bossu succède au poste d'architecte en chef à André Ravéreau, parti pour la Grèce.
De beaux morceaux d’architecture s’érigèrent à la place des ruines de la cité : le centre commercial Saint-Reparatus de Jean Bossu, la mosquée de Robert Hansberger, le centre de jeunesse et de sports de Louis Miquel et Roland Simounet.
Le 8 octobre 1954, un match de football organisé au profit des sinistrés d'Orléansville a eu lieu au Parc des Princes entre l'équipe de France et une équipe formée de joueurs nord-africains.

#### Guerre d'Algérie: 1954-1962
Marquée dans sa chair depuis l’arrivée de l’occupant français, la région de Chlef, à l’instar de toutes les autres contrées d’Algérie, répondra favorablement à l’appel du 1er novembre 1954.

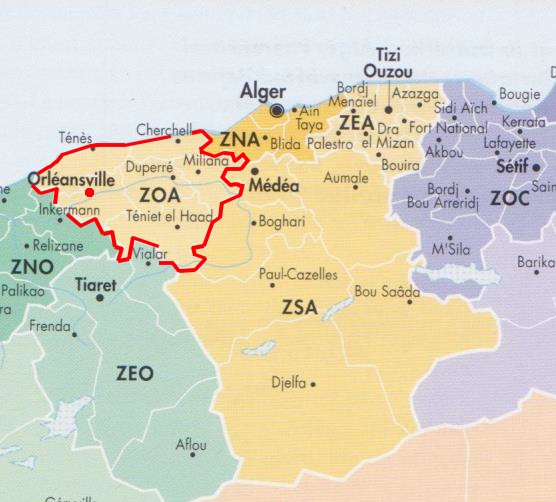
Carte de l’organisation territoriale datant de la fin 1958, qui reste valable jusqu’au cessez-le-feu.

Le gouvernement français prône le recours à la force et envoie des renforts militaires en Algérie, le 30 août 1956 l'état d'urgence est proclamé à Orléansville comme dans l'ensemble du territoire, toutes les routes menant à la ville étaient interdites à la circulation à partir de 18 h, en raison de l'extension de la rébellion armée. À Orléansville se trouvait l'état-major de la ZOA (Zone opérationnelle ouest algérois), ce dernier contrôlait toutes les forces militaires françaises se trouvant dans le département d'Orléansville,.
En avril 1956, l’aspirant Henri Maillot, militant du Parti communiste (PCF), déserte les rangs français, pour rejoindre les combattants algériens dans la région d’Orléansville avec un important chargement d’armes, tout comme le professeur Michel Martini, chirurgien à l’hôpital d’Orléansville, qui depuis 1955, pratique l’aide aux Combattants de la libération et à l’ALN. Dès la fin de 1955, il reçoit des blessés et cache des militants sous couvert de raisons médicales. Il est ainsi prêt à aider aussi bien les combattants de l’ALN que les partisans communistes qui mettent en place un maquis symbolique, avec des armes provenant du camion détourné par l’aspirant Maillot sus-mentionné. Martini est ensuite mis en résidence surveillée, emprisonné à Oran, condamné et expulsé en août 1957. Le 2 juin 1956,Maillot et Maurice Laban sont tués près d'Orléansville par des soldats du Régiment du déserteur, le 504e Train, lors d’une opération montée avec l’appui des Harkis du bachagha Boualem.
Entre 1956 et 1962 la ville a connu une vague d'attentats, notamment celui du 1er juin 1956, attentat aveugle à la grenade ciblant la synagogue. À l'automne de la même année le Fidaï Bouhamidi Bouaaza réussi à éliminer un architecte lors d'un attentat dans un café de la cité d'urgence banlieue ouest de la ville, puis le 30 septembre 1956, cinq soldats sont tués et 3 autres blessés dans une embuscade tendue par les éléments du FLN contre un camion militaire. Le 27 novembre 1958, deux draisines sautent sur des obus piégés causant six morts, dont 4 militaires,. En 1959, plus précisément le lundi 9 février 1959, un autre attentat aveugle à la poste d'Orléansville située dans des baraquements édifiés au lendemain du séisme de 1954, fait dix-huit morts dont quatre français tous employés du PTT, un autre attentat à la grenade visant cette fois-ci le moulin indigène de la Bocca Sahnoun, tuant ainsi dix personnes dont trois militaires. Vers la fin de cette même année, un autre Fidaï Medjahed Ali réussi sans encombre la déflagration d'une grenade au bar central de la ville si fréquenté par les militaires. Bilan quatre morts dont deux parachutistes, la fille de Garéro un espagnol propriétaire terrien et un enfant de huit ans qui passait avec une gamelle pleine de lait. Enfin le 27 juillet 1960, une bombe dissimulée dans un sac de toile souffle la cafétéria la Rotande situé à la rue d'Isly, exécuté par les Fidaïs Boughrab Djilali et Guendouz Djilali. À la suite de cela de sérieuses mesures de sécurité ont été prises afin de réduire le risque d'attentats, allant jusqu’à la fouille minutieuse de chaque individu, sac, cabas et autres bagages à l'entrée des magasins, cafés et salles de cinéma.
Durant cette période, plusieurs responsables locaux, policiers et militaires ont été éliminés par les moudjahidines, à l’exemple de Mohamed Ben Cherci, Vice-président de la commission administrative de la Ville, grièvement blessé lors d'une attaque, meurt des suites de ses blessures le 31 août 1957 ou Robert Attard, directeur de la Caisse agricole, assassiné le 17 août 1959.
Le 1er novembre 1956, à l'occasion de la commémoration du deuxième anniversaire de la guerre de révolution, un appel de grève a été lancé par l'Union générale des travailleurs algériens et l'Union générale des commerçants algériens. Le mouvement est largement suivi par les commerçants musulmans à Orléansville où les portes des boutiques et des cafés étaient fermées tout comme à Alger, Blida ou Tizi Ouzou.
Dès 1956, l’ALN entame la guerre psychologique (El Harb Al Nafsiya) fondée essentiellement sur la propagande offensive, dont le but est d’abattre le moral de l’ennemi et ses plans de guerre. Orléansville était le siège du service départemental des Renseignements généraux, dont le principal objectif était de renseigner le gouvernement sur tout mouvement pouvant porter atteinte à l'État français. Le centre intercepte le 16 décembre 1957 deux tracts dactylographiés émanant du Front de libération nationale, appelant les militaires français et étrangers engagés dans l'armée française à ne plus obéir à leurs supérieures et à déserter les rangs.
Face à cette nouvelle stratégie militaire de l’ALN, Le bureau de la guerre psychologique lance une opération test de la contre-insurrection, qu'il baptise « opération Pilote » à Orléansville et sa région dont le but est d'obtenir le soutien de la population, elle devient par la suite le modèle de la doctrine à suivre partout en Algérie, cette même opération a mené après une procédure en plusieurs étapes à éliminer des insurgés et à reconquérir une partie de la population grâce aux aides, aux services sociaux et aux opérations psychologiques, devenu plus tard le plan Challe en 1959.
En février 1962, soit à cinq mois de l’indépendance du pays, un terrible accrochage a eu lieu à Orléansville en plein cœur de la ville. Khelif Benouali dit Si El hadj M’hamed, militant et commissaire politique dans la région d’Orléansville en compagnie de son adjoint Si Allal se font encercler dans une villa au centre-ville par l’armée française, agissant sur renseignements, ce dernier se replie en compagnie de son adjoint Si Allal dans un local appartenant à une certaine Marie Antoinette (ex-local de Djezzy), puis dans un bain maure, où ils réussissent à brûler tous les documents en leur possession avant de résister héroïquement aux soldats qui les encerclaient, ils avaient tenu tête aux forces armées durant toute la nuit et une journée.
Parmi les martyrs de la ville figurent notamment Abdelkader Mekkaoui (27 ans, né le 25 mai 1930) et Maâmar Sahli (33 ans, né le 21 mai 1924 à la Ferme) qui seront condamnés à mort le 3 juin 1957 et guillotinés le 4 décembre de la même année, Ainsi que Gaboub Moulay (de son vrai nom Gabour Moulay Tayeb) lui aussi guillotiné le 25 janvier 1958. Ziane Delfi Abdelkader, fusillé lui au Caroubier (Alger) par l’autorité coloniale le 8 octobre 1959, ce dernier considéré comme le premier fusillé à l’échelle nationale, Messaouada Bedj, née le 7 mai 1933 à Chlef. Elle décroche son baccalauréat en 1953, elle fait sa 3e année de médecine et rejoint le maquis à l’appel de l’UGEMA (l'Union générale des étudiants musulmans algériens) en 1956 dans l'Ouarsenis dans la zone 4 Wilaya IV. Elle sera désignée par Youcef Khatib pour mettre en place le premier centre de santé à Tamezguida en zone 1. Elle se déplacera avec Si Khatib au mont Bouzegza. Elle sera rejointe par sa sœur Fatima dit El Alia née le 7 octobre 1935 à Chlef. Messaouda tombe dans une embuscade dans le Sersou et meurt les armes à la main, sa sœur la suivra en 1960 en Chahida. D’autres enfants de Chlef les rejoindront sur l’autel du sacrifice, parmi lesquels beaucoup de sportifs du monde du football ou de l’athlétisme de la plaine de Chlef, à l’instar de Ferdji, Bibi, Klouche…
La première exécution capitale qui ait eu lieu depuis le 1er novembre 1954 à Orléansville, était celle de Harir Djelloul Ben Mohammed, fusillé mardi le 15 mars 1960 au champ de tir d'Orléansville. Il est condamné à la peine de mort par le tribunal permanent des forces armées d'Orléansville, le 26 septembre 1959, pour l'assassinat de l'ancien garde champêtre de Rouina, le 8 août 1958.

#### Les manifestations du11 décembre 1960
Des manifestations violentes ont eu lieu à Orléansville en coïncidence avec la visite du président Charles de Gaulle à la ville, entre des européens qui scandaient « Algérie française, à bas De Gaulle, non à l'autodétermination, Morin dégage » et les Algériens qui rétorquaient « l'Algérie algérienne, liberté, indépendance, libérez Ben Bella et ses compagnons, vive Ferhat Abbas ».
La situation s'aggrave quand les manifestations dégénèrent en émeutes entre musulmans et Européens qui, acculés, s'enfuirent pour se réfugier près des militaires et des policiers. De Gaulle, très agacé par les scènes qui se passent devant ses yeux, donne l'ordre de disperser les manifestations tout en criant avec rage « Qu'est-ce que ça veut dire, colonel ? Je trouve vos militaires un peu compréhensifs, balayez-moi cette manifestation, et montrez un peu de fermeté, que diable !... ».
Lors de cette visite, les renseignements généraux informent l'Élysée d'une éventuelle tentative d'attentat visant à éliminer le chef de l'État par le Front Algérie française (le FAF), opération qui a été confirmée par les services secrets israéliens.

### La période post-indépendance

#### La crise de l'été 1962
Après une terrible guerre qui a duré sept longues années et qui a fait plus de 500 000 morts menant à l'indépendance de l’Algérie, un cessez-le-feu est signé le 19 mars 1962 entre le gouvernement français et la délégation du Gouvernement provisoire de la République algérienne (GPRA) présidée par Krim Belkacem dans le cadre des accords d'Évian qui conduiront, le 1er juillet 1962, à un référendum populaire se prononçant massivement pour l'indépendance de l'Algérie.
Le transfert des responsabilités de l'État français à l'exécutif provisoire présidé par Abderrahmane Farès, s'opère après le 19 mars dans une situation chaotique, marquée par la tentative de sabotage des accords par l'OAS, et l'interprétation que le FLN en avait, se préparant à prendre le pouvoir dans une désunion croissante, les rivalités de tendances, de clans, de personne se renforçant du fait de la libération des cinq ministres du GPRA emprisonnés en France, le GPRA appuyé par les wilayas III et IV contre « le clan d'Oujda. »
Entre le 17 et le 22 juillet, une réunion prend lieu à Chlef afin d’apaiser la situation sans qu'aucun accord de sortie de crise ne soit dégagé.
La wilaya IV, qui était sous le commandement du colonel Youcef Khatib et dont La ville de Chlef faisait partie, avait brutalement pris le contrôle de la capitale qui relevait jusque-là de la zone autonome d’Alger le 29 juillet 1962.
Le 19 août 1962, la wilaya IV décrète l'état d'urgence. Les combats s'étant révélé meurtriers, Benbella décide d'aller en compagnie du colonel Youcef Khatib chef de la Wilaya IV à Masséna près des lieux du combat. Ce déplacement suivi de pourparlers à la préfecture d'El Asnam entre Ben Bella et les cadres de l'ALN favorisera une certaine entente entre le bureau politique et les wilayas III et IV.
Le 5 septembre 1962, Tandis que Rabah Bitat et Mohamed Khider se sont réfugiés à l’ambassade d’Égypte, Ahmed Ben Bella gagne Oran et donne l’ordre aux troupes de l’EMG (l'État-major général) qu’on appellera aussi l’armée des frontières, qui le soutiennent, de marcher sur Alger. Ce même jour l'armée des frontières conquiert Chlef, et des affrontements violents entre Djounoud (soldats) de la wilaya IV qui entend couvrir Alger menacée et ceux de l’EMG provoquent plusieurs centaines, voire plus d’un millier de morts dans les régions de Chlef, Ksar el Boukhari, Sidi Aïssa, Sour El Ghozlane.

#### Incidents du 7 et8 décembre 1962
La fin des hostilités entre le FLN et la France fut la conséquence des accords d'Évian signés le 18 mars 1962. Le texte comprend entre autres la mise en place d'une commission mixte dans chaque département pour régler les incidents et la réduction des forces militaires françaises présentes en Algérie avant le retrait total dans un délai de trois ans.
Plusieurs incidents survenus entre le 7 et le 8 décembre 1962, marquent la période qui précéda les accords à Orléansville. Des accrochages ont eu lieu entre des éléments de l'armée française et des soldats algériens, entraînant des pertes humaines de part et d'autre. Bilan : six morts et deux blessés.
Le premier incident a eu lieu dans la nuit du 7 au 8 décembre entre minuit et 1 heure du matin, provoquant la mort d'un Algérien, tué par une sentinelle française qui aurait tiré sur deux hommes qui voulaient pénétrer dans le camp. Aussitôt après la police algérienne est alertée et une enquête est lancée en présence du préfet et du commandant français d'Orléansville. Le lendemain, entre 11 h et midi, un second incident se produit, quand une voiture de la gendarmerie mobile française amenant des enfants sortant de classe s'était arrêtée en plein centre de la ville, un gendarme se fait abattre à bout portant en sortant d'un magasin par des hommes en uniformes qui semblaient appartenir à la wilaya IV, ces derniers ouvrent le feu ensuite sur le véhicule arrêté tuant deux autres gendarmes et blessant très légèrement des enfants selon le quotidien suisse Feuille d'avis de Neuchâtel. Un peu plus tard dans la journée, un troisième incident s'est manifesté, cette fois-ci à la sortie ouest d'Orléansville près de la zone d’atterrissage d'hélicoptères. Deux soldats trouvent la mort dans une attaque sur un jeep appartenant à un régiment d'infanterie.
À la suite de ces incidents, l'ambassade de France à Alger est intervenue auprès du gouvernement algérien pour protester contre ces agissements, en demandant que toutes les mesures exigées par la situation soient engagées.
À cet effet, le ministre de l’Intérieur Ahmed Medeghri s'est rendu sur place, afin de procéder personnellement à une enquête détaillée et de s'assurer que toutes les mesures nécessaires visant à garantir le rétablissement de l'ordre soient rigoureusement appliquées,.
Quatre jours après les faits, l’ambassade reçoit un rapport établissant la responsabilité de la sentinelle de la mort qui a tiré et tué sous l’effet de la peur, sans être attaquée. En revanche, les meurtres des gendarmes et des deux militaires de l’infanterie sont bel et bien de véritables raids de représailles lancés par les hommes de la wilaya IV.
Une cérémonie de levée des corps des cinq militaires français tués, s'est déroulée mardi matin le 11 décembre à Orléansvile, dans la cour de la caserne de la gendarmerie, en présence du général Le Masson, commandant le corps d'armée, et du consul général de France à Orléansville, Pierre Travart. Les corps des cinq militaires, tous originaires de France, seront ensuite transférés en métropole.

#### La tentative de putsch de Tahar Zbiri
Dans la nuit du jeudi 14 décembre 1967, des chars d'assauts quittent leur campement à El Mouafkia (Chlef) en direction d'Alger. L'objectif était de renverser le pouvoir de Houari Boumédiène.
À la tête de ces troupes, le chef d'état-major, général Tahar Zbiri, allié de Houari Boumédiène depuis la crise de l'été 1962, et l'un des principaux putschistes de 1965 contre Ben Bella qui venait pourtant de le désigner chef d'état-major.

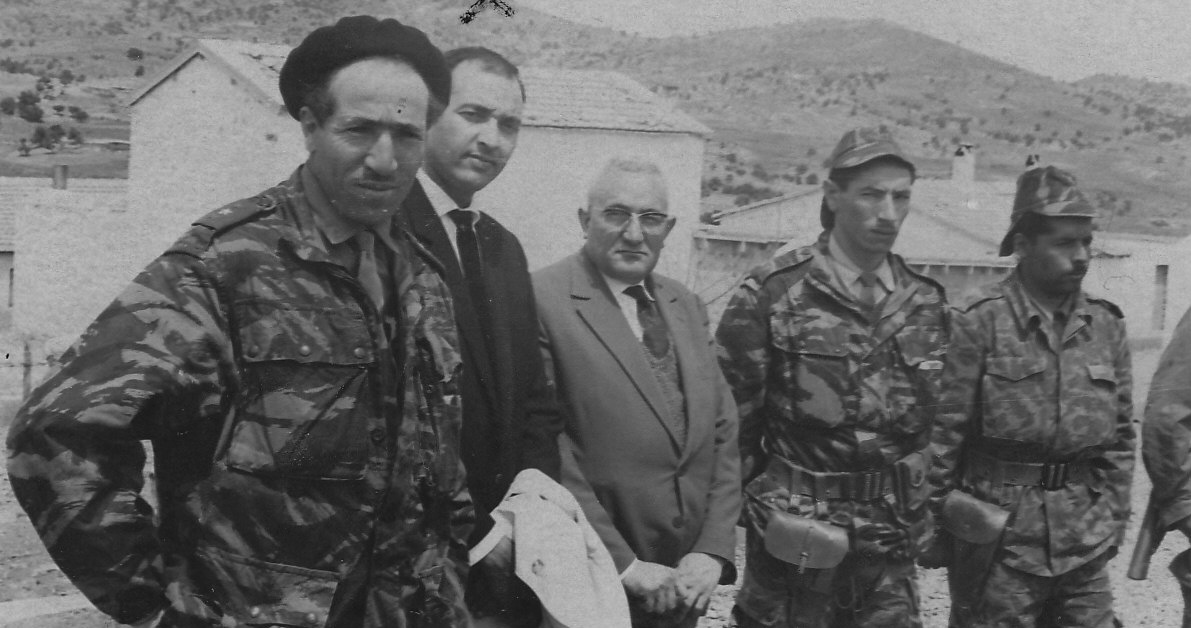
Taher Zbiri à gauche

Tahar Zbiri accusait Boumédiène de « prédilection individuelle, improvisation, tentative de frapper l'unité de l'armée et monopolisation des postes ». En fait, dit-on, Boumédiène s'apprêtait à le relever du commandement de l'état-major.
La tentative a été avortée et les troupes furent arrêtées au niveau d'El Affroun-Chiffa, dans un bain de sang. Plusieurs cadres de l'armée furent éliminés et d'autres forcés à la démission.
Tahar Zbiri a ensuite pris la fuite vers la capitale tunisienne, avant de se joindre à l'opposition de Ahmed Kaïd et Ahmed Mahsas. En 1979, Tahar Zbiri revient en Algérie et signe en compagnie de Lakhdar Bentobal la pétition des « 18 ». Il fut désigné sous Liamine Zéroual comme membre de la Commission nationale indépendante de surveillance des élections législatives (Cnisel) en juin 1997.

#### Séisme d'octobre 1980

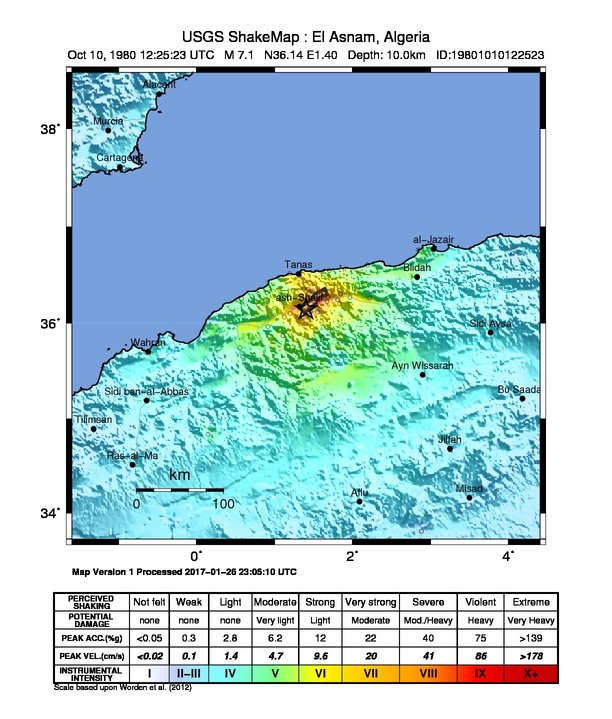
Carte de l'intensité du séisme du 10 octobre 1980 à El Asnam.

Le vendredi 10 octobre à 13 h 30, El Asnam (Chlef aujourd'hui) est frappée par de plein fouet par un séisme d'une force de 7,2 sur l’échelle de Richter, faisant 2 633 morts et des milliers de blessés, de disparus et de sans-abris.
Toutes les infrastructures de la ville sont réduites à néant, les habitations, les immeubles et les locaux administratifs et commerciaux. La ville s’est retrouvé également déconnectée du reste du pays, plus de liaisons téléphoniques, électricité et gaz coupés et la ligne ferroviaire entre Alger et El-Asnam est hors d’usage. C'est le séisme le plus important qu’a connu la Méditerranée occidentale.
À la suite de cette catastrophe, la ville est rebaptisée Chlef, pour conjurer le mauvais sort d’une appellation jugée païenne.

#### Événements d'octobre 1988
Huit ans après le séisme de 1980, des manifestations qui dégénèrent en émeutes, éclatent à Chlef comme partout en Algérie, pour protester contre la hausse généralisée des prix et la raréfaction de produits de première nécessité.
Ce jour-là le 5 octobre 1988, une grande colère envahit les rues et les quartiers de Chlef. D'importants dégâts matériels sont enregistrés : les émeutiers ont brûlé et saccagé le palais de justice, la mairie, la banque de l'état et ravagé la moitié du siège de la Wilaya.
Officiellement, le bilan n'affiche aucune perte humaine, mais, du côté des manifestants, on parle d'une trentaine de morts, rien qu'à Chlef.

#### Décennie noire
Chlef, considérée comme un fief des troupes de l'émir de l'AIS Benaïcha, est devenue une cible privilégiée des groupes armés qui, conscients de sa position géographique, veulent s'y installer pour pouvoir contrôler les voies de passage vers l'est, l'ouest ou encore le Sud du pays. D'autres groupes armées ont également tenté de contrôler la région de Chlef après la dissolution de l'AIS en janvier 2000, à l'image de Katibat El-Ahouel, Houmat Eddaoua Essalafia ou encore les rescapés du Groupe islamique armé, en y faisant régner la terreur. Leurs premières cibles semblent être les citoyens.
Le tout premier attentat à la bombe enregistré dans la ville de Chlef, a eu lieu le 21 septembre 1996 soit quatre années après le premier attentat à l'échelle nationale à Constantine en mai 1992, une bombe explose dans la zone d’activité d'Ouled Mohammed tuant une personne et blessant 16 autres.
Le 29 mai 1997, un autre attentat est perpétré devant l'immeuble de la banque de développement rural au centre-ville, lors de l'explosion d'une voiture piégée, causant de sérieux dommages à l’infrastructure sus-citée.
Deux autres engins de fabrication artisanale explosent à Chlef, jeudi le 21 juin 2002, la première bombe a explosé à l´entrée sud du marché hebdomadaire (Cité Bensouna), faisant deux blessés, dont un grièvement atteint, transféré à l´hôpital d'Ouled Mohamed. Quelques heures après, une deuxième bombe explose à l´entrée du jardin public mitoyen à la gare routière SNTV. Bilan, un mort et deux blessés.

### Visites officielles à Chlef
- En juin 1865, l'empereur Napoléon III, traverse la commune pour se rendre à Oran sans s'y arrêter, poussant le conseil municipal à transmettre une vive protestation lors d'une session extraordinaire, tenue dans les locaux de la mairie[119].
- En avril 1903, le président de la République française, Émile Loubet, traverse à deux fois la ville d'Orléansville, sans s'y arrêter, lors de sa visite officielle effectuée en Algérie du 15 au 26 avril[119].
- Le 2 octobre 1958, le général Charles de Gaulle, effectue une visite officielle à la ville d'Orléansville[119].
- Le 26 octobre 1977, visite de travail et d'inspection du président de la République Houari Boumédiène[119].
- En janvier 1986, le président de la République Chadli Bendjedid effectue une visite à la ville et inaugure le barrage de Sidi Yacoub[119].
- Le 11 mai 2002, visite du président Abdelaziz Bouteflika à Chlef[119].
- Le 29 mai 2007, le président de la République Abdelaziz Bouteflika effectue une visite de travail et d'inspection à la ville de Chlef[120].

## Administration et politique

### Assemblée populaire communale
L'Assemblée populaire communale (APC) élue en 2017 s'est vue dominée par les partis politiques dits d'alliance présidentielle.
Répartition des sièges en 2017 (33 sièges)

### Commissaires civils et Maires[122]

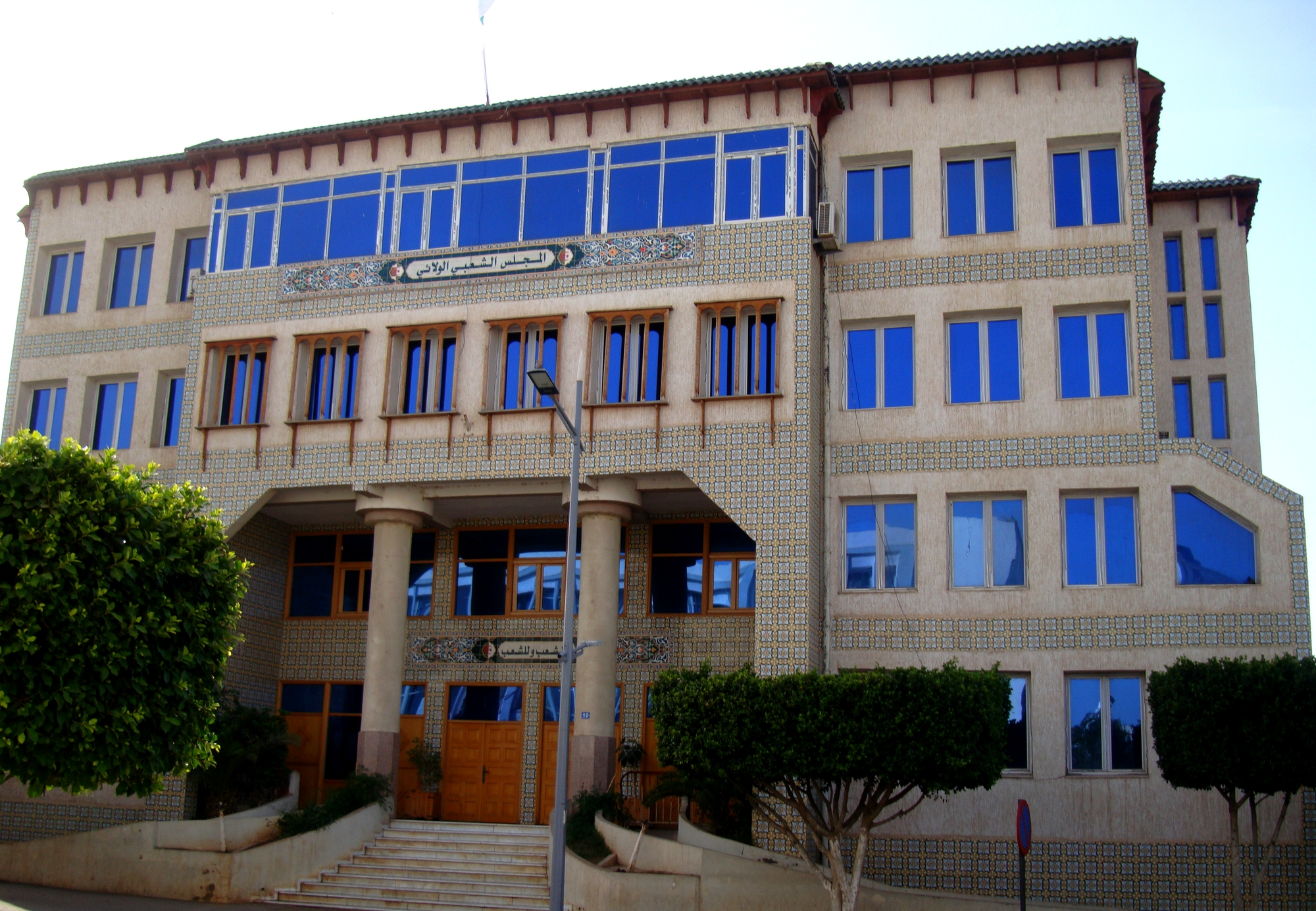
Siège de l'APW à Chlef

Depuis l'installation d'une administration civile par la création du commissariat civil d'Orléansville en 1851, 45 maires et commissaires civils se sont succédé à Chlef, répartis comme suit :
- 6 commissaires civils ;
- 26 maires de l'époque coloniale ;
- 13 maires après l'indépendance.

Ferdinand Duboc, ancien administrateur, chef de bureau auprès de la préfecture de Constantine. Muté à Orléansville, en qualité de commissaire civil. Lorsque la commune de plein exercice d’Orléansville, fut créée par le décret du 31 décembre 1856, il fut le premier maire de la ville.

Le tableau ci-dessous en présente la liste complète.

### Juridictions
Les principales juridictions sont le palais de justice d’où le siège du président de la Cour et le procureur général (qui abrite en son enceinte la cour de Chlef) et le Tribunal administratif de Chlef situé au centre-ville.

### Sécurité et criminalité
Les bilans fournis périodiquement par les services de sécurité (Police et Gendarmerie nationale) indiquent que l’insécurité à la ville de Chlef croit de manière inquiétante.
Parmi les endroits dit sensibles à Chlef, on cite les localités de Benhattab, Chegga et Cheraït où plusieurs délinquants et repris de justice, dont de dangereux malfaiteurs trouvent refuge, profitant de l’absence d'un commissariat de police ou de gendarmerie sur place.
À la suite de cette recrudescence de la criminalité qui s’est propagée à Chlef ville et ses banlieues et dans le cadre de la lutte contre la criminalité et le banditisme, la police judiciaire mène une lutte sans merci contre le banditisme et la traque des délinquants à travers les quartiers et banlieues de la ville de Chlef, à savoir à Haï Arroudj, Chorfa, Haï Houria, Hai Bensouna, Lala Ouda, les Frères Abad Zeboudj,.
Des chiffres révélés en 2015 par les services de la gendarmerie nationale donnent réellement froid dans le dos et témoignent de l’expansion de la délinquance et de la criminalité à Chlef. En effet, Chlef arrive en 2014 à la deuxième place des wilayas qui enregistrent le plus grand taux de criminalité avec 5,46 %, juste derrière Alger première et devant Sétif. Le taux a été calculé en s’appuyant sur les chiffres des nombreuses arrestations effectuées durant l’année 2014.

### Carte d'identité biométrique
Chlef a été choisie en 2016 comme Wilaya pilote à l'échelle nationale pour la délivrance de la carte d'identité biométrique, favorisée par la rapidité et la qualité du travail effectué par l’administration locale, la DRAG et les services de documents biométriques, comme l'avait annoncé le ministre de l’intérieur Noureddine Bedoui lors de sa visite à Chlef en mars 2016.

### Lieux-dits, quartiers et hameaux

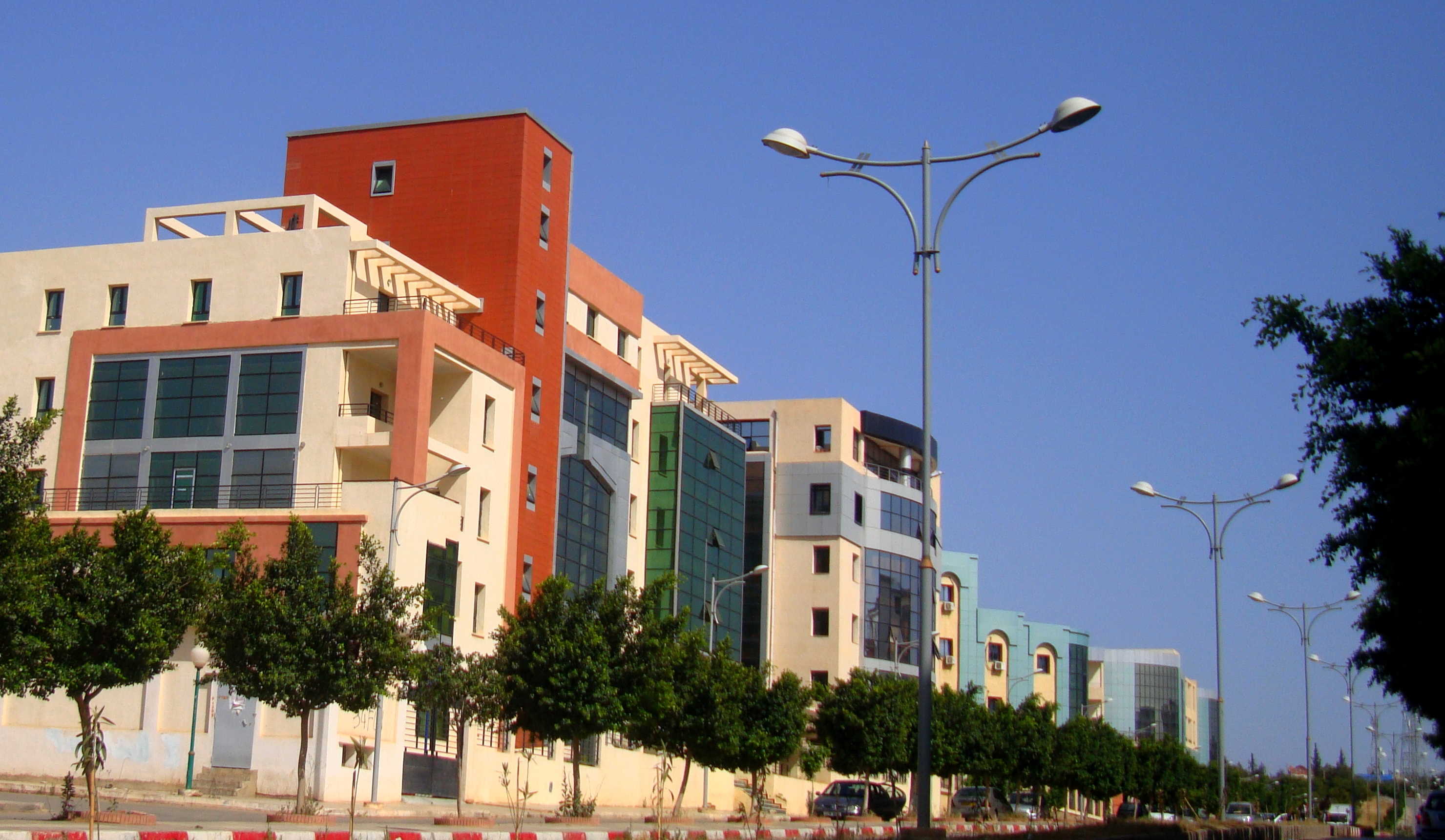
Quartier administratif au Hay Nasr

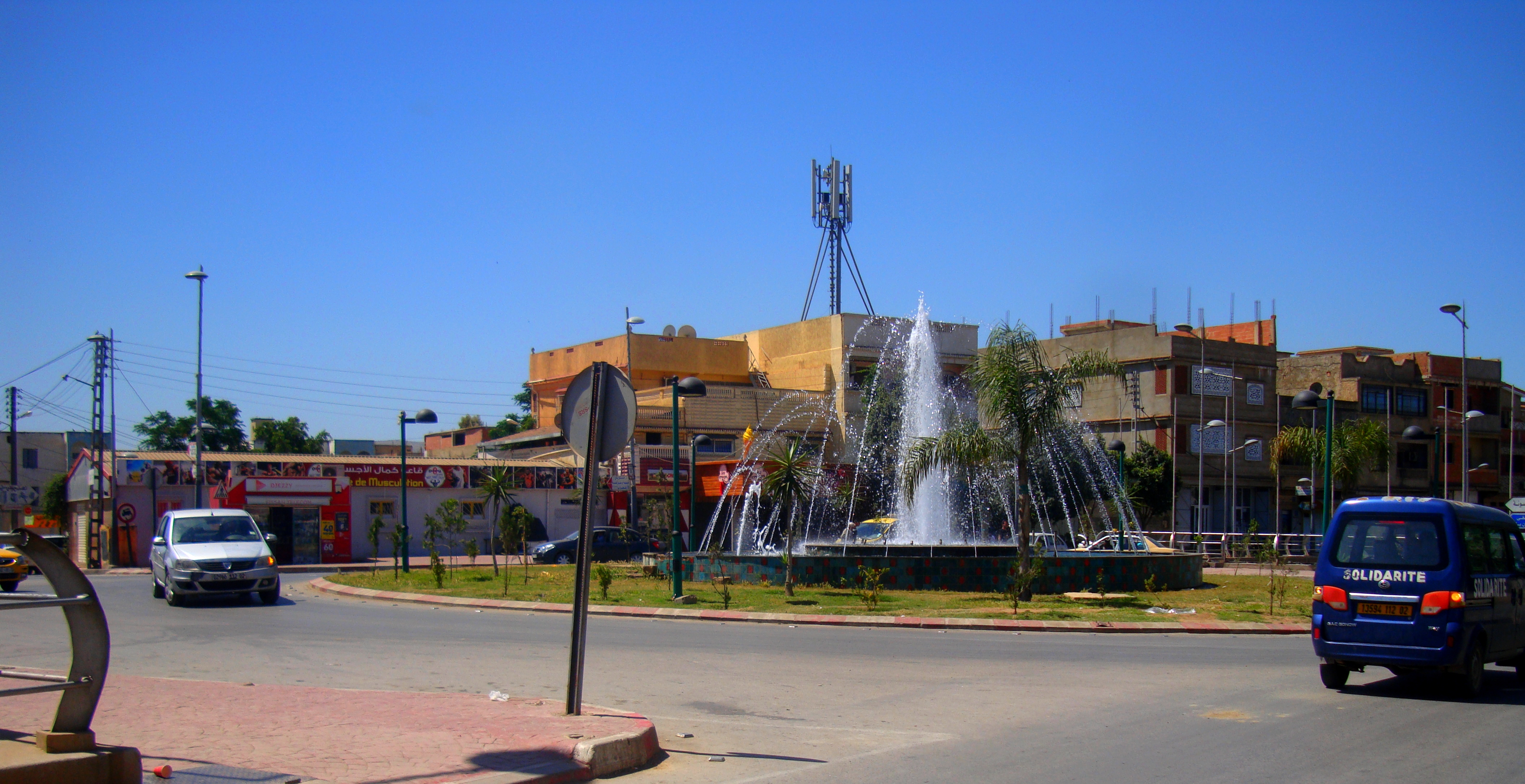
Rond-point du jet d'eau Cité Benssouna (Trémie sur RN4 Vers Oran).

- Centre-ville (communément appelé El-Bled).
- La Ferme (communément appelé El Firem), baptisée Hay El Houria après l'indépendance, datant de l'époque coloniale créée en vertu du décret du 19 septembre 1848, définitivement constituée par décret présidentiel du 11 février 1851[37].
- Hay Nassr 1 (communément appelé Radar "Zones 1,2,3,9,10,11").
- Hay Nassr 2 (communément appelé Ouled Mohamed "Zones 4,5,6,7,8").
- Hay Frères Abbad (communément appelé El-Gaz).
- El Hamadia - Cité Olympique (Route d'Oran).
- Hay Meddahi (communément appelé Zebboudj).
- Hay el Badr (communément appelé Echorfa).
- Hay Chegga et Cherayet.
- El Hassania, importante agglomération du sud de la ville de Chlef, limitée au sud par l'Autoroute Est-Ouest, elle abrite le nouveau pôle urbain, avec les 2 000 logements AADL et la nouvelle université des sciences[129].
- Hay Ben Souna (La Cité).
- Bocca Sahnoun, l'un des plus anciens quartiers de la ville, rebaptisé Hay Essalam, le quartier existe bien avant 1936, l'année à laquelle la commune d’Orléansville contracte un emprunt de 352 000 francs, pour l’électrification et l’assainissement de la Bocca Sahnoun[130].
- La cité Ruiz, baptisée Cité Cherifi Kaddour le 3 mars 1970, elle porte le nom d'un martyr syndicaliste (tombé au champ d’honneur en 1959)[131].
- Cité des vergers.
- La CIA, baptisée cité Mohamed Khemisti par la délégation spéciale de la commune d’Orléansville, le 30 mai 1963, en hommage au ministre des Affaires étrangères, Mohamed Khemisti assassiné à Alger au mois d’avril[132].
- Lala Aouda, Le quartier est situé à la Banlieue sud de Chlef, durant l'époque coloniale Lala Aouda appartenait au territoire des Ouled Kosseïr, couverte essentiellement de forêts d’une superficie de 325 hectares[133]. En 1846 un pénitencier militaire fut installé près d’Oued Lala Aouda[37].
- Quouasmia.

### Dénomination des boulevards
| Verticales      | Verticales    | Verticales    | Verticales      |                   | Horizontales | Horizontales | Horizontales    | Horizontales |
| Aujourd'hui     | 1863          | 1887          | 1941            | Aujourd'hui       | 1863         | 1887         | 1941            |              |
| --------------- | ------------- | ------------- | --------------- | ----------------- | ------------ | ------------ | --------------- | ------------ |
| Frères Achitt   | Mostaganem    | Mostaganem    | Mostaganem      | Ibn Badis         | Rempart Sud  | Bd Sud       | Jugurtha        |              |
| Ibn Khaldoun    | Leblond       | Leblond       | Leblond         | Khelif Benouali   | Mogador      | Mogador      | Mogador         |              |
| Chettitah Med   | Béatrix       | Béatrix       | Béatrix         | Emir Abd El Kader | Hôpital      | Hôpital      | Av. Carnot 1894 |              |
| Indépendance    | Ouarsenis     | Ouarsenis     |                 | AEK Azzoun        | Illens       | Illens       | Illens          |              |
| Frères Medjadji | Etourneau     | Etourneau     |                 | Martyrs           | Isly         | Isly         | Isly            |              |
| Jugurtha        | Commandeur    | Commandeur    | Commandeur      | Si Mohamed        | La Colonie   | La Colonie   | La Colonie      |              |
| 20 août         | La Mosaïque   | La Mosaïque   | Frères Medjadji | Ibn Rochd         | Rome         | Rome         | Frères Medjadji |              |
| AEK Mekkaoui    | Saint-Arnaud  | Cavaignac     | Cavaignac       | Mokrani           | Miliana      | Miliana      | Jugurtha        |              |
| Col. Bounaâma   | Alma          | Alma          | Frères Medjadji | Boulevard Pasteur | Rempart Nord | Bd Nord      | Bd Nord         |              |
| La Résistance   | Tiaret        | Tiaret        | Jugurtha        |                   |              |              |                 |              |
| La République   | La République | La République | La République   |                   |              |              |                 |              |
| Asp AEK Dahnane | Bugeaud       | Bugeaud       | Bugeaud         |                   |              |              |                 |              |
| Chaïb Eddour    | Constantine   | Constantine   | Frères Medjadji |                   |              |              |                 |              |
| Si Allal        | Bizot         | Bizot         | Bizot           |                   |              |              |                 |              |

### Jumelages et partenariats
- Département du Loiret (France) depuis 1961 (Jumelage suspendu après l'indépendance en 1962), cette action de jumelage de la ville, a vu le jour le 26 novembre 1961, entre le département du Loiret (France) et l’arrondissement d’Orléansville, une grandiose réception est organisée par la commune d’Orléansville à l'occasion[134].
- Vaulx-en-Velin (France) depuis 2006[135].

### International
L’ambassade de Turquie à Alger a annoncé mardi le 1er octobre 2019 l’ouverture prochaine de nouveaux centres de dépôt des demandes de Visa en Algérie (Bureaux de Gateway) dont un à Chlef. Le centre se situe au boulevard Emir Abdelkader en face du 5e commissariat de police.
- Centre de VISA (Turquie) depuis 2019.

## Population et société

### Origines
La commune de Chlef et les communes qui composent aujourd'hui la Wilaya de Chlef ont été soumises depuis des temps anciens à un extraordinaire brassage de populations qui donne à l’élément autochtone un caractère hétérogène assez largement accentuée mais où prédomine toutefois, un important fond berbère.
Il a connu, en effet, très tôt, les incursions des divers peuples méditerranéens. La colonisation romaine y a laissé des traces multiples et remarquables. La conquête arabe, après le onzième siècle, a provoqué une islamisation rapide, puis vint la domination turque, avec d'importants transferts de populations, a provoqué de nouveaux brassages.
Aujourd'hui, une certaine stabilisation s'est opérée. Le fond berbère demeure l'élément dominant.

### Démographie
Selon le dernier recensement datant de 2018, la population à Chlef est estimée à 215 049 habitants.
| 1853  | 1857  | 1858  | 1859  | 1901  | 1911   | 1926   | 1931   | 1936   |
| ----- | ----- | ----- | ----- | ----- | ------ | ------ | ------ | ------ |
| 1 286 | 2 021 | 1 897 | 2 108 | 3 300 | 12 000 | 17 200 | 18 500 | 22 600 |

| 1948   | 1954   | 1966   | 1974    | 1987    | 1998    | 2008    | 2013    | 2018    |
| ------ | ------ | ------ | ------- | ------- | ------- | ------- | ------- | ------- |
| 32 500 | 40 000 | 69 700 | 114 300 | 129 127 | 125 200 | 178 616 | 200 104 | 215 049 |

Le graphique qui aurait dû être présenté ici ne peut pas être affiché car il utilise l'ancienne extension Graph, désactivée pour des questions de sécurité. Des indications pour créer un nouveau graphique avec la nouvelle extension Chart sont disponibles ici.

Sources - ONS et Wilaya de Chlef.

#### Répartition de la population par dispersion
On distingue deux types de communautés urbaines à Chlef à savoir la Communauté urbaine du centre municipal et les Communautés urbaines secondaires.
Données Wilaya de Chlef, 2013
CUS: Communauté urbaine secondaire

#### Répartition par sexes et tranches d'âges
La répartition en classes d'âges de la population de la ville est similaire à celle de l'Algérie. La population de la commune est jeune et le taux de personnes d'âge inférieur à 30 ans est de 60 % en 2008.
En 2008, la ville de Chlef comptait 88 764 hommes pour 89 852 femmes, soit 49,7 % de la population est composée d'hommes et 50,3 % de femmes.
La pyramide des âges s’établit comme suit.

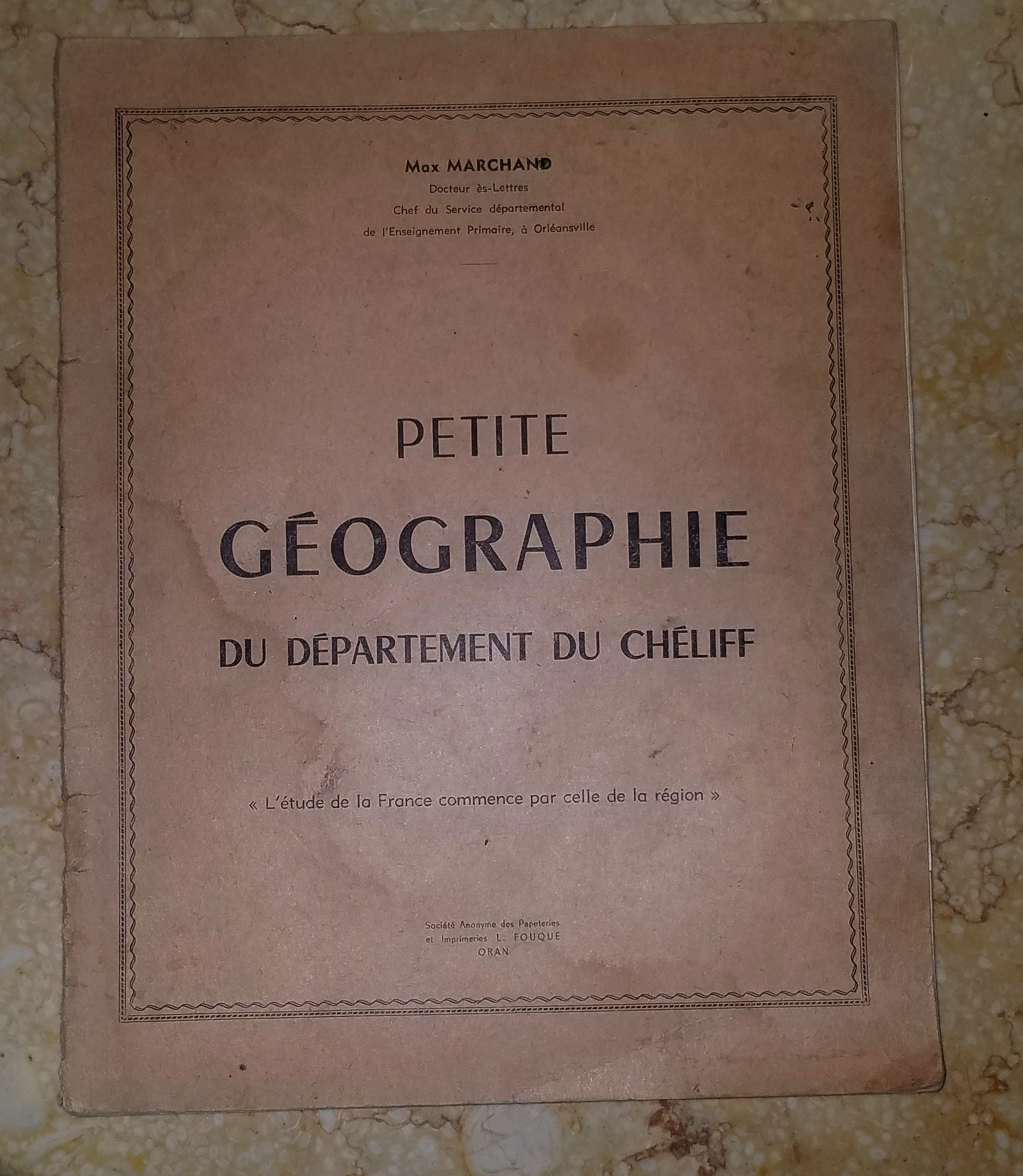
Livre scolaire géographie de l'enseignement primaire à Orléansville. (octobre 1959)

| Hommes | Classe d’âge | Femmes |
| ------ | ------------ | ------ |
| 0,36   | 80 ans et +  | 0,40   |
| 2,74   | 60 à 79 ans  | 2,96   |
| 9,19   | 40 à 59 ans  | 9,04   |
| 17,10  | 20 à 39 ans  | 18,02  |
| 10,70  | 10 à 19 ans  | 10,40  |
| 9,51   | 0 à 9 ans    | 9,17   |

### Enseignement
La création de la première école moderne à Chlef remonte à l'époque coloniale, il s'agit d'une école ouvroir, l'institution Saint-Vincent-de-Paul présente dès 1852, quant à la première école publique, elle fut créée en 1859 par décision du conseil municipal de la commune d'Orléansville, lors d'une réunion extraordinaire le 24 janvier 1859.

#### Enseignement primaire et secondaire
Chlef relève de la direction de l'éducation de la Wilaya de Chlef. Celle-ci évolue sous la supervision du Ministère de l'Éducation nationale.
La ville compte 76 écoles primaires, 24 établissements moyens,13 lycées et près de 68 000 élèves en 2017.

Ci-dessous la liste exhaustive des établissements scolaires de la commune :
La ville compte une école privée "Malek Bennabi", elle est située à Ouled Mohammed. Elle s’étend sur une superficie de 3 000 m2, abritant un bloc pédagogique, une salle de conférences ainsi qu'une grande salle polyvalente destinée aux activités annexes, telles que la musique, le dessin, le théâtre, etc., en plus d’un terrain omnisports en gomme.
On y trouve également à Chlef, l’École des non-voyants située à Hay Nasr, centre régional dans le genre. Elle compte quelque 82 élèves (mai 2018) issus de la Wilaya de Chlef, mais aussi de Relizane, Tiaret, Tissemsilt et Aïn Defla, auxquels une prise en charge totale est assurée en régime internat.

#### Enseignement supérieur
Chlef possède une université publique : l'Université Hassiba Benbouali (UHBC). Son siège est situé dans la commune de Ouled Fares et celle-ci se compose de nombreux campus répartis entre la commune de Chlef et la commune d'Ouled Fares. L'université a été créée le 23 juillet 2001 et compte en 2019 plus de 31 300 étudiants.
L'université est composée de neuf Facultés et un Institut :
- Faculté des Sciences Exactes et Informatique (FSEI) ;
- Faculté de Technologie (FT) (Située dans la commune de Chlef) ;
- Faculté de Génie Civil et d'Architecture (FGCA) ;
- Faculté des Sciences de la Nature et de la Vie (FSNV) ;
- Faculté des Sciences Économiques, Commerciales et des Sciences de Gestion (FSECSG) (Située dans la commune de Chlef) ;
- Faculté des Sciences Humaines et Sociales (FSHS) ;
- Faculté de Droit et Sciences Politiques (FDSP) (Située dans la commune de Chlef) ;
- Faculté des Lettres et des Arts (FLA) ;
- Faculté des Langues Étrangères (FLE) ;
- Institut d’éducation Physique et Sportive (IEPS).

### Santé
La ville compte 3 hôpitaux publics (EPH - Établissement public hospitalier), 4 cliniques privées et un centre hémodialyse.

#### Hôpitaux publics
- EPH Frères Khatib (Ouled Mohammed) :

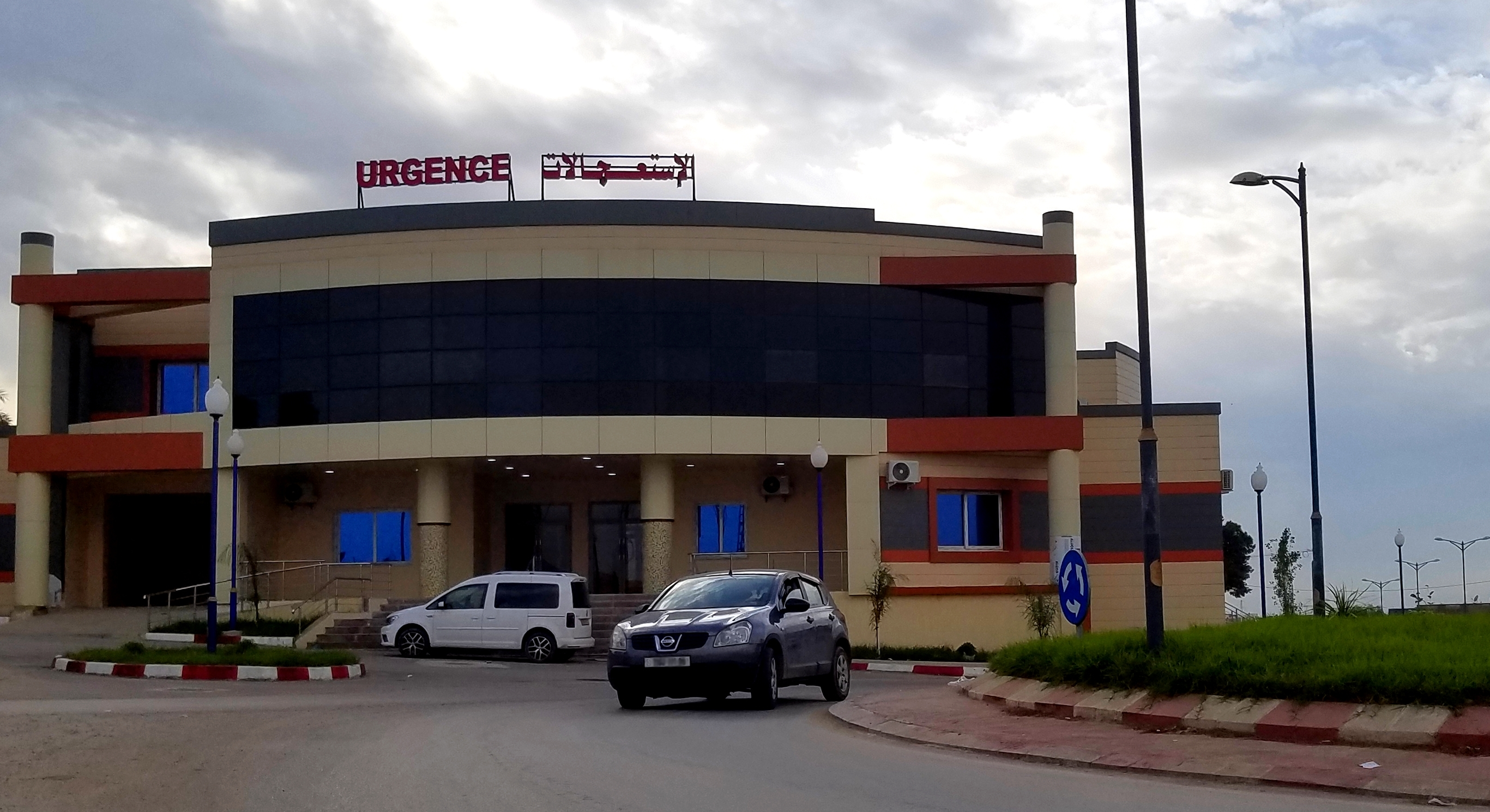
Les Urgences (Hôpital Frères Khalif à Chorfa) - En décembre 2019

D'une capacité de 178 lits, l’hôpital compte 6 services.
- EPH Frères Khalif (Chorfa) :

D'une capacité de 186 lits, l’hôpital compte 3 services, l’hôpital connaît des travaux de reconversion en hôpital mère-enfant, dédié principalement à la prise en charge de la femme et de l’enfant à travers ses services de maternité-gynécologie et de pédiatrie, également des travaux d'aménagement sont en cours afin de doter l'hôpital d'un nouveau service des urgences médico-chirurgicales, le coût des travaux est estimé à 70 000 000 DA. (MàJ 10 juin 2019)
- EPH Sœurs Bedj (Hay Bensouna)

L’hôpital a été inauguré en novembre 2013, sa construction a coûté 4 milliards de dinars aux caisses de l'État, d'une capacité de 240 lits, l’hôpital compte 9 services.

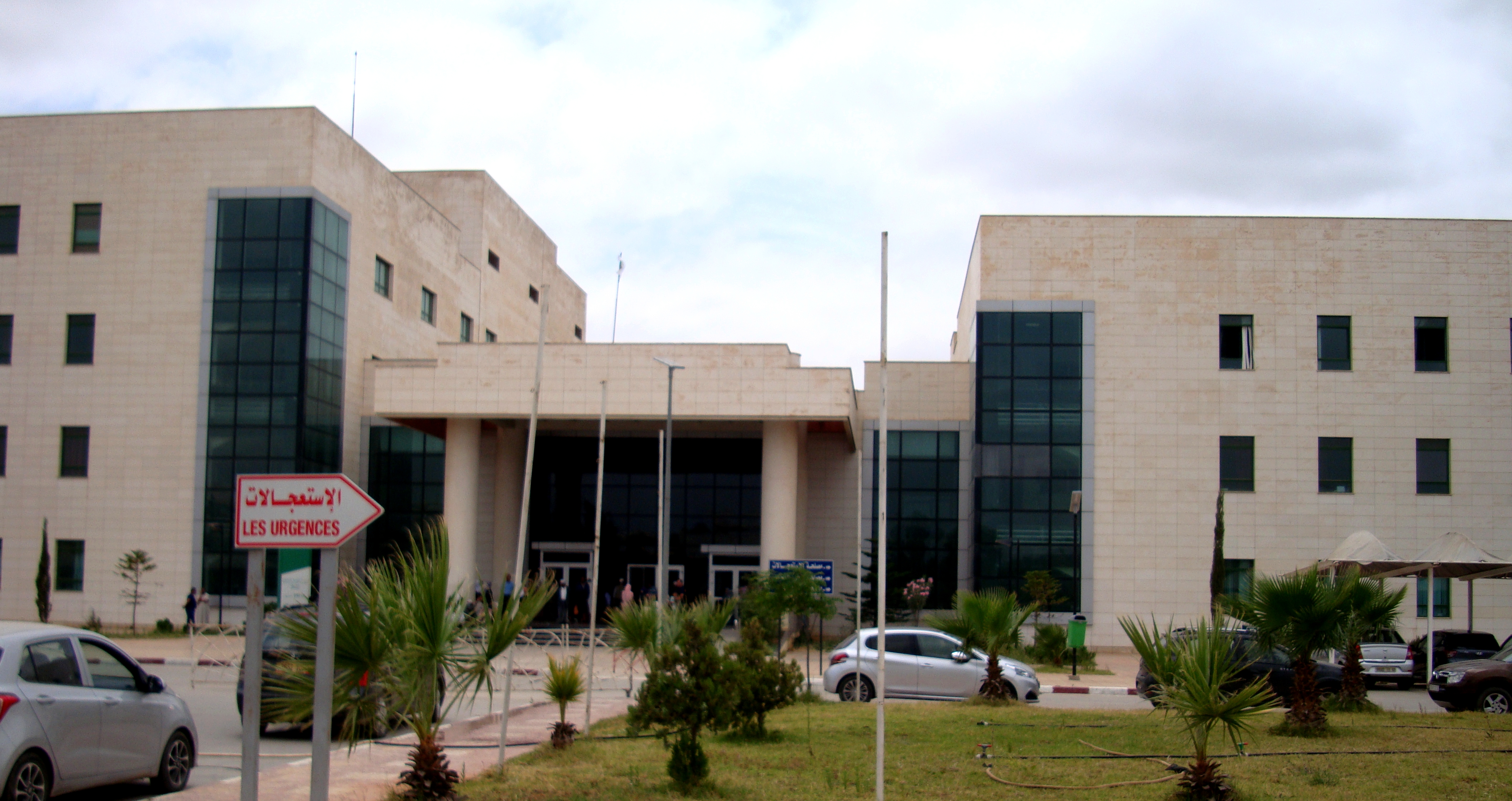
Entrée principale du centre hospitalier Sœurs Badj à Chlef

#### Cliniques privées
- EHP El Ihsane : situé au niveau de la cité des citronniers, d'une capacité de 33 lits, l'établissement est spécialisé dans la chirurgie générale, la gynécologie obstétrique l'anesthésie-réanimation, la cardiologie et la radiologie[163].
- EHP Dr Abbane : situé au niveau de la cité Cherif, d'une capacité de 17 lits, l'établissement est spécialisé dans la chirurgie générale, la gynécologie obstétrique et l'anesthésie-réanimation[163].
- EHP Les Orangers : situé au niveau de la Zone différée, d'une capacité de 24 lits, l'établissement est spécialisé dans la chirurgie générale, la gynécologie obstétrique l'anesthésie-réanimation et la rééducation fonctionnelle[163].
- EHP El Hikma : situé au niveau de la Zone différée, d'une capacité de 46 lits, l'établissement est spécialisé dans la chirurgie générale, la gynécologie obstétrique l'anesthésie-réanimation et la néphrologie, l’établissement compte aussi un centre d'hémodialyse[163].

Un centre anti-cancer (C.A.C) est en construction à Hay Bensouna dont la date d'ouverture est prévue pour le début de l'année 2021, il sera réalisé en R+3 avec 10 logements de fonction, un budget d'une valeur de 5.32 Md a été consacré pour la construction de ce centre.
L’établissement aura un caractère régional puisqu’il accueillera les malades de Chlef et des wilayas voisines : Aïn-Defla, Tissemsilt, Tiaret et Relizane.

### Manifestations culturelles et festivités

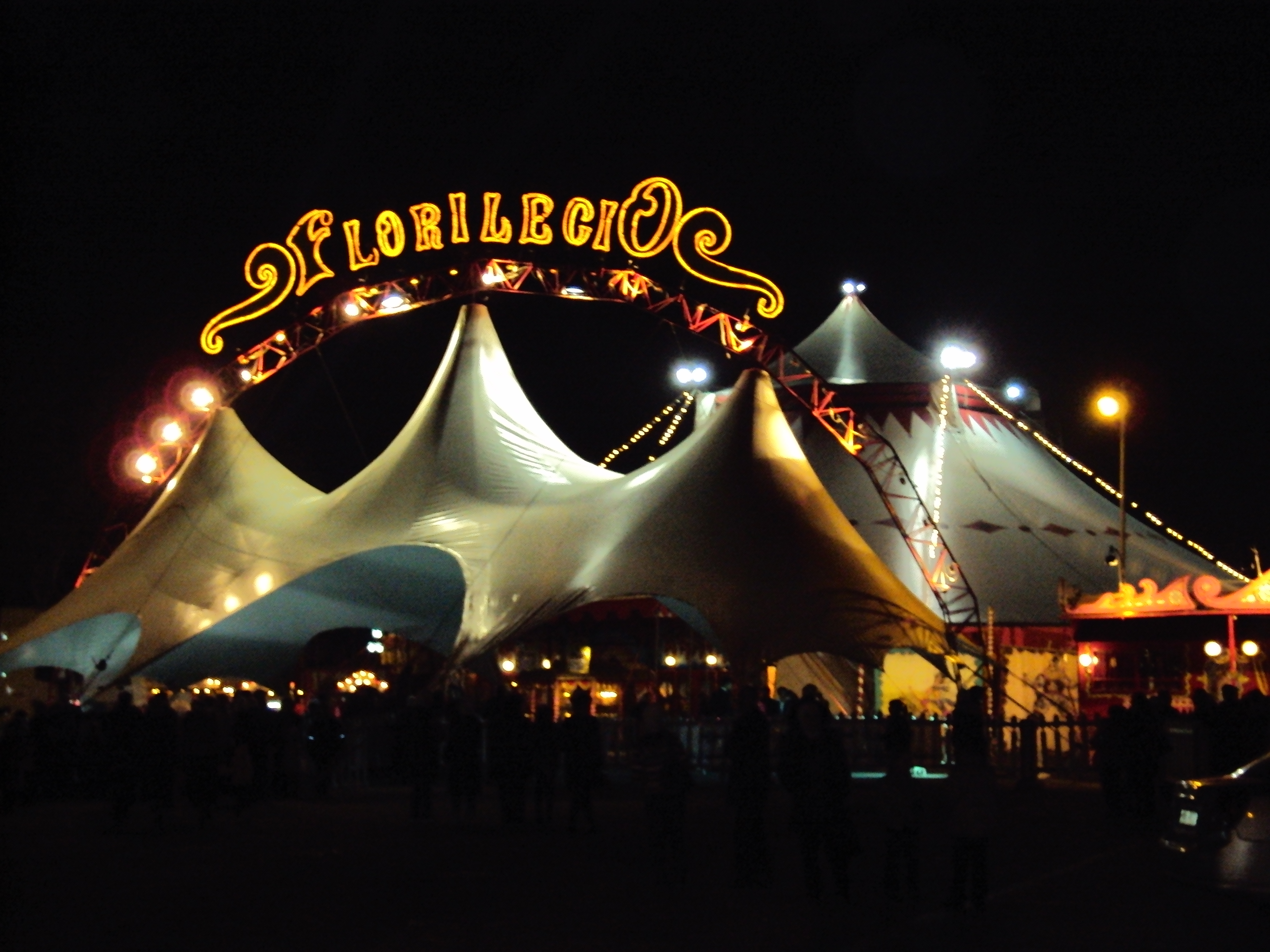
Le cirque Amar en Algérie

La municipalité de Chlef encourage toute initiative d'organisation de manifestations culturelles.
- En janvier, se tenait, jusqu'en 2007, le Festival national des marionnettes qui a été transféré à Aïn Témouchent[166],[167].
- En janvier, c'est la semaine du patrimoine Amazigh (Depuis 2013), plusieurs activités culturelles et artistiques visant à promouvoir la culture Amazighe sont organisées à cette occasion[168].
- En mars, c'est le Festival lire en fête (Depuis 2011), ayant pour objectif principal la promotion de la lecture[169].
- Entre le 18 avril et le 18 mai, se tient à Chlef  "Le mois du patrimoine", marqué par l’organisation d’activités culturelles multiples, l’événement se déroule au niveau de la maison de la culture, le musée national de Chlef et sa bibliothèque publique[170],[171].
- En décembre, c'est le Festival national "Brass band", La première édition a été organisée en 2018[172].
- Rendez-vous annuel, Le Cirque Amar et le cirque italien Florilegio, Plusieurs spectacles sont effectués dans ce cirque : Des lions, des acrobaties, des motos, des clowns.

### Événements scientifiques
- Le Forum médical international à Chlef est l’événement scientifique le plus important au niveau de Chlef, il y participe de nombreux professeurs et praticiens nationaux et étrangers (médecins, chirurgiens dentistes et pharmaciens), il est organisé par l’association du corps médical privé de Chlef (ACMPC). L’événement est une opportunité pour échanger des expériences en la matière et s’informer des nouvelles avancées dans le traitement de diverses pathologies. Le forum en est à sa 6e édition en 2019[173].
- Le séminaire international, co-organisé par le ministère de l’Agriculture, du Développement rural et de la Pêche, l’Organisation des Nations unies pour l'alimentation et l'agriculture (FAO) et l’Université Hassiba Benbouali de Chlef, est une rencontre sous-régionale qui a été organisée en 2015 à Chlef sous le signe "Des sols sains pour une vie saine" à l'occasion de l'Année internationale des sols. Des experts de la sous-région (Algérie, Maroc, Tunisie, Mauritanie et Jordanie) ont pris part à ce séminaire international visant à sensibiliser, tant la société civile que les décideurs, sur l’importance vitale du sol dans la vie de l’individu[174].

### Sport

#### Football

Logo ASO Chlef

L'ASO Chlef est l'équipe de football de la ville, créée le 13 juin 1947. Elle portait à l'époque le nom Association Sportive Orléansvilloise, l'équipe est incorporée dans la troisième division des championnats du département d'Alger durant la saison 1947-1948. Elle accède en deuxième division en 1949 remportant ainsi le premier titre de son histoire. Puis en 1951 l'équipe étant sacrée championne de la deuxième division accède en première division. En 1955, l'ASO reçoit l'ordre d'abandonner toutes participation aux activités sportives. Dès le début de la première saison qui suivit l’indépendance, l'équipe reprend ses activités sportives et change son appellation le 6 juin 1963 pour devenir Al-Asnam Sportif Olympique. Puis pendant la saison 1981-1982, L'ASO, l'ASTO et DNC deviennent CSO (Chlef sportif olympique). En 1989, l'ASO récupère son sigle d'origine, Association Sportive Olympique Chlef. L'ASO compte dans son palmarès deux trophées en l’occurrence La Coupe d'Algérie obtenue en 2005 et la Ligue 1 Algérienne obtenue en 2011, L'équipe évolue en Ligue 1 Algérienne.

#### Volley-Ball
La ville compte quatre clubs de volley à savoir le POC (Progrès Olympique Chlef - Hommes), La GSC (Ghalia Sportif de Chlef - Dames), Le WOC (Wifak Olympique de Chlef - Dames) et le NRC (Nedjmet Riadhi Chlef - Dames),, les centres de formation du Volley-Ball à Chlef sont reconnues à l'échelle nationale et dont sont issus certains des meilleurs joueurs en Algérie à l'instar de Benmokhtar, Bentayeb, Houari Nacer, Kaici, Benbouali, Benyamina Zerika, Dekkiche, Sid-Ahmed Fedlaoui, Hamadouche, Djelloul, Moussaoui, Guemour, Bouhalla Salim, Faïza Tsabet et enfin la célèbre Fatima Zahra Oukazi.

##### Palmarès des clubs
- GSC: Une Coupe d'Algérie en 2005 et 2 fois finaliste (2006 et 2010)[184].
- NRC: 2 fois finaliste en Coupe d'Algérie (2016 et 2019)[184].
- WOC: Finaliste de la Coupe d'Algérie en 2013[184].
- POC: 03 fois Champion d'Algérie (1985, 1986 et 2009)[185],[186].

#### Natation
La ville compte plusieurs clubs affiliés à la Fédération nationale de natation, et abrite l'un des deux clubs de la natation synchronisée à l'échelle nationale en plus de celui d'Alger.

#### Basket-ball
Le MR Chlef (Mouloudia Riadhi Chlef), équipe féminine de Basket-ball, elle évolue en 2018 au championnat national senior dames.

#### Équipements sportifs
La ville dispose d’équipements sportifs nombreux et de qualité, confirmé par le ministre de la Jeunesse et des sports, Mohamed Hattab, qui déclarera lors de sa visite à la ville en 

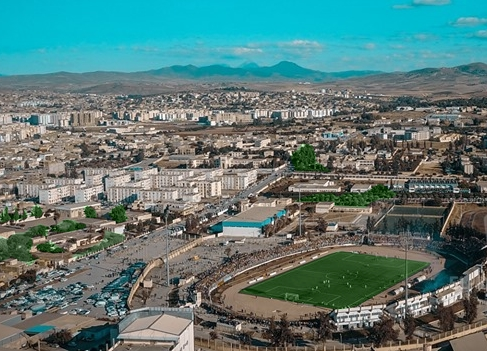
Vue aérienne du stade Boumezerag à Chlef.

2018 être émerveillé par les infrastructures sportives de proximité que recèle la Wilaya de Chlef.
- Le Stade de football Mohamed-Boumezrag, Construit à la fin des années 1970[189] et rénové en 2004, le stade est doté d'un terrain revêtu de gazon synthétique de 5e génération et peut accueillir 25 000 supporters[190].
- Le Stade Mâamar-Sahli situé à Hay El Houria inauguré le 13 janvier 1929[191], autrefois appelé stade Joseph- Robert de la Ferme[192],[193], fut l'enceinte principale des équipes de la ville de l'époque coloniale en l’occurrence le F.C.O (Football Club Orléansvillois)[194] puis le G.S.O (Groupement Sportif Orléansvillois)[192] et plus récemment de l'équipe de football ASO Chlef  jusqu'en 2004, désormais le stade accueille les matchs de l'équipe locale de l'ES Firm[195].
- Le Stade Ghedab Sahnoune situé à Hay El Badr, inauguré en 2017 d'une capacité de 800 spectateurs, le stade est doté d'une pelouse synthétique. En plus de son exploitation dans les rencontres officielles de la ligue de football de la wilaya de Chlef (LFW Chlef), il contribue à la relance de la pratique sportive à Hay Chorfa (Hay El Badr)[196],[197].

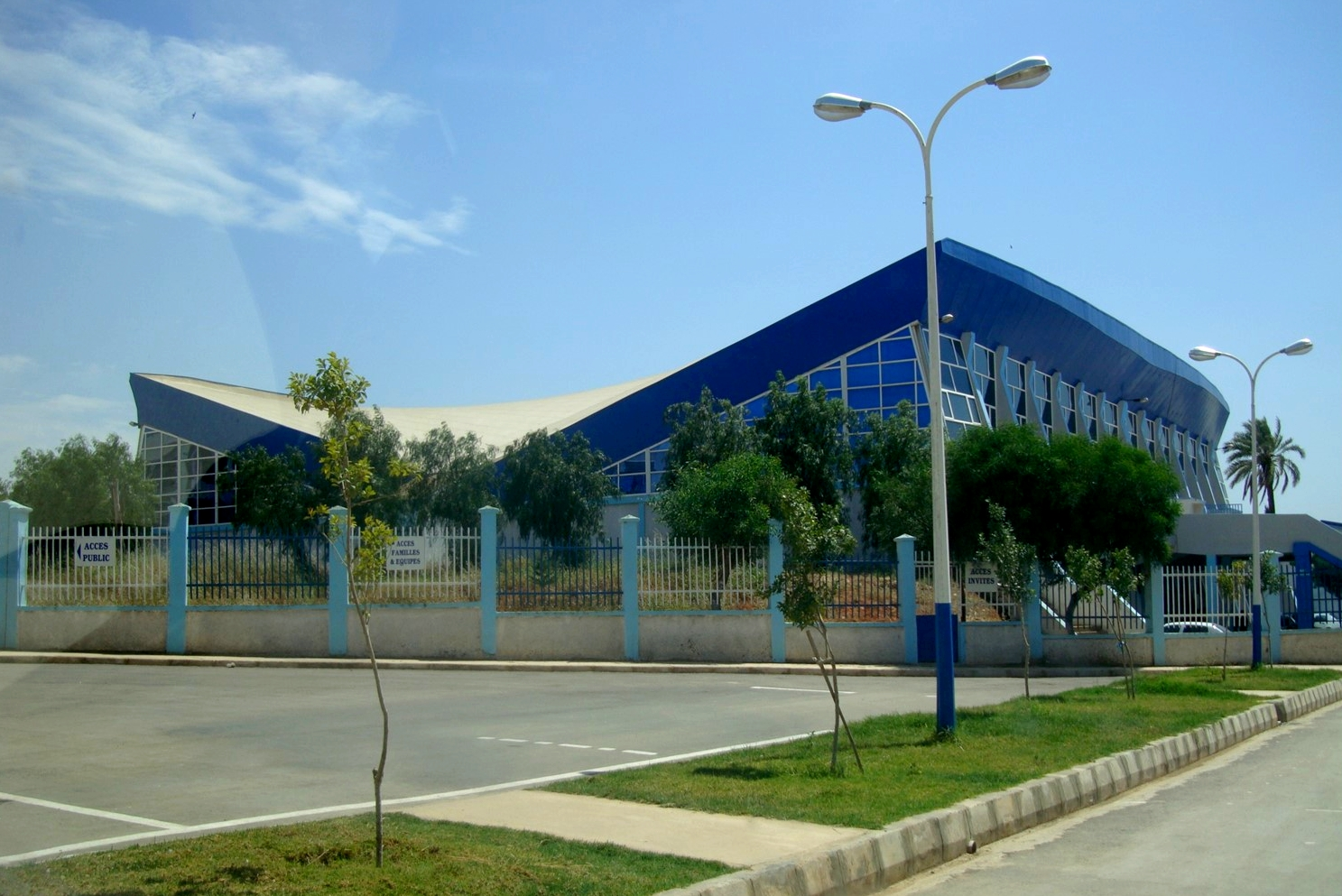
Salle omnisports Mohamed Nasri

- Le complexe sportif et de loisirs "Ex-Creps", est un complexe polyvalent entièrement rénové dont l'inauguration est prévue pour le  Salle omnisports Mohamed Nasrimois de juillet 2019. Le complexe est composé de deux parties, la première est le centre de préparation et de regroupement de l’élite sportive de Chlef qui comprend un établissement hôtelier avec sauna d'une capacité de 100 lits, un pavillon de récupération et de remise en forme, une piscine et une salle de sports couvertes, s'ajoute à cela des terrains de sports individuels, la partie loisirs, quant à elle, est munie d'un auberge de jeunesse de 36 lits, d'un théâtre de verdure de 1 000 places avec vue sur piscine[198],[199]. Les travaux de rénovation et d'aménagement ont coûté 225 millions de DA[200].
- Parcours cross-country Ahmed Klouche, Plusieurs courses sont organisées chaque année sur ce parcours telles le Cross-country – Challenge Ahmed Klouche[201], notant que ce même parcours avait accueilli en 2018 les 5es Championnats d'Afrique de cross-Statue de l'athlète Ahmed Klouche à Hay Cheggacountry[202].

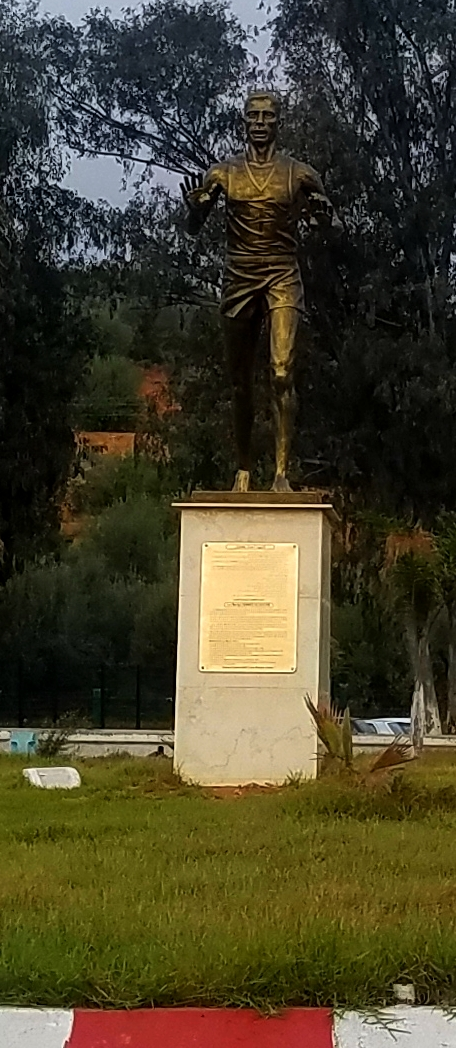
Statue de l'athlète Ahmed Klouche à Hay Chegga

- La salle omnisports Mohamed Nasri située à la cité des Vergers, résidence des clubs de volley-ball, le Progrès Olympique Chlef (POC - Séniors Hommes), Le Nedjmet Chlef (NRC - Séniors Dames)[203] et le WOC (Séniors Dames)[204], sa capacité est 2 500 spectateurs. La salle avait accueilli en 2009[205] et en 2013[206] le tournoi qualificatif au championnat du monde masculin de volley-ball de la "zone 1 Afrique". La salle a accueilli également en 2016 et 2018 Le championnat national de boxe seniors hommes[207].
- le Centre régional de préparation des talents et de l'élite sportive installé dans l'enceinte du complexe olympique à la Cité Olympique, la structure accueille les préparations des équipes nationales de plusieurs disciplines sportives pour les grands rendez-vous internationaux. Le centre a accueilli en 2019 les préparations de la sélection algérienne seniors de Boxe en vue des JO 2020[208] et le championnat national de boxe seniors hommes[209].

#### Piscines
- La piscine olympique appartenant au complexe de l'OPOW Chlef (Centre national de préparation et de groupement de l'élite sportive et des jeunes talents), elle se situe à proximité du stade de football Mohamed-Boumezrag. Le centre qui a été inauguré en 2007, a accueilli plusieurs stages de préparation de l'équipe nationale de natation. (en cours de réhabilitation en mai 2019)[210].
- La piscine de la salle omnisports Mohamed Nasri à la cité "les vergers"[211].
- La piscine du CREPS de Chlef (travaux de réhabilitation en cours en mai 2019).
- La piscine de proximité à la cité Chorfa inaugurée en août 2019[212].

### Médias

#### Presse écrite
Chlef est le siège social d'un hebdomadaire intitulé Le Cheliff couvrant toute la région. Son premier numéro voit le jour en décembre 2013.
Depuis la prise de possession de la région chélifienne par l’armée française et la fondation de la ville d'Orléansville en mai 1843 jusqu’à l’accession de l’Algérie à son indépendance en 1962, pas moins de neuf titres de presse ont parsemé le paysage médiatique de la région.
Dès 1881, un premier hebdomadaire est créé à Orléansville sur initiative propre de colons français et fut baptisé « le Chéliff ». Cet organe de presse cesse de paraitre en 1897, soit près 16 années.Un autre hebdomadaire, dénommé « le Progrès » parissant tous les jeudis à Orléansville va enrichir le champ médiatique de la région chéliffienne à partir de 1895 et sera considéré comme le plus illustre de tous. Son premier numéro est tiré à Orléansville le jeudi 10 janvier 1895  et continua à paraître sans discontinue jusqu’en 1940.

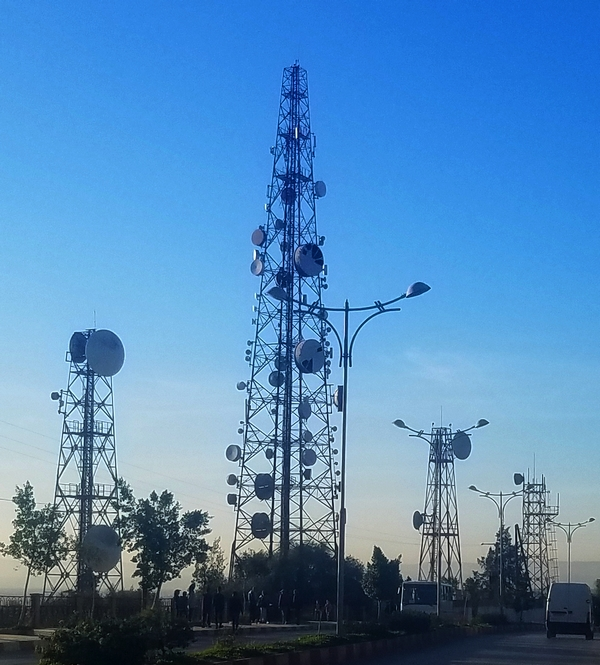
Antennes-relais (de Radiodiffusion, d'émetteur de télévision et de téléphonie mobile) sur les hauteurs de Chlef (Hay Nasr)

En 1912, la presse chélifienne est égayée par la naissance d’un nouveau titre de presse, dénommé « l’Avenir du Chéliff ». Cet hebdomadaire après avoir fait paraître 129 numéros durant ses trente mois d’existence, il cessa de paraître au no 129, le jeudi 30 juillet 1914.
Enfin, « le Régional du Chélif », paraissant les samedis, est un hebdomadaire indépendant qui a commencé à paraitre à partir de 1954 au lendemain du terrible tremblement de terre du 9 septembre 1954 à l’imprimerie Barbry à Alger. Il avait son administration et son siège à Blida, 11 rue Chanzy. Le prix pratiqué à l’époque est 0,10 N.F (Nouveau Franc).
Autres titres :
- Journal républicain de l’arrondissement d’Orléansville ;
- l’Echo du Chéliff ;
- Hébdomadaire La Voie du Chéliff et du Sersou ;
- Hébdomadaire La Voie du Chéliff.

#### Radio
Créée le 26 janvier 2004, Radio Chlef FM (87.7, 89.3, 98.0, 98.2, 98.9) station radio locale diffusant de la ville de Chlef, est une station généraliste d'expression qui fait partie de la Radio algérienne.

### Cultes

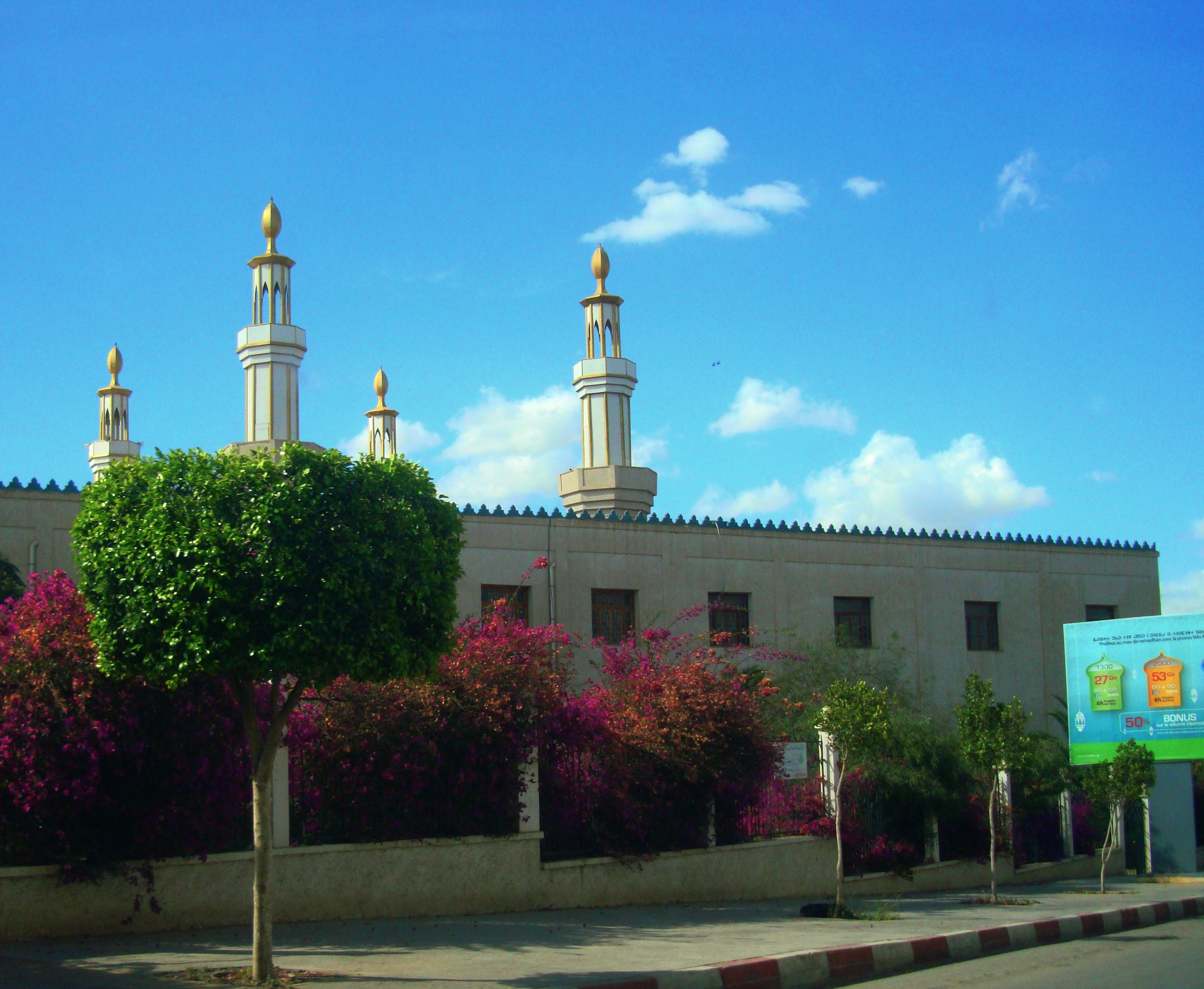
Centre culturel islamique et mosquée « Chahid Abd El Kader Dahnane » au centre-ville de Chlef

#### Culte musulman
La vieille mosquée (El Masjid El Atik), autrefois appelée la mosquée d’Orléansville, est la moquée la plus ancienne à Chlef. Située au centre-ville, elle fut édifiée en 1893. Œuvre architecturale qui échoit à l’architecte Pierre Branlière (Jean-Pierre François), Algérien de naissance (1842 - 7 mai 1906) qui s’est installé en 1884 à Orléansville muté de Ténès, ingénieur des ponts-et–chaussées de la ville.
La ville compte également un centre culturel islamique qui abrite la plus grande mosquée "Le Martyr Abd El Kader Dahnane" de la ville de par sa superficie.

#### Culte chrétien
La ville (Castellum Tingitanium) abritait la basilique la plus importante de l’Afrique qui fut édifiée en 324 à Castellum Tingitanium par saint Réparatus. Des mosaïques qui ornaient la basilique se trouvent actuellement au niveau de l'ancien musée de Chlef.
D'après l’ouvrage « Prosopographie de l'Afrique chrétienne (303-533) » De Henri-Irénée Marrou, André Mandouze et Anne-Marie La Bonnardière, l’évêque Marinus 5 pourrait être le fondateur de cette basilique.
En 1894, des fouilles organisées par des archéologues français permirent de mettre au jour les ossements de l'évêque saint Reparatus et de très belles mosaïques qui se trouvent actuellement dans la cathédrale du Sacré-Cœur d'Alger. On pense que c’est la plus ancienne église du monde chrétien authentiquement datée. Les mosaïques qui tapissaient le sol de la basilique Saint-Reparatus ont tapissé les murs de l’église Saint-Jeanne-d’Arc construite par les colons au début du XXe siècle. La ville est reconstruite en 1843 sur les ruines du fort romain Castellum Tingitanum.

#### Culte juif
En 1882, le consistoire d’Alger sollicite la concession d’un emplacement domanial de 980 mètres carrés à Orléansville, à l’angle des rues de la Mosaïque et de l’Hôpital, afin d’y bâtir une synagogue, le 8 octobre 1890, le dossier est examiné par le Comité des inspecteurs généraux des édifices religieux. La synagogue, entièrement détruite par le séisme de 1954, fut remplacée par une autre synagogue construite au centre-ville, l'édifice abrite actuellement les locaux du cinquième commissariat de police. La ville comptait en 1954 près de 750 juifs.

## Transports

### Transport aérien

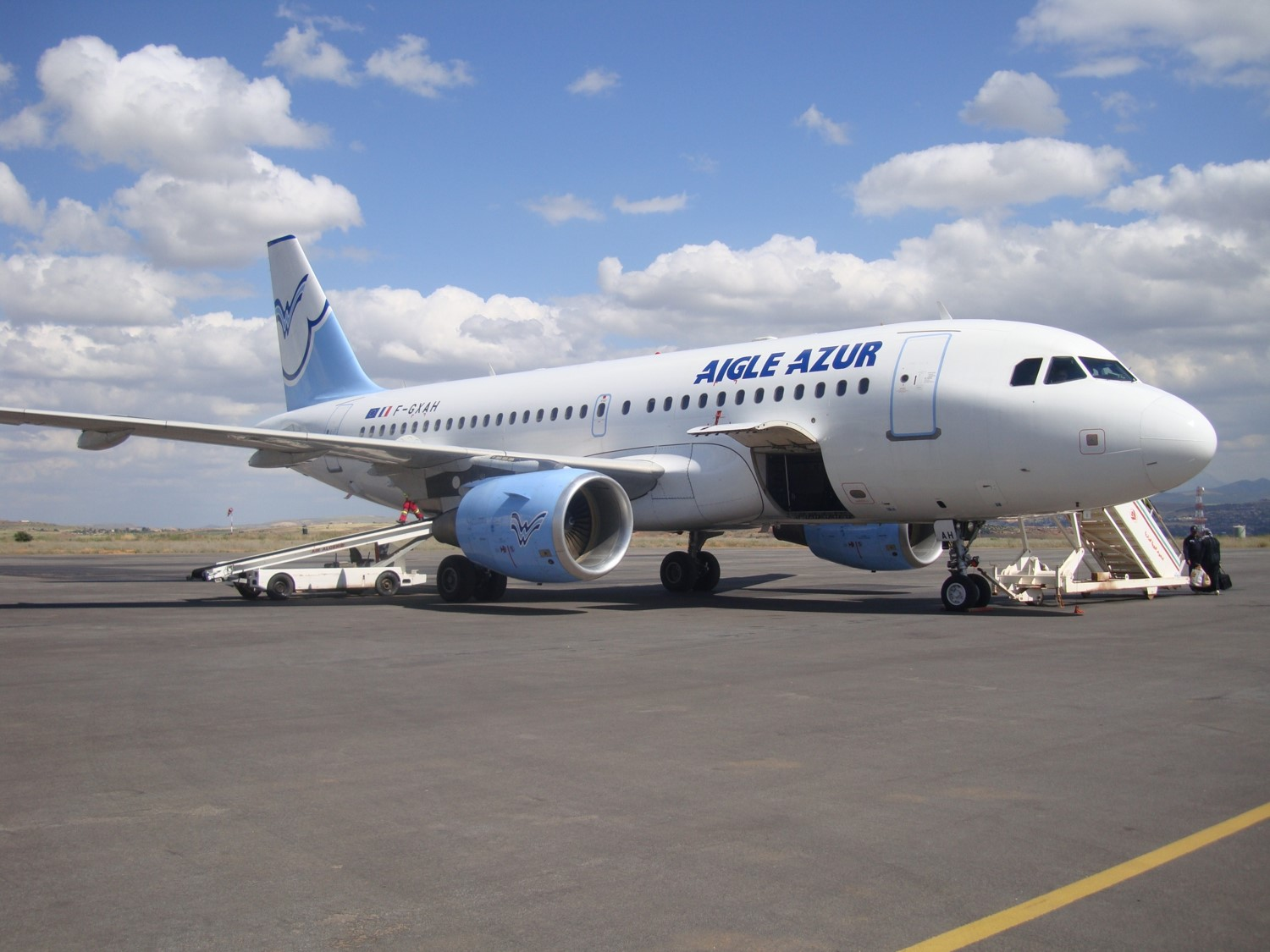
Avion de la compagnie Aigle Azur sur le tarmac de l'aéroport de Chlef (2009)

Pendant la période coloniale, Chlef (Orléansville) figurait parmi les arrêts facultatifs de la ligne aérienne reliant Alger à Oran exploitée par les Lignes Aériennes Nord Africaines (L.A.N.A.) depuis 1934.
Aujourd'hui, Chlef dispose d'un aéroport situé à environ 10 km au nord de la ville. L’Aéroport de Chlef Aboubakr Belkaied (Opérationnel depuis le 13 juin 2006), est un aéroport civil international desservant la ville de Chlef et sa région (Wilaya de Relizane, Wilaya de Mostaganem, Wilaya de Tissemsilt, Wilaya de Tiaret et Wilaya de Aïn Defla) et reliant Chlef aux aéroports français de Paris CDG et l'Aéroport Marseille-Provence.
Le premier atterrissage sur la piste de l'aéroport longue de 3 400 m,  a pris lieu le 6 juin 2006 par la compagnie nationale Air Algérie en provenance de Marseille, suivi de la compagnie Aigle Azur le 25 octobre 2006.
En 2009, un premier vol pour Le pèlerinage (Hajj) vers les lieux saints depuis cet aéroport vers la Mecque voit le jour.
L’aéroport est géré par l'EGSA d'Alger. Deux compagnies aériennes desservent la région : ASL Airlines France (Saisonnier) et Air Algérie.
En 2018, une enveloppe financière de neuf 900 millions de dinars a été dégagée pour la rénovation et l'élargissement de l'aérogare.

### Transport ferroviaire

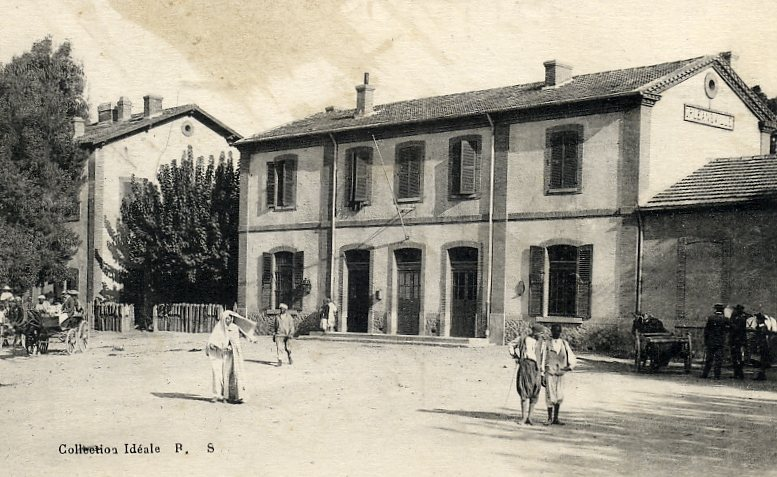
Gare d'Orléansville construite en 1868

La ville est desservie par le réseau ferroviaire algérien (SNTF), des liaisons directes la relient à Alger et Oran, elle dispose d'une gare ferroviaire (anciennement appelée Gare P.L.M d’Orléansville) construite en 1868 par l’architecte français et directeur de l’atelier d’architecture à l’École des beaux-arts d’Alger André Mermet (né le 17 septembre 1844). Cet édifice a été dévasté par le séisme de 1954, puis reconstruit et inauguré en 1956.
La liaison entre la gare de Chlef et ceux d'Alger et d'Oran est assurée par des trains ordinaires (Rapide) et des Autorails de type CAF ZZ 22 qui sont ensuite remplacés par le tout nouveau train Alstom Coradia ZZe-30.
- Autorail CAF ZZ 22 ligne Chlef-Alger a été inaugurée par le ministre des Transports, Amar Tou le 3 août 2008 d'une capacité de 200 passagers et une vitesse de 160 km/h[237]. Ce train ensuite remplacé en mars 2018 par le nouveau Alstom Coradia ZZe-30.
- Autorail CAF ZZ 22 ligne Chlef-Oran a été mise en service le 7 août 2013[238], notant qu'un record de vitesse d'un train Algérien a été enregistré entre ces deux villes en atteignant 177 km/h le 3 février 2008[239].
- Alstom Coradia ZZe-30 mis en service par Le ministre des Travaux publics et des Transports, Abdelghani Zaalane le 2 mars 2018 reliant Alger à Oran[240] en effectuant le seul arrêt le long de son trajet à la gare de Chlef[241].

#### Histoire du chemin de fer à Chlef
Un décret impérial du 8 avril 1857 avait stipulé dans son article premier : « qu’il sera créé en Algérie un réseau de chemins de fer embrassant les trois provinces ». Ce réseau se composera essentiellement de deux grandes lignes : Une à l'est reliant Alger à Constantine et une à l’ouest, reliant Alger à Oran, en passant près d'Orléansville (Chlef). Le tronçon Orléansville-Relizane entre en service dès le 15 janvier 1870 et Affreville (Khemis Miliana)–Orléansville est livré à l’exploitation le dernier jour de cette même année notant que l'ingénieur en chef de la construction des lignes d’Alger à Oran était M.Arnaud (Jacques-Joseph), ingénieur des ponts et chaussées, officier de la Légion d’honneur. Le passage du premier train à vapeur dans la vallée du Chélif fut constaté donc en janvier 1870 en provenance d’Oran et celui venant d’Alger le 31 décembre de cette même année. Pour la petite histoire, il faut rappeler que le train de partance d’Alger à 6 heures du matin pour parvenir à destination d’Orléansville, il lui faudrait plus de 8 heures de trajet avec une vitesse dérisoire de  25 km/h.
Avant la Seconde Guerre mondiale, la moyenne horaire dépassait 60 km/h et, depuis 1951, un rapide traverse les plaines du Chélif en deux heures (soit plus de 100 km/h).

### Transports urbains en commun

#### BUS
Chlef dispose d'un réseau de bus nommé CHLEF BUS "حافلات الشلف"  géré par l'ETUC (Entreprise de transport urbain de Chlef "), l'ETUC est une entreprise publique opérationnelle 

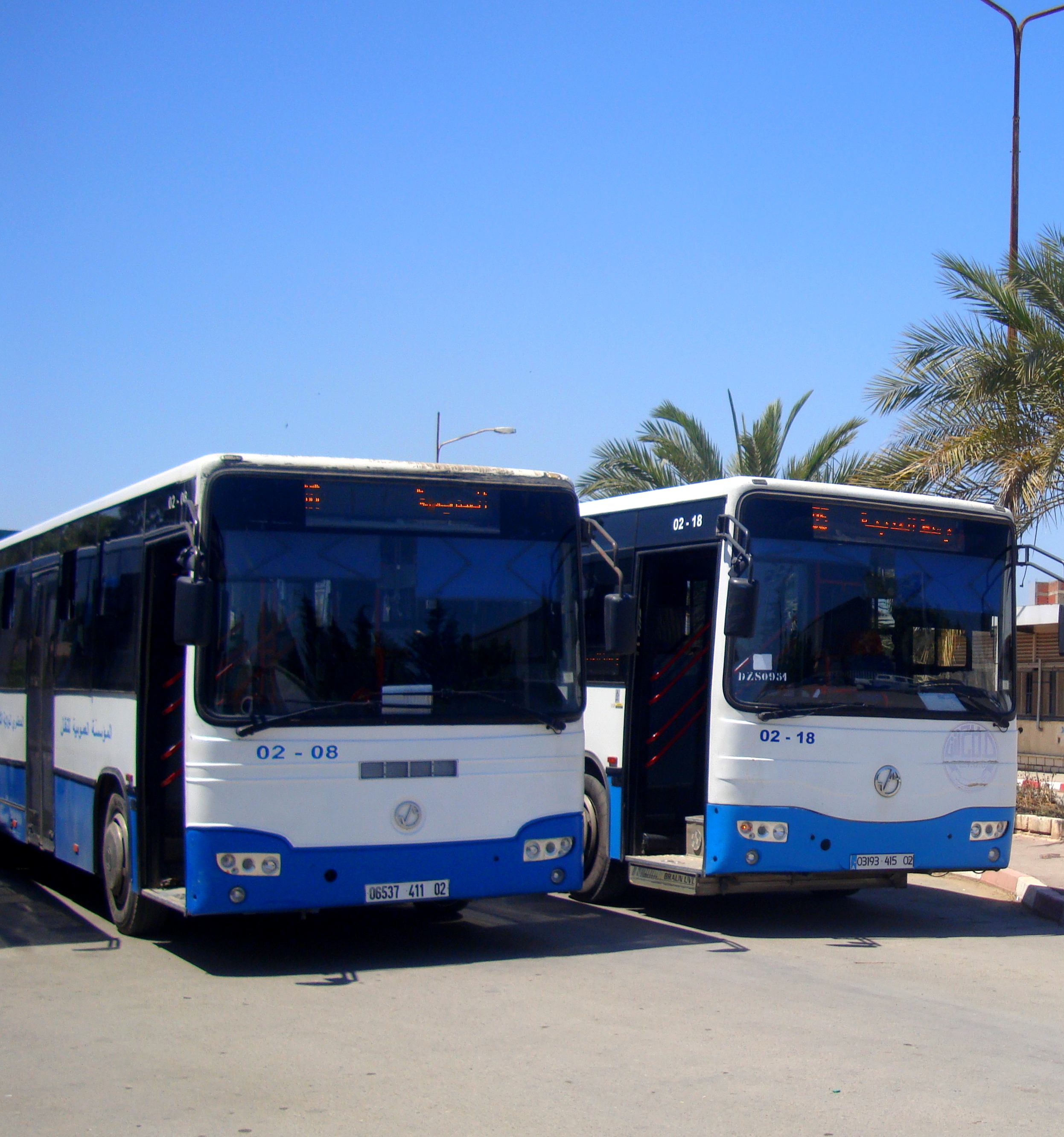
Bus stationnés au terminus (La gare ferroviaire) du réseau CHLEF BUS, 2019.

depuis le 23 mai 2011, elle opère 20 bus pour desservir 5 lignes :
| Ligne | Tracé des lignes régulières                                                            |
| ----- | -------------------------------------------------------------------------------------- |
| 1     | Hay Nasr ⇔ Gare ferroviaire                                                            |
| 2     | Hay Hassania ⇔ Nouvelle ville ⇔ Gare ferroviaire                                       |
| 3     | Hay Bradai ⇔ Gare ferroviaire                                                          |
| 4     | Gare routière (SOGRAL) ⇔ Station du 05 juillet ⇔ Station de Tazgaït ⇔ Gare ferroviaire |
| 5     | Hay El Houria ⇔ Gare ferroviaire                                                       |

Les rotations commencent à 6 h et se terminent à 20 h, l'ETUC transporte plus de 10 000 passagers par jour.

#### Tramway
Programmé depuis fin 2014, le projet a été gelé à cause de la crise financière que vit le pays, des appels se font entendre afin de relancer le projet.

### Transport routier
Chlef est reliée au réseau autoroutier algérien par l'Autoroute Est-Ouest, qui traverse la ville dans sa partie sud sur une distance de 15 km.
La ville dispose d'une gare routière et d'une station de taxis inter wilayas.

#### Gare routière
Gare routière de type "A", située à la sortie ouest de Hay Bensouna dans, en bordure de la RN-04, mise en exploitation jeudi le 10 mai 2018, sa capacité d'accueil des voyageurs avoisine les 40 000 voyageurs/jour et peut abriter 651 bus. La gare dessert 107 lignes inter wilayas et intercommunales. Le budget consacré à la construction de la gare s’élève à 530 000 000,00 DA.
Dotée d’une cafétéria, d’un restaurant, de sanitaires et d’une salle de prière, la gare est un véritable distributeur de circulation dans le centre-ouest du pays en raison de la situation géographique de la ville considérée comme un carrefour et un passage obligé reliant le centre du pays à l’ouest.
La gare est facilement accessible aussi bien par la route nationale no 04 ou directement par l’autoroute Est-Ouest via la sortie Chlef Ouest, elle dispose d'un parking payant.

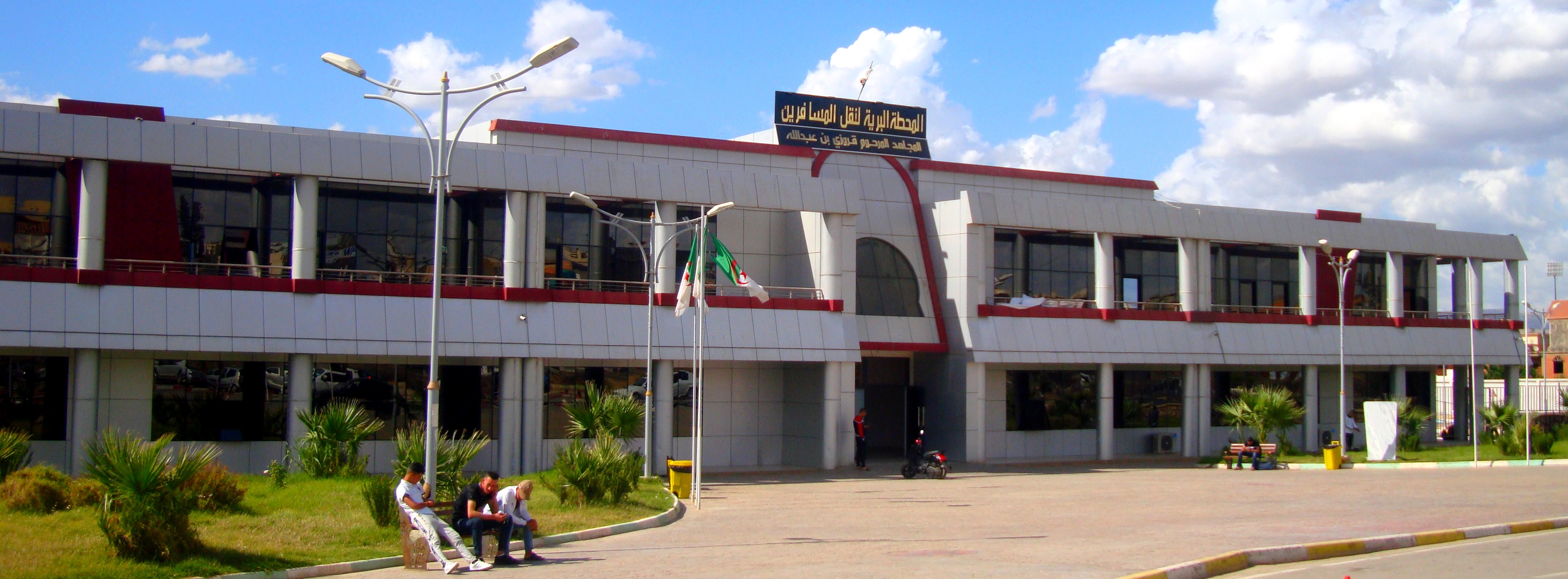
Gare routière SOGRAL à Chlef

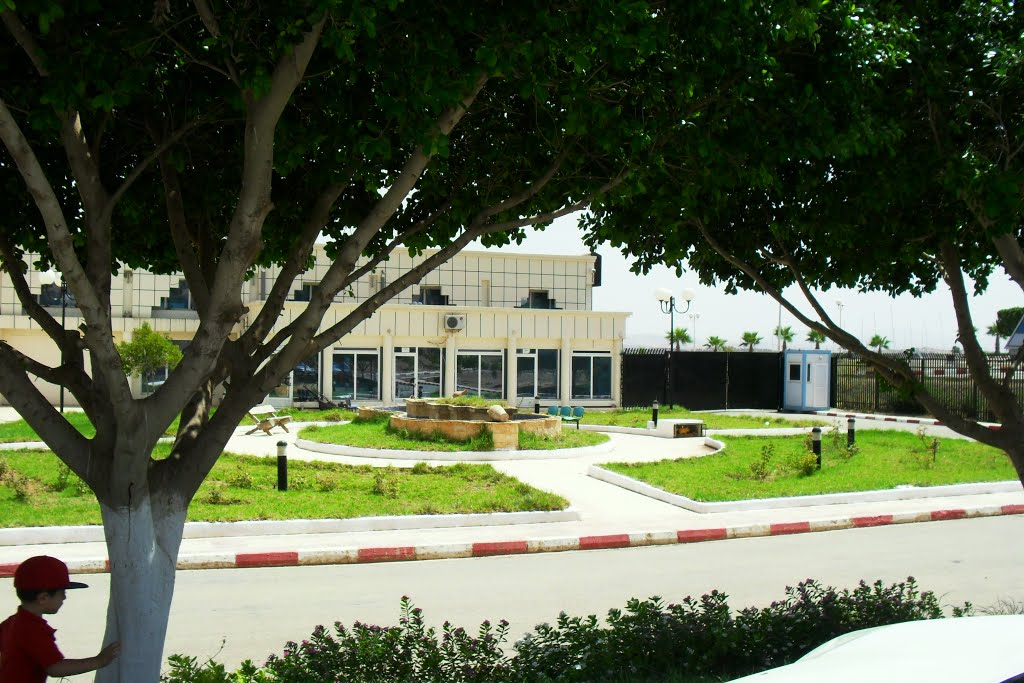
Façade Nord de l'aéroport de Chlef.
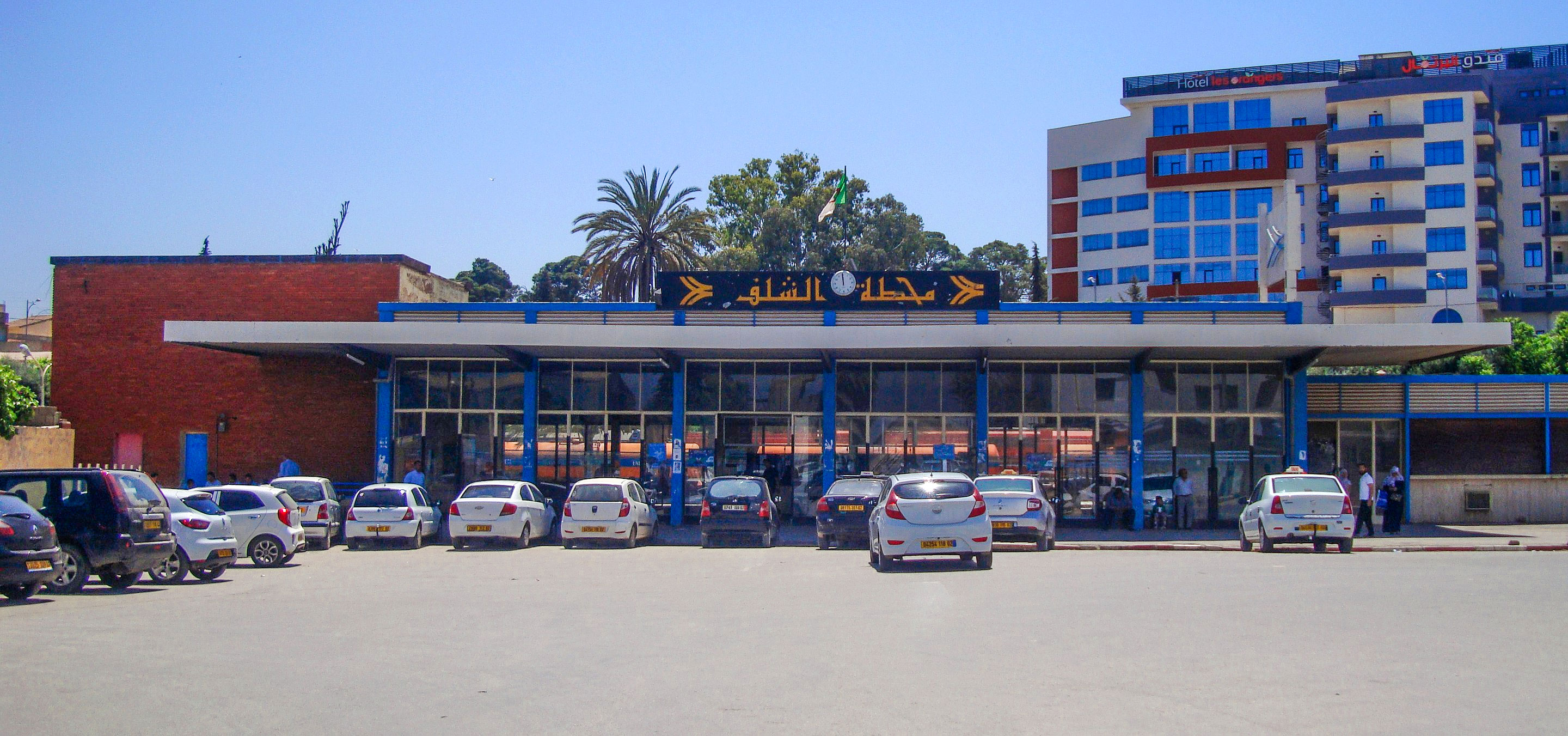
La gare ferroviaire à Chlef (Hôtel Les orangers en arrière plan).
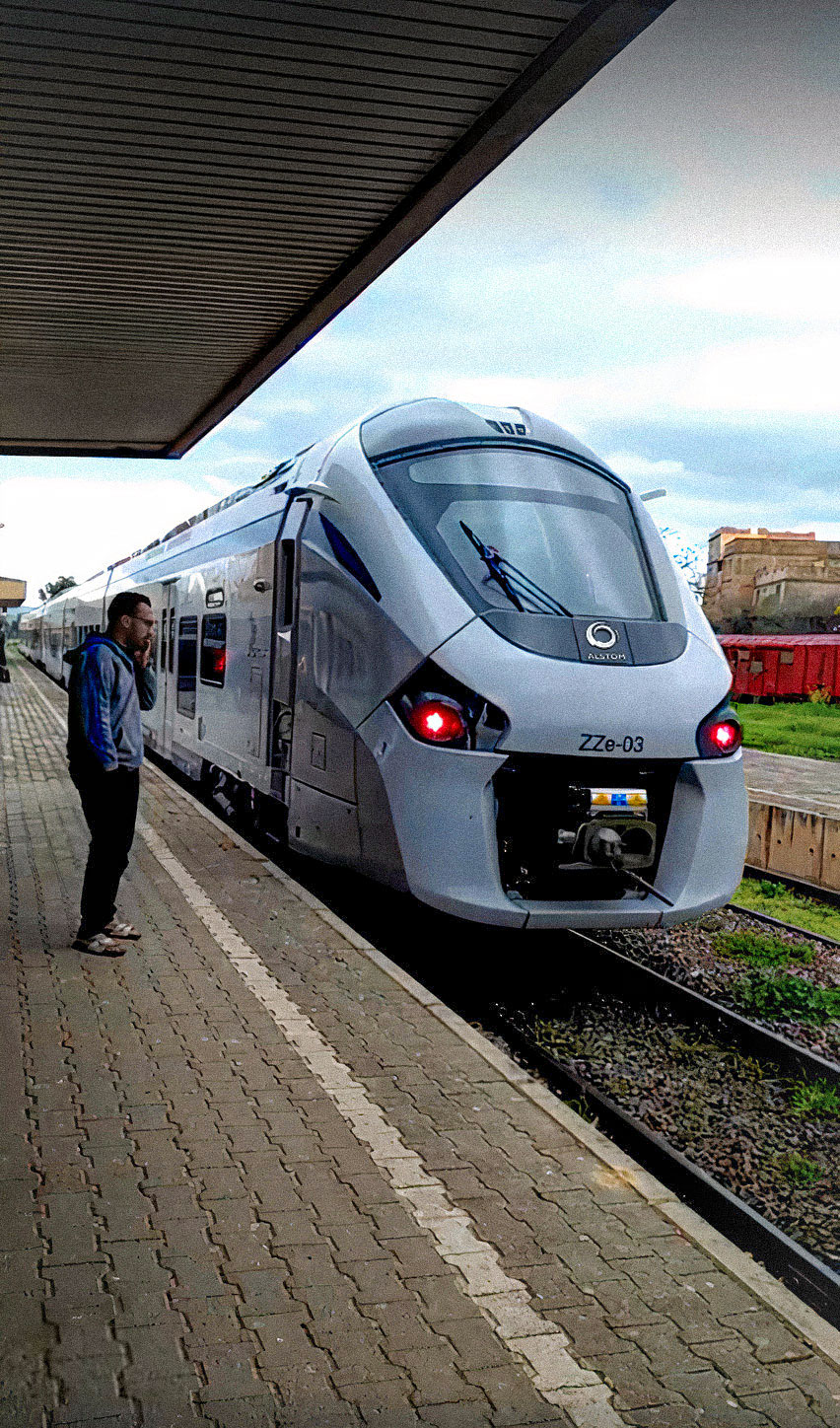
Coradia à Chlef
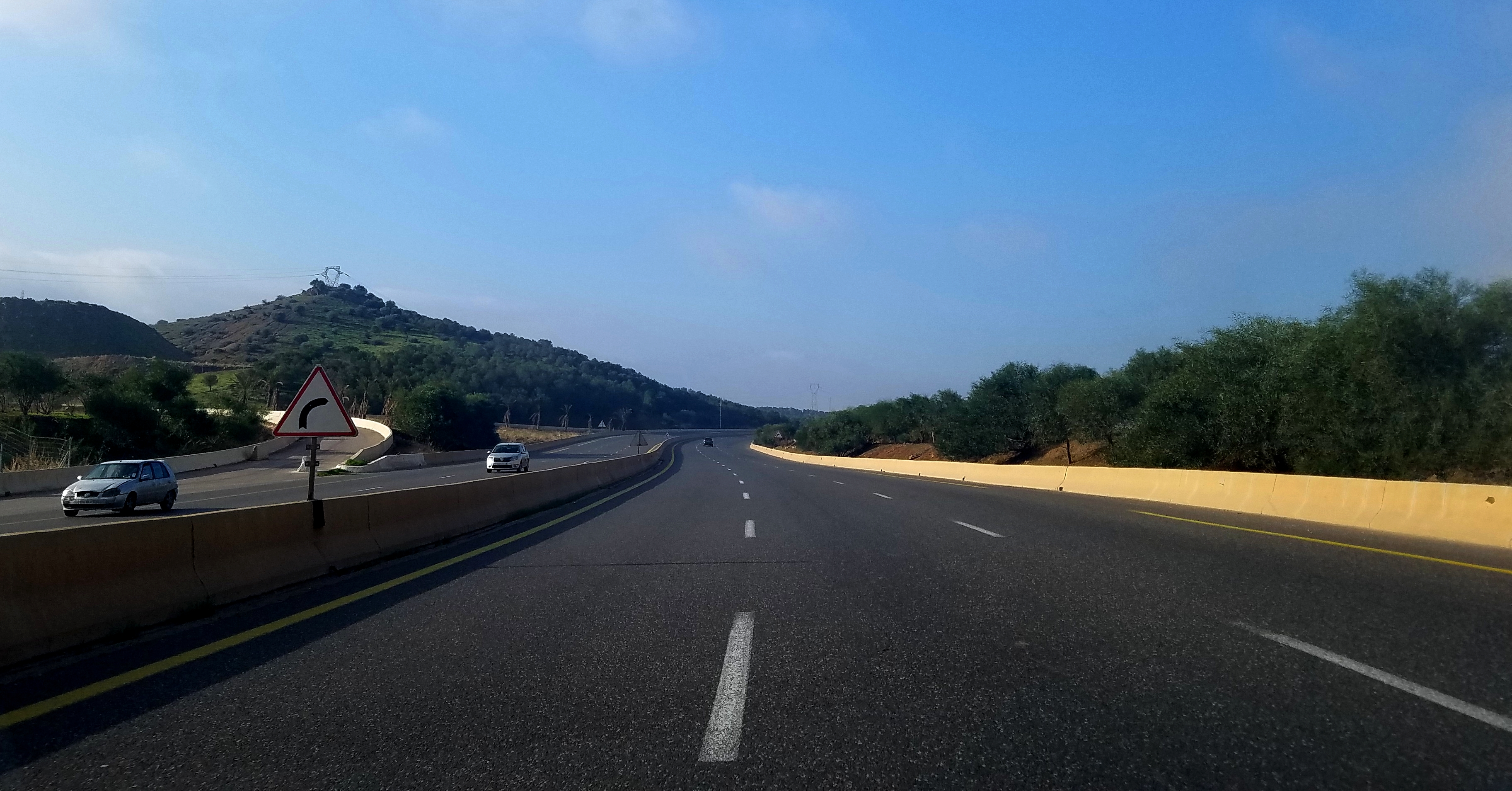
Autoroute A1 Sortie Chlef Ouest

### Plan de circulation du centre-ville
La ville de Chlef enregistre chaque jour un flux important de véhicules, estimé par les services concernés à plus de 150 000 voitures quotidiennement. Provoquant ainsi l’étranglement de la circulation, principalement pendant les heures de pointe, conséquence de la présence de beaucoup de services vitaux à l’intérieur du centre-ville telles les différentes administrations, les banques, les assurances, le marché couvert et autres, devenue génératrice de mouvement automobile très dense.
Le plan de circulation pour le centre-ville de Chlef a été mis en place le 21 janvier 2015, réalisé par l'entreprise spécialisée Métro d'Alger. Récemment, une commission, présidée par le chef de Daïra de Chlef, a inspecté le centre-ville pour constater les imperfections à l’issue de la mise en place du plan de circulation en vigueur et une modification de ce plan a été prévu, notons que le nouveau plan s’étendra pour toucher les quartiers limitrophes du centre-ville, à l’image de hay El-Houria au nord, hay Bensouna à l’ouest, hay Essalem au sud et le côté est de la ville, qui sont des entrées de la ville de Chlef (mai 2019).
Dans le cadre du désengorgement de la circulation à Chlef, les autorités ont progressivement introduit de nouvelles mesures telles que l’installation de feux tricolores aux carrefours les plus fréquentés ainsi que le lancement d'un nombre de projets à savoir le dédoublement du pont de Hay Meddahi (Zeboudj) emprunté quotidiennement par plus de 50 000 véhicules et la réalisation de 3 trémies au niveau des accès de la ville.

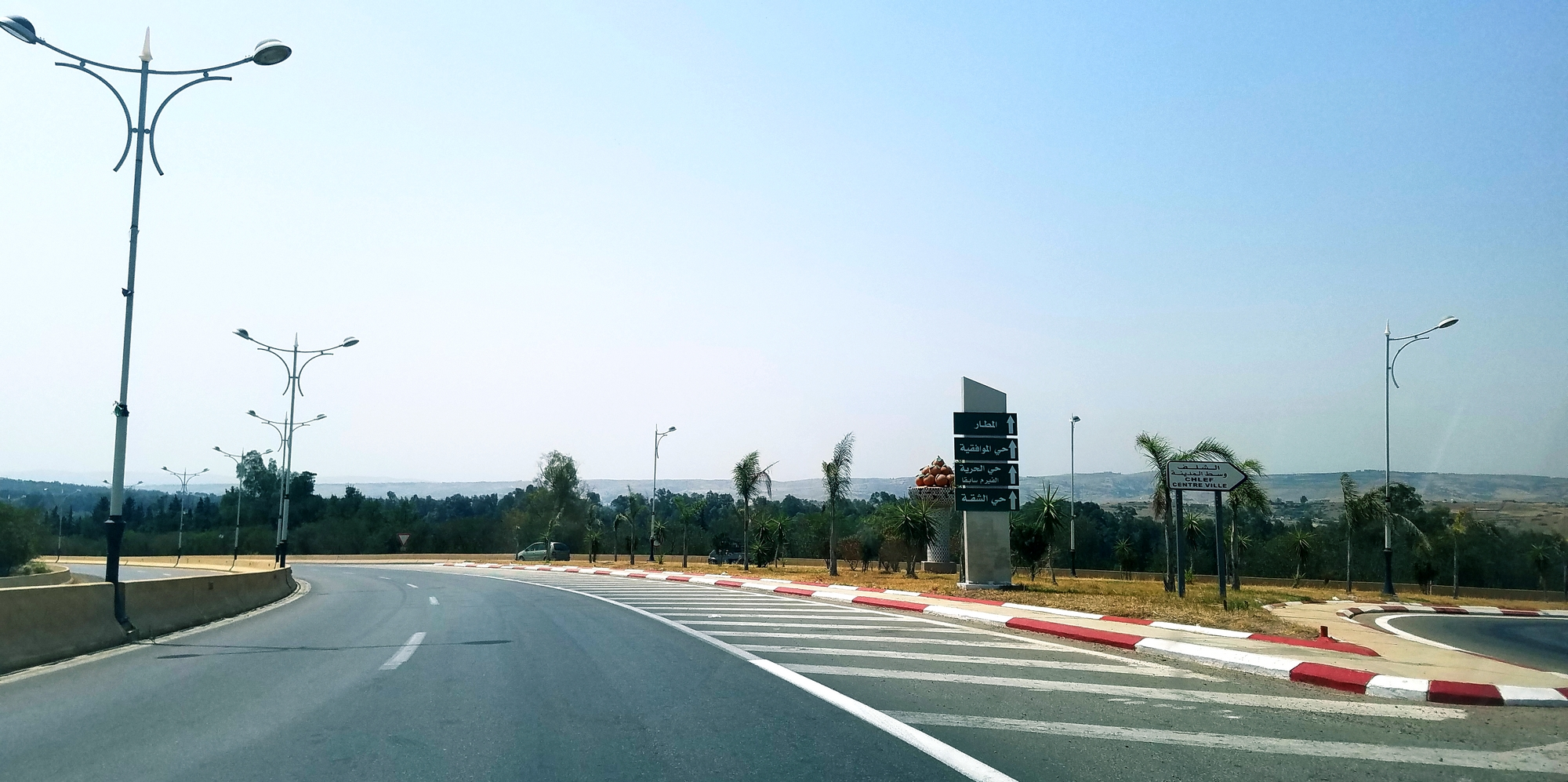
Boulevard périphérique de Chlef, sortie Centre-ville

### Infrastructures routières
Chlef est ceinturée par un boulevard périphérique, encore inachevé à l'ouest et au nord-ouest, composé en partie par la voie d'évitement (longueur : 12 km) sur sa partie est et nord-est et par l’autoroute Est-Ouest sur sa partie sud. Le boulevard est directement relié à l’autoroute Est-Ouest, la route nationale 4, la route nationale 19 et le chemin de wilaya 3. La ville contient une voie express (RN4) en son intérieur la traversant d'est en ouest.

## Télécommunications
La ville est entièrement couverte par le réseau mobile des 3 fournisseurs opérationnels en Algérie à savoir Mobilis, Ooredoo (Algérie) et Djezzy.
En ce qui concerne la couverture du réseau Internet mobile, la ville est couverte par le réseau 4G des opérateurs Mobilis et Ooredoo (Algérie) et  Djezzy. (Mise à jour 12 décembre 2019).
La téléphonie et internet fixe est fournie par Algérie Télécom, on compte en 2019, 50 332 abonnés a internet et 76 085 abonnés au téléphone fixe, comme l'avait souligné le directeur par intérim de la direction opérationnelle des télécommunications, Khaled Lahcene, lors d’un point de presse qu’il a animé en février 2019.
La fibre optique connaît elle une forte expansion à Chlef. Le 7 novembre 2023, la ville a célébré l'activation du millionième abonnement à la technologie FTTH en Algérie. Algérie Télécom continue de déployer cette technologie, offrant une connexion haut débit de qualité, avec un débit pouvant atteindre 300 Mbps, à un nombre croissant de foyers dans la région.

## Énergie et environnement
Le gaz naturel et l'électricité sont fournis par la Sonelgaz. La ville est entièrement couverte en électricité et le taux de la couverture en gaz naturel s'élève à 60 %,.
Naftal entreprise filiale du groupe pétrolier Sonatrach, est le distributeur exclusif du carburant et du GPL dans la ville, la ville abrite également un dépôt de carburant de Naftal d'une capacité de 50.000 m3 .
En 2018, le gouvernement a lancé une initiative visant à rationaliser la consommation d'énergie, en adoptant un concept de transition énergétique liée à l’usage d’énergies renouvelables. Et justement comme première étape, une convention a été signée, le 2 juin 2018, entre le ministère de l'énergie et le président d’APC de Chlef, portant sur le cofinancement des projets d'installation des panneaux solaires et le remplacement des anciennes lampes halogènes de l’éclairage public par des lampes LEDs moins énergivores, le projet serait financé à hauteur de 50 % par le Fonds National pour la Maîtrise de l’Énergie (FNME) tandis que les 50 % restantes seraient à la charge de la commune.
Notant que cette initiative s'inscrit dans le cadre du programme "Eco-Lumière" initié par l’Agence Nationale pour la Promotion et la Rationalisation de l’Utilisation de l’Énergie (APRUE).

### L'introduction de l'électricité à Chlef
Chlef est la première ville du pays à avoir introduit l’électricité en 1886 avant même Alger, Oran, Constantine et Annaba, c'était grâce au maire d'Orléansville de l’époque (ancienne appellation de Chlef) Henri Fourrier qui se trouvant à Paris en visite privée, avait pris contact avec son collègue et ami le maire de la commune de La Roche-sur-Foron (Haute-Savoie) qui lui a donné les renseignements nécessaires pour une éventuelle introduction de l’électricité à Orléansville. Fourrier contacte la compagnie Edison qui établit un projet en ce sens pour la commune d'Orléansville. Puis les entreprises françaises Dalloz et Ganstambide fournirent les plans et devis nécessaires. Le 23 septembre 1886, la chute d’eau de Pontéba (l’actuelle Oum Drou, située à 5 km à l’est de Chlef) est concédée à la commune d’Orléansville pour réaliser l’objectif projeté et substituer l’éclairage des réverbères au gaz par l’éclairage électrique.
Cette information est confirmée par un journal de l’époque, L’Avenir de Bel Abbès du 15 octobre 1887 qui notait ceci à la page 2 : « La petite sous-préfecture de Batna est en train de donner une leçon aux chefs-lieux. Dans quelques jours, Batna sera éclairée à l’électricité ; ce sera la première ville du département de Constantine dotée de cet éclairage, et la seconde de l’Algérie entière, Orléansville l’étant déjà. »,.

### Eau potable
La distribution de l'eau potable dans la ville est assurée par l'entreprise publique l'Algérienne des eaux (ADE).
Une station de dessalement de l’eau de mer (SDEM) a été mise en service à Maïnis dans la commune de Ténès le 1er juin 2015, afin d'assurer la couverture des besoins en eau dans la Wilaya de Chlef, ainsi qu'un réservoir d'une capacité de 20 000 m3 réalisé à Chlef (Haï-Radar) et alimenté à partir de la SDEM.
Le coût du projet qui a été confié à la société espagnole (Befesa 51 %) et à la société AEC Algérie Energy Company (49 %) est estimé à 500 000 000 $, les travaux ont été lancés officiellement le 14 janvier 2009.
Depuis 2006, la ville dispose d'une station d'épuration exploitée par l'office national de l'assainissement (ONA) et réalisée sur les berges de l'Oued Chelif, le projet confié à l’entreprise chinoise Cetic a coûté pas moins de 2 milliards de DA, la capacité de traitement de cette station est de 34 000 m3/jour.
Pour assurer la bonne qualité de l’eau, l’Algérienne Des Eaux (ADE) dispose de laboratoires d’analyses qui la contrôle en permanence, à Chlef se trouve l'un des quatre laboratoires régionaux à l'échelle nationale, il est situé à la Cité Chérifi Kaddour.

### Gestion des déchets
Plus de 200 tonnes de déchets ménagers et autres sont collectés quotidiennement au niveau de la commune de Chlef, dont la collecte est du ressort des services de nettoiement de l’APC de Chlef et de la société privée Tetach. La ville se débarrasse de ses immondices dans deux centres d'enfouissement techniques situés aux extrémités de la commune l'un à Meknassa qui accueille quotidiennement 140 tonnes de déchets et l'autre dans la commune d'Oum Drou.
En 2006, une étude expérimentale a été menée au sein de la décharge de Meknassa, dont le but est d'analyser le Lixiviat produit par Percolation dans les déchets de la décharge, l'étude a mis en évidence la présence de l'Azote dans le Lixiviat, avec des teneurs moyennes qui dépassent de loin les concentrations maximales admissibles de l'Organisation mondiale de la santé. L'étude a conclu qu'il pourrait avoir lieu une forte mobilité de cette substance vers les nappes.
En ce qui concerne les déchets industriels, une usine de traitement des déchets spéciaux et dangereux, d’une capacité de traitement de 6 000 tonnes de déchets industriels/an, a été inaugurée au niveau de la zone industrielle d'Oued Sly (à quelques kilomètres de la ville) en avril 2018.
En 2019, une étude menée par l'agence nationale des déchets (AND) dans la wilaya de Chlef et qui s’inscrit dans le cadre de la stratégie nationale de gestion des déchets à l’horizon 2035, a estimé la production des déchets d’activité de soins (DAS) à Chlef à 281 tonnes/an, dont 20,61 tonnes de déchets anatomiques, 75 tonnes de déchets à risque infectieux et 29,61 tonnes de déchets toxiques, le reste constitue la fraction assimilable aux déchets ménagers. Plus de 80 % des flux générés par les structures sanitaires à Chlef sont collectés par les prestataires de collecte des DAS.
Le 27 octobre 2019, la ville de Chlef a reçu le prix de la citoyenneté, grâce à l’association « Dounia », active dans la collecte et le recyclage des déchets.

## Économie

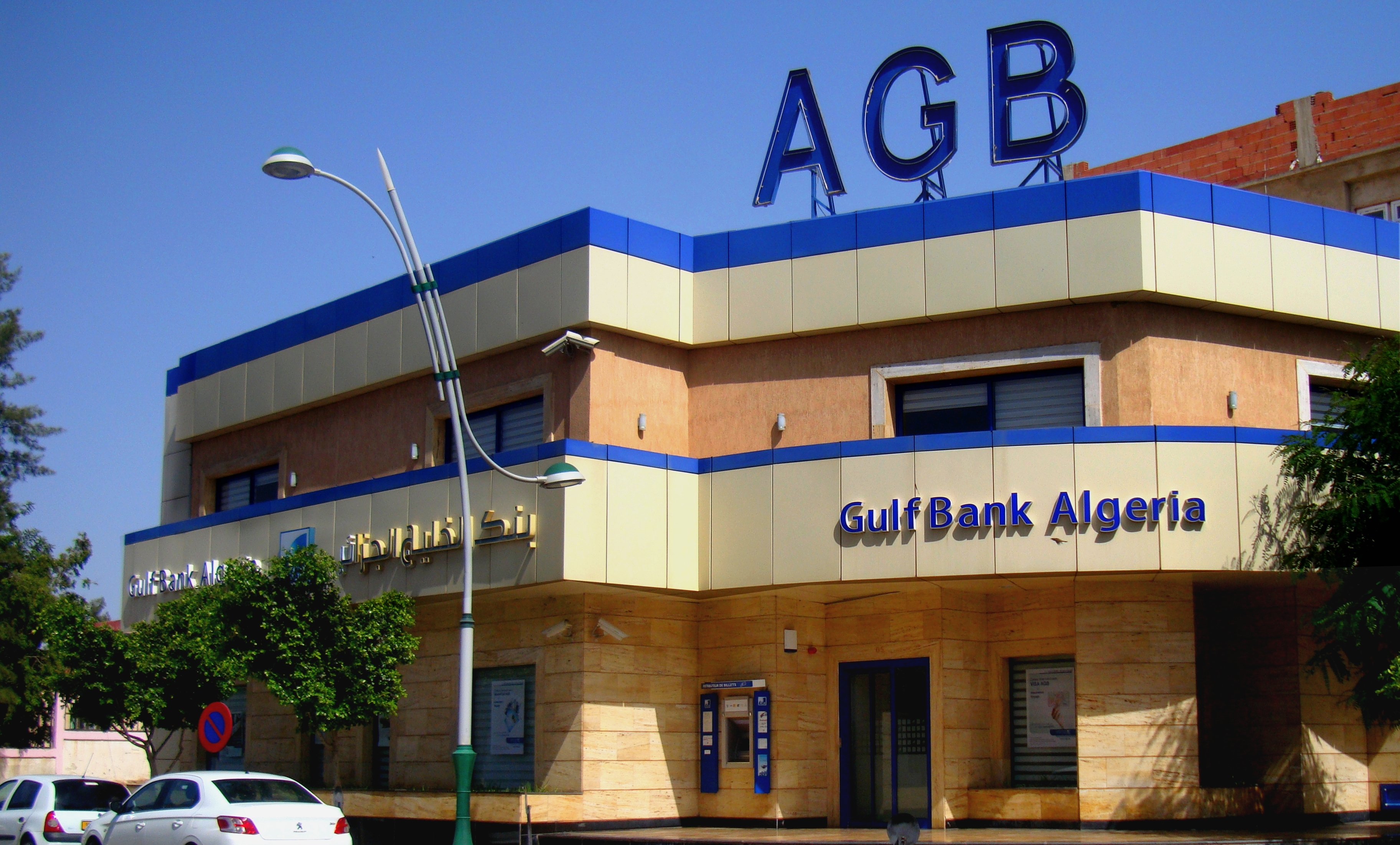
Agence de la banque Gulf Bank Algeria à Chlef.

Les recettes fiscales de la commune de Chlef proviennent principalement de la zone d'activités d'Ouled Mohamed (communément appelée la Zone), qui s'étend sur 11,7 ha et constituée de 217 lots, la zone regroupe de nombreux travailleurs répartis dans les secteurs de la fabrication et la distribution des produits pharmaceutiques, la distribution des produits parapharmaceutiques et les produit à usage vétérinaire, de la maintenance industrielle et de l'entretien et réparation des véhicules.
La ville compte en outre un nombre d'usines et d'entreprises commerciales, à l'exemple du groupe agroalimentaire Latelloise spécialisé dans la fabrication agricole depuis 1967, les laiteries Giplait, Sofipal et El-Djamous, des usines d’aliments de bétail et l'entreprise Hamidi Energie spécialisée dans la vente, l'installation Et la maintenance de Groupe électrogène et pièces de rechange.

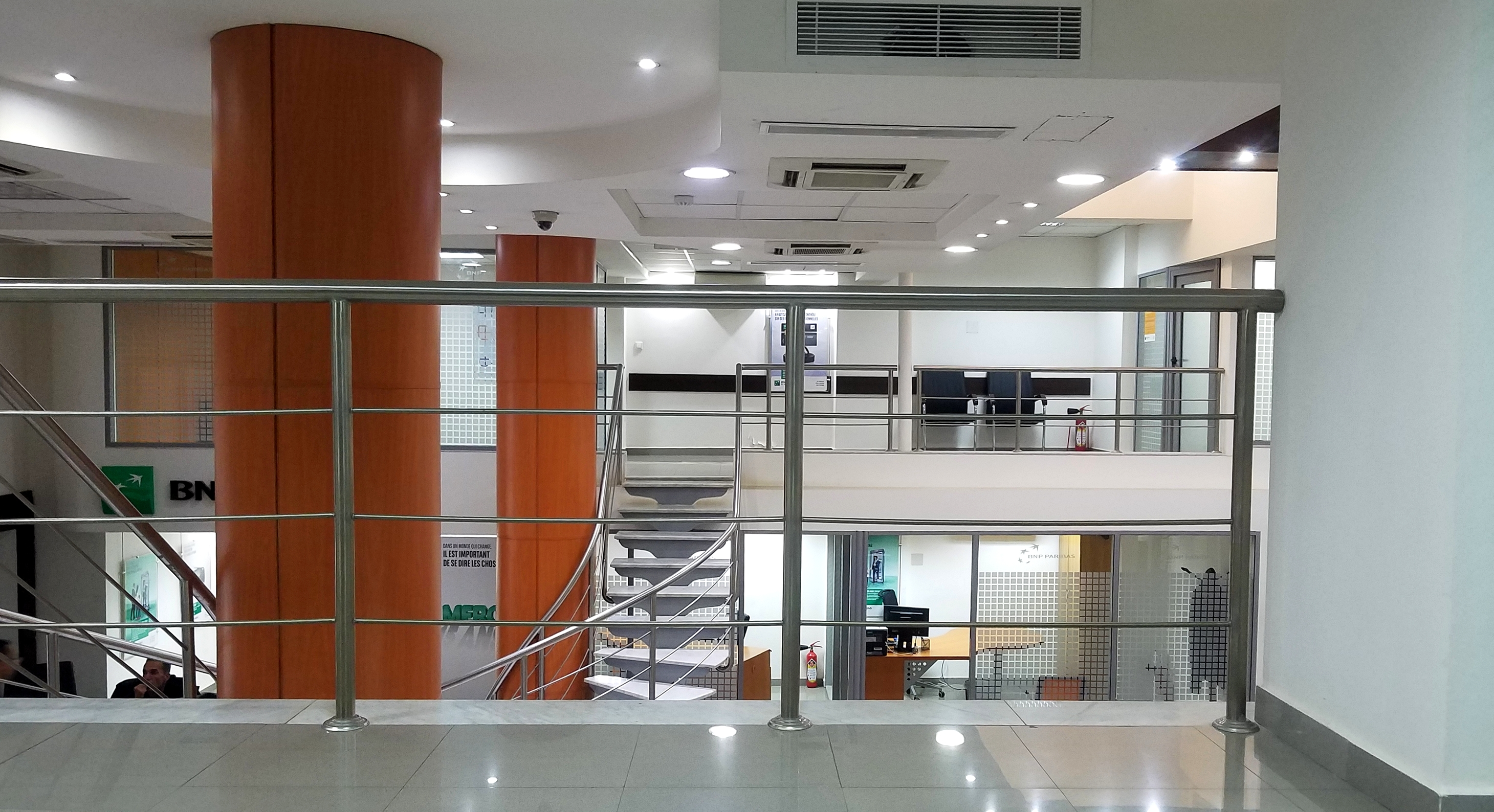
Banque BNP Paribas El-djazaïr à Chlef

Chlef est également l'un des principaux centres nationaux pour les entreprises de distribution des produits pharmaceutiques et parapharmaceutiques telles que Chelipharm, Pharmamedic, Cheliparacos, MB Pharm et NMC Pharm.
D'importantes usines et chaines de production se trouvent à quelques kilomètres de la ville à l'image de l'usine de montage de camions Tata-Daewoo-Pengpu à Oum Drou (chiffre d'affaires annuel 3,3 milliards de DA), du groupe Soprec, spécialisé dans les constructions légères et la réalisation et distribution des équipements solaires et de la zone industrielle de Oued Sly qui regroupe un nombre important d'usines telles que l'entreprise des Ciments et Dérivés (ECDE), l'usine de conception, de fabrication et d'installation de Groupes Électrogènes GMI, La briqueterie CTS, l'Entreprise nationale des plastiques et caoutchoucs (ENPC) et NOVER entreprise spécialisée dans le verre flaconnage et le verre pressé.

La ville se trouve à 60 km du port de Ténès. Une pénétrante (Voie rapide) reliant le port à la ville de Chlef est en cours de réalisation.

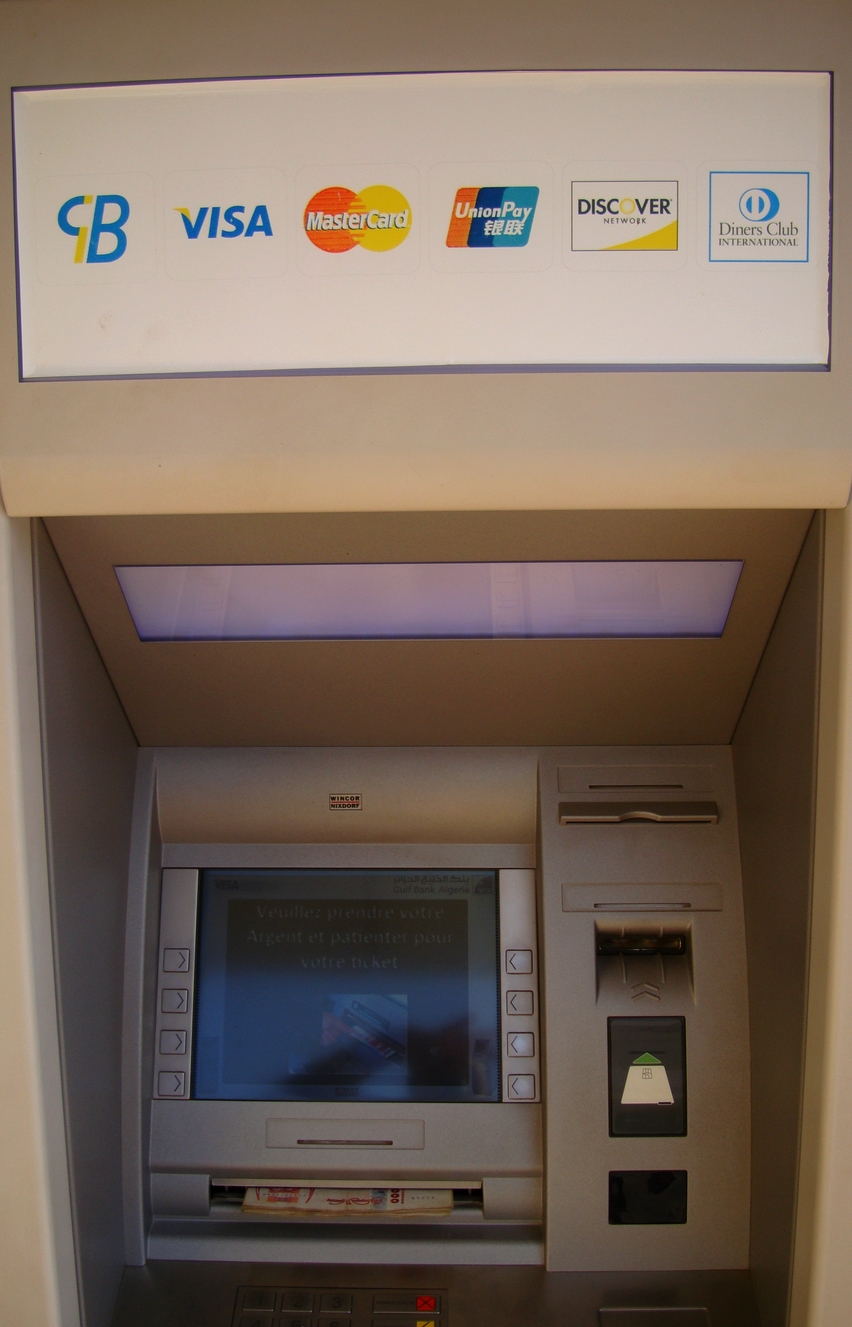
GAB de la banque AGB à Chlef

### Banques et compagnies d'assurances
Toutes ces entreprises ne pourraient fonctionner sans un tissu performant de banques et assurances.
La banque Robert est l'une des premières banques qui fut ouverte à Chlef, créée par la famille Robert (Famille de Paul Robert le lexicographe et l'auteur du Dictionnaires Le Robert) à la fin du XIXe siècle,, la banque fut transformée plus tard en une filiale de la BNCI-Afrique, elle-même filiale de la BNCI de la Métropole.
En 2019, la ville compte 13 établissements et une vingtaine de succursales, dont des banques de renommée mondiale à l'instar de la BNP Paribas, la Natixis ou la Société générale.
Des Guichets automatiques bancaires (GAB) acceptant les cartes Visa, MasterCard, China UnionPay, Discover et Diners Club, sont installés aux quatre coins du centre-ville.
Le développement de l’industrie dans la région a également entraîné l’ouverture d'un nombre de compagnies d’assurance publiques et privées telles que Axa assurances, la Compagnie Algérienne d'Assurance et de Réassurance (CAAR) et la Société Algérienne d'Assurance (SAA).

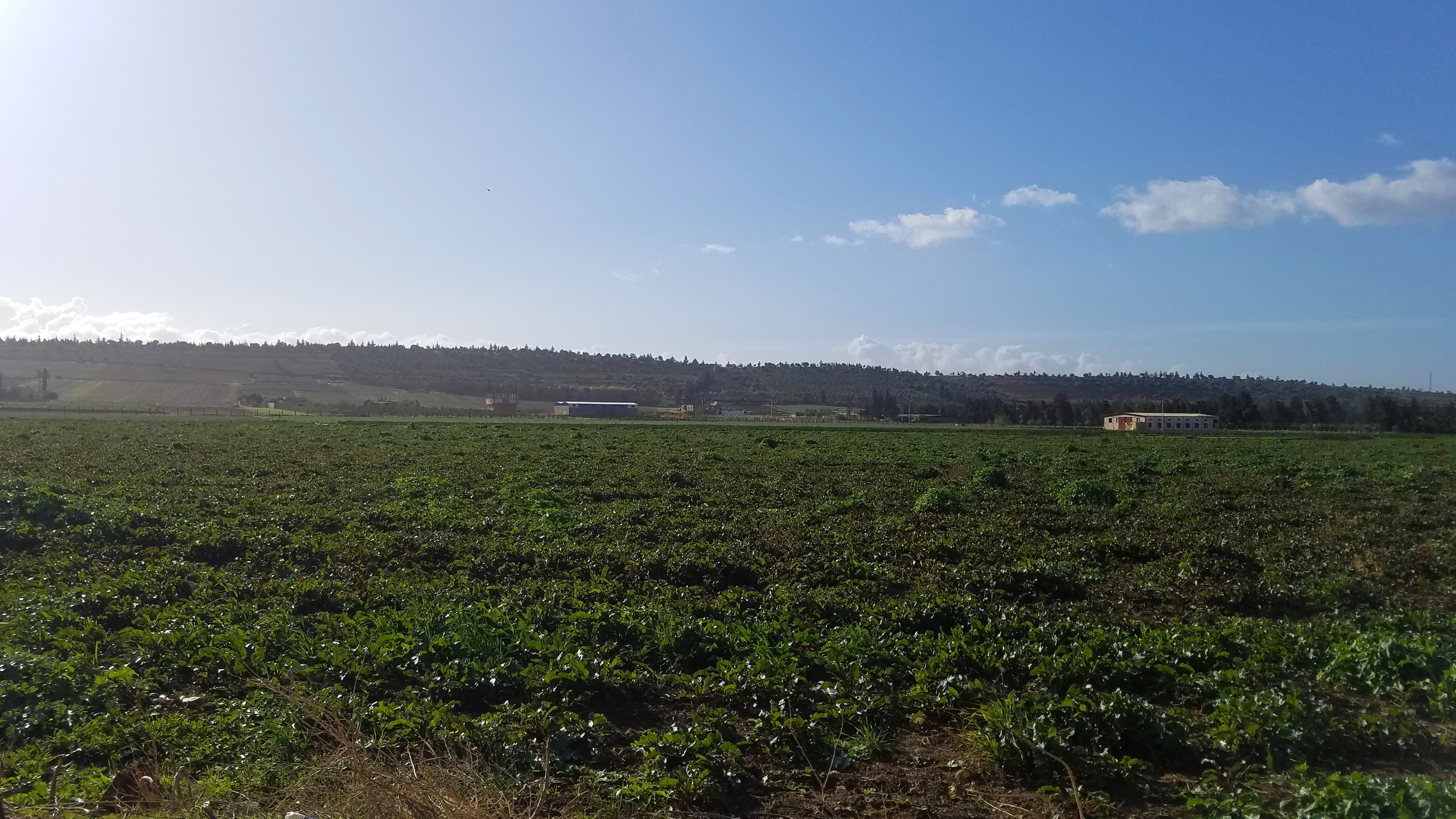
Terre agricole à Hay El Ramlia (Au nord de la ville de Chlef)

### Agriculture
La surface agricole à Chlef ne cesse de diminuer à cause de l'urbanisation massive, les terres agricoles se localisent essentiellement au nord de la commune (El Quoasmia, Bokâat El Mekhatria, Hay El Ramlia et Tegagra). La superficie agricole totale couvre environ 75 km2 (7 500 ha) soit 60 % de la superficie de la commune.

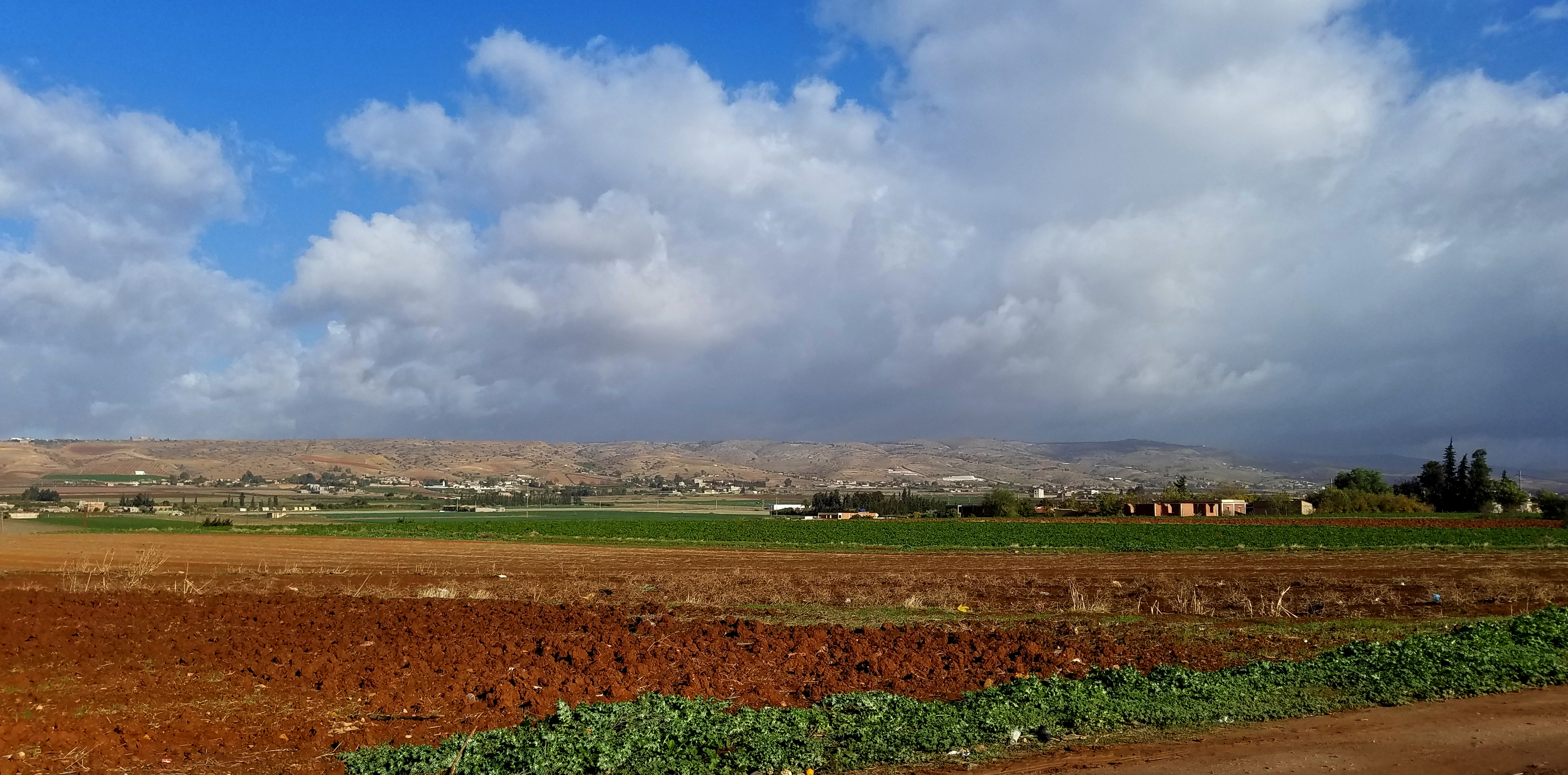
Terres agricoles à Bokâat El Mekhatria (Au nord de la ville de Chlef)

### Marché de gros de fruits et légumes
Le marché d'intérêt national (MIN) appelé communément marché de gros de Chlef est un marché à caractère régional opérationnel depuis 1987, il est situé  à l’entrée est de la ville de Chlef, étendu sur une superficie de 18 875 m2 (dont 8 640 m2  couverte) et compte 222 grossistes (Màj juillet 2018). Les revenus résultant de la location des espaces commerciales du marché rapporte mensuellement à la commune de Chlef un montant équivalent à 1 300 000,00 DA.

## Tourisme
Le tourisme d'affaires représente à Chlef une grande part des visiteurs, disposant de salles de conférences et d'expositions, la ville est 

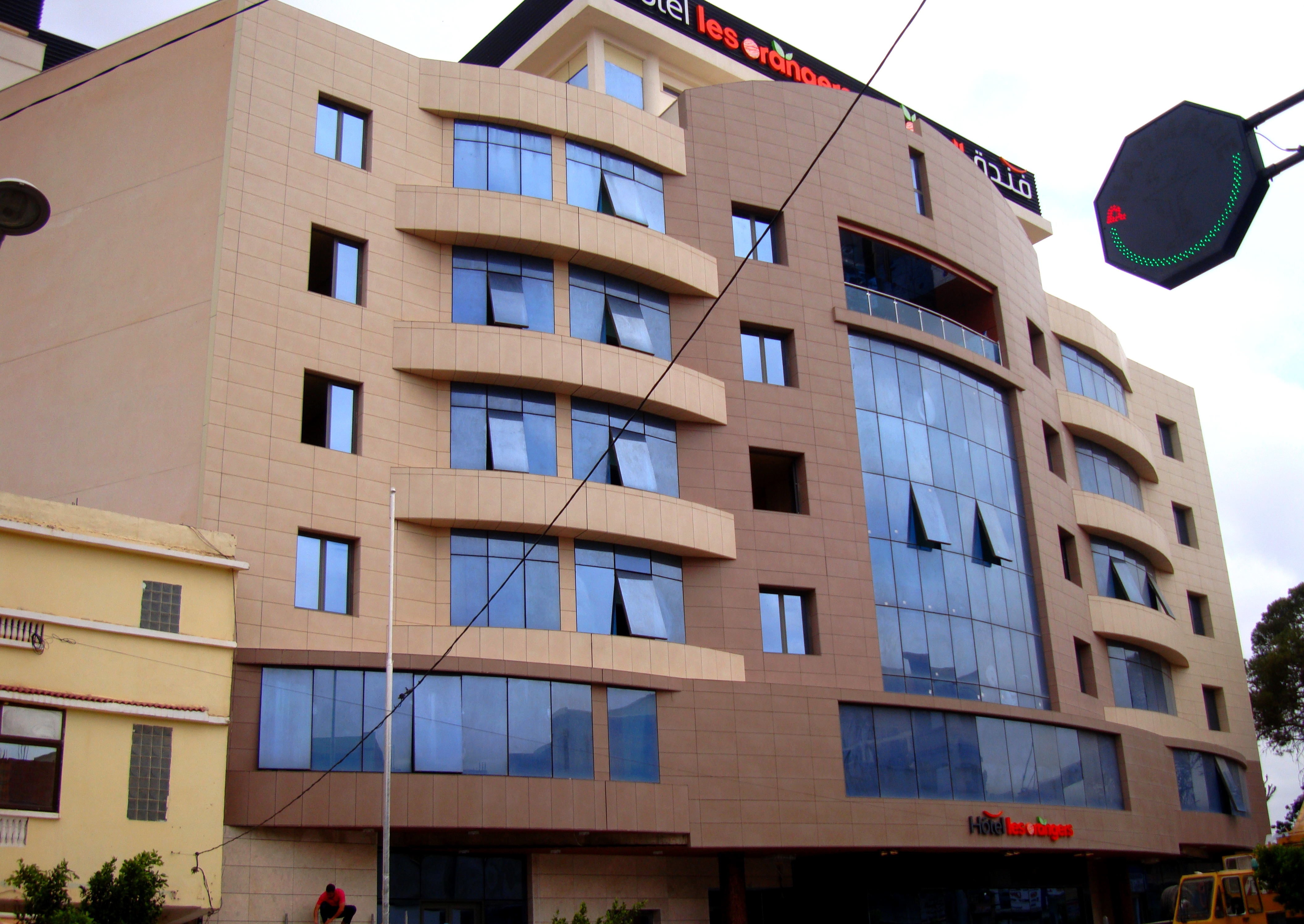
Hôtel les orangers en construction (juin 2019)

devenue un endroit prisé où sont organisés un nombre important de congrès et de réunions chaque année à l’exemple du Forum médical international de Chlef, en outre la ville se trouve à quelque 50 km de la ville côtière (mer Méditerranée) de Ténès, elle compte également un nombre d'hôtels équipés de piscines et de spa dont un classé 5 étoiles.
On y trouve également un parc d'attraction à Hay El Badr, un parc de loisirs à Hay Nasr, un Hammam & Spa (Le Sultan) orné d'un décor
exceptionnel aux allures des palais d'orient et un nombre important de restaurants gastronomiques et de fast-foods.
La ville figure sur le nouveau circuit touristique, édité à l'occasion de la saison estivale de 2019 par la direction de la culture de la wilaya de Chlef, proposant de visiter les objets archéologiques au Musée public national Abdelmadjid-Meziane, et au Musée El Asnam (ex-Dar El Baroud) qui renferme des objets de la plus ancienne basilique en Afrique du Nord, Saint-Réparatus, et la maison de l’Artisanat, à la cité Bensouna.
Une pénétrante (voie rapide) menant à la ville de Ténès est en cours de réalisation, elle devrait réduire le temps d'accès à la mer Méditerranée à 35 minutes.

### Espaces verts et parcs
- Jardin Dounia (Centre-ville)
- Jardin 5 juillet 1962 (La CIA)

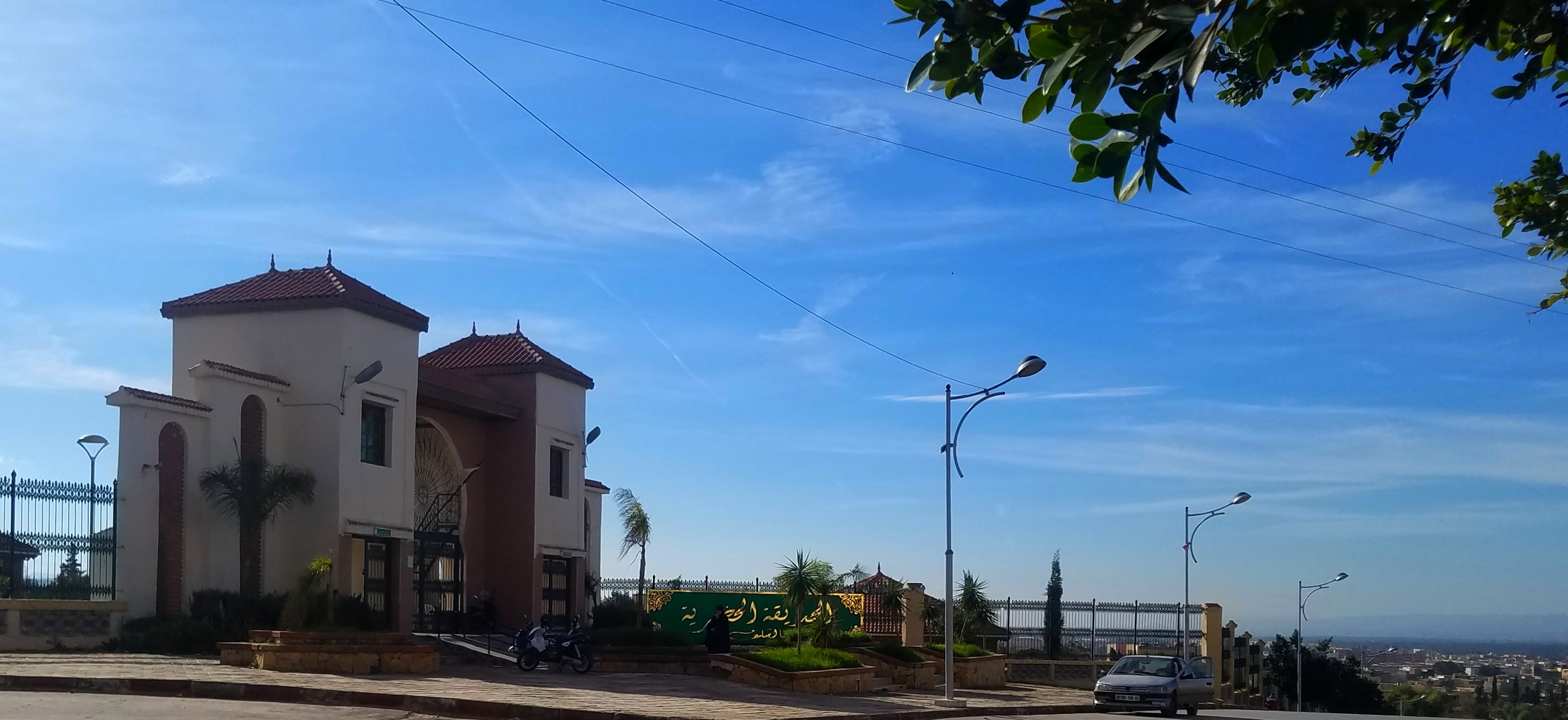
Parc de loisirs Hay Nasr Chlef

- Jardin public du boulevard Abdelhamid Ben Badis:Situé en face du palais de justice à Chlef, ce jardin se distingue par son architecture paysagère symétrique et ses motifs géométriques harmonieux. Réaménagé pour un montant de 400 millions de DA, il s'étend sur une superficie de 6000 m² (200 m de longueur sur 30 m de largeur) offrant un espace vert harmonieux en plein centre-ville[295].
- Place de la solidarité (11 décembre 1960): Le plus ancien de la ville, remonte à au moins 1866[296]. Entièrement réaménagé en 2022, il est situé en plein cœur du centre-ville et constitue un véritable havre de paix. Baptisé le 7 août 1963 Jardin des Héros de la Révolution Algérienne[297], il a ensuite été renommé Jardin du 11 Décembre 1960, bien que les habitants le désignent souvent sous le nom de Jardin de la Place de la Solidarité[298]. Le site abrite des arbres centenaires, des espaces verdoyants et une aire de jeux pour enfants, offrant un lieu idéal pour la détente et les activités familiales[299].
- Place du 1er mai 1945 (Cité Aroudj)
- Jardin Safa 1 (Cité Bensouna): Jardin-pépinière près de l'hôpital des Sœurs Bedj, comprenant une aire de jeux pour enfants, un espace de vente de plantes et de fleurs, ainsi qu’un lieu de détente pour les familles[300].
- Jardin Safa 2 (Cité Bensouna): Parc urbain qui s’étend sur une superficie de 3 ha à la nouvelle ville de la cité Bensouna[301].

## Culture et patrimoine

### Vie culturelle

#### Bibliothèques
- La bibliothèque municipale située au centre-ville, dont les travaux de réalisation confiés à l’entreprise « Saïah Ahmed Benyoucef » ont commencé le 5 octobre 1983[302]. La bibliothèque est un lieu de lecture où est organisé plusieurs événements culturels à l'image de la « Kheima (tente) de lecture »[303] et « Mon livre, mon compagnon durant mes vacances »[304]. Elle organise également une caravane pendant la période estivale dénommée « Lire à la plage », l'idée est de mettre un bibliobus à la disposition de la population au niveau des plages les plus fréquentées[305].
- La bibliothèque de Wilaya « Mohamed Mahdi ».

#### Théâtre, salles de spectacle et cinéma
- Le centre culturel Larbi Tébessi, autrefois appelé Centre Albert Camus, construit entre 1955 et 1960 par les architectes Louis Miquel (Né en 1913 à Aïn Témouchent, et décédé en 1986 à Sète en France[306]) et Roland Simounet, inauguré le 4 avril 1961[307].
- La salle de cinéma El Djamel, située au centre-ville, utilisée autant pour la projection de films que pour les activités culturelles et artistiques. Elle a été rénovée en 2008[308].
- La maison de la culture, située à Hai Nasr, inaugurée le 5 juillet 2013, l'infrastructure culturelle a coûté pour sa réalisation une enveloppe financière de 680 millions de dinars, elle abrite trois galeries d'exposition quotidiennement et permanentes, une salle de conférence très sophistiquée aux normes internationales et deux salles d'honneur[309].

#### Musées et lieux d'exposition majeurs
La ville abrite deux Musées à savoir le musée régional « Abdelmadjid Méziane », situé à la cité Aroudj et le musée El Asnam.

##### Le musée El Asnam

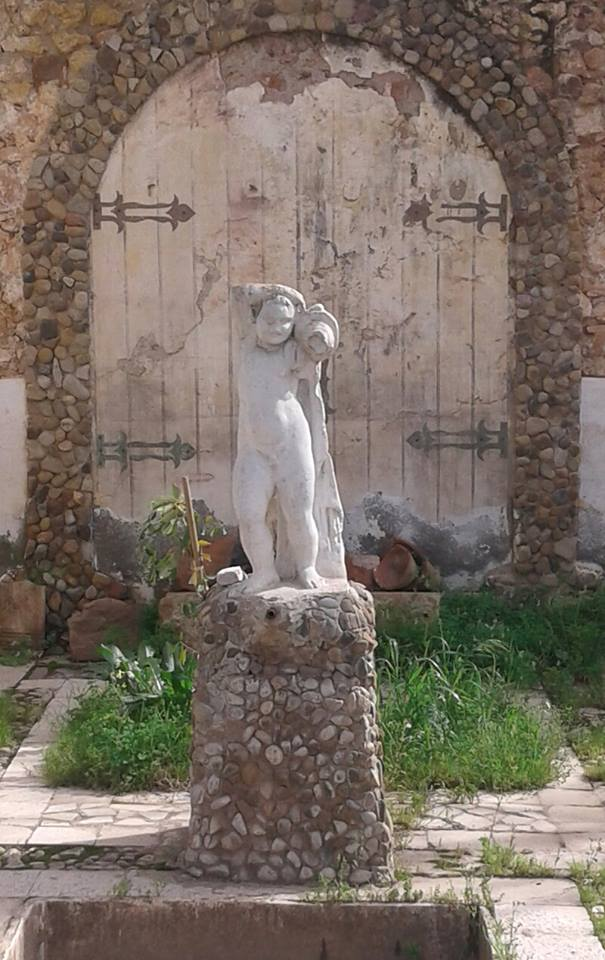
Stèle au musée El Asnam

Ancienne poudrière pendant l'époque coloniale convertie en musée depuis 1996, il dispose d'une précieuse collection de vestiges de différents âges.
Les pièces archéologiques présentes à l’intérieur de la poudrière et dans sa petite cour que prolonge l’actuel siège de l’APC de Chlef sont un condensé de l’histoire tumultueuse de la vallée du Chélif. L’une des curiosités du musée d’El Asnam est sans conteste les restes de l'ancienne basilique Saint-Reparatus qui a été édifiée en 324 après J-C, et détruite par un violent tremblement de terre en 475.

En pénétrant à l’intérieur du bâtiment de forme circulaire, le visiteur est transporté vers une autre époque, celle des vestiges, dont des fours à briques, des cercueils en bois de cèdre, des moulins en pierre tronconiques, des lampes funéraires, des poteries, des médailles d’or, d’argent et de bronze, et des tablettes de marbres représentant des autels. 

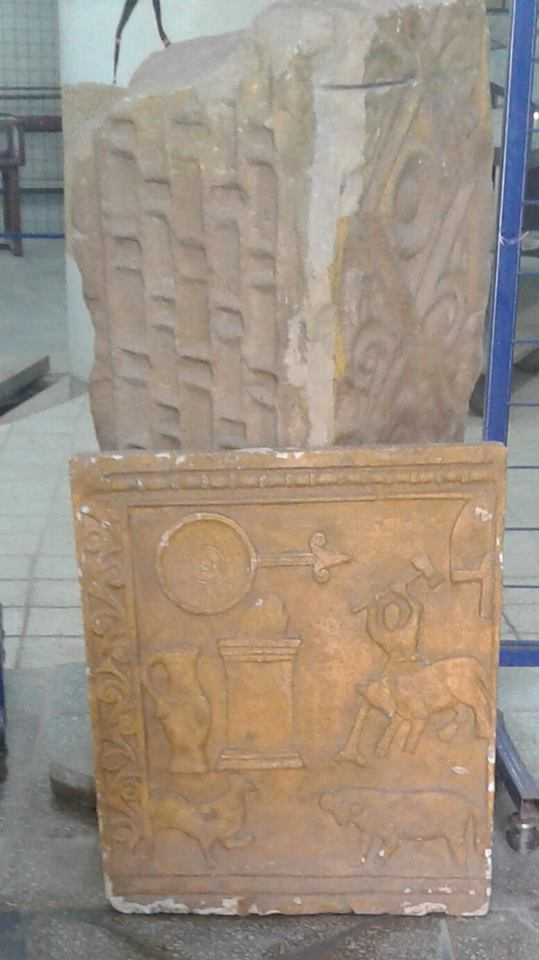
Bas-relief au musée d'El Asnam

Le regard est attiré aussi par le piano qui trône à l’intérieur de l’édifice ramené dans les bagages d’un colon en 1849. On peut admirer également une collection d’armes de guerre constituée de fusils et de lames utilisées durant la colonisation de la vallée du Chélif. Pêle-mêle sont exposés des ustensiles de cuisine, des tapisseries anciennes du sud du pays, des objets usuels en cuir et des tenues traditionnelles de plusieurs régions d’Algérie.
En vérité, le musée El Asnam est une halte obligée pour tous ceux et celles qui s’intéressent à l’histoire de l’Algérie. Certes, la collection muséologique n’est pas très riche comparée à celles qu’abritent les grands musées nationaux, mais le détour vaut la peine.
La poudrière ou « Dar El Baroud », comme appelée en arabe, a été construite en 1847 sur ordre du général Cavaignac dont un buste en bronze est exposé au musée national Abdelmadjid Méziane de Chlef.
C’est au lendemain de l’indépendance que l’idée de faire de ce lieu un musée local a germé. Situé en plein cœur de la ville, pratiquement à quelques mètres de la vieille mosquée, la poudrière est un édifice qui attire le regard par sa forme architecturale atypique et par les matériaux avec lesquels il a été construit. Quoi de mieux donc pour en faire un lieu de mémoire qui rappelle aux Algériens les sombres années de la conquête coloniale qui a vu une armée moderne massacrer des centaines de milliers de civils qui refusaient la soumission et l'esclavage.

##### Musée public national Abdelmadjid Meziane
Inauguré en 2005, conçu dans un style architectural contemporain. Initialement musée régional, il a été promu au statut de musée public national en 2011. Il conserve et met en valeur le patrimoine historique et culturel de la région.
Le musée comprend un premier étage dédié à une salle d'exposition qui abrite divers artefacts archéologiques et historiques provenant de la région et de ses environs. Ces collections incluent des pièces de poterie, des statues archéologiques, des décorations en pierre, des pièces de monnaie, des outils anciens, ainsi que d'autres objets d'intérêt historique. Les artefacts exposés couvrent plusieurs périodes, allant de la préhistoire aux époques romaine, numide, islamique, et contemporaine.

En plus de ses collections, le musée dispose d'une bibliothèque riche de plus de 17 000 ouvrages, contribuant à la documentation et à la recherche sur le patrimoine culturel et historique de la région.

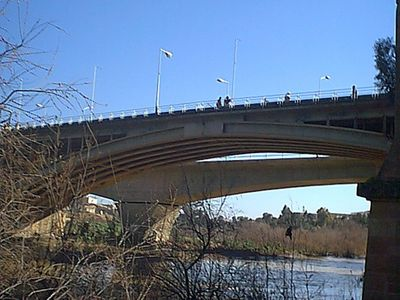
Pont du Chelif.

#### Autres structures culturelles
- Le conservatoire El Hachemi-Guerouabi de Chlef, annexe de l’Institut régional de formation musicale d’Alger[312]. Créé en 2006[313], le conservatoire est aussi un centre de formation des enseignants de la musique pour les établissements culturels et scolaires de la région[314].

### Patrimoine

#### Ponts

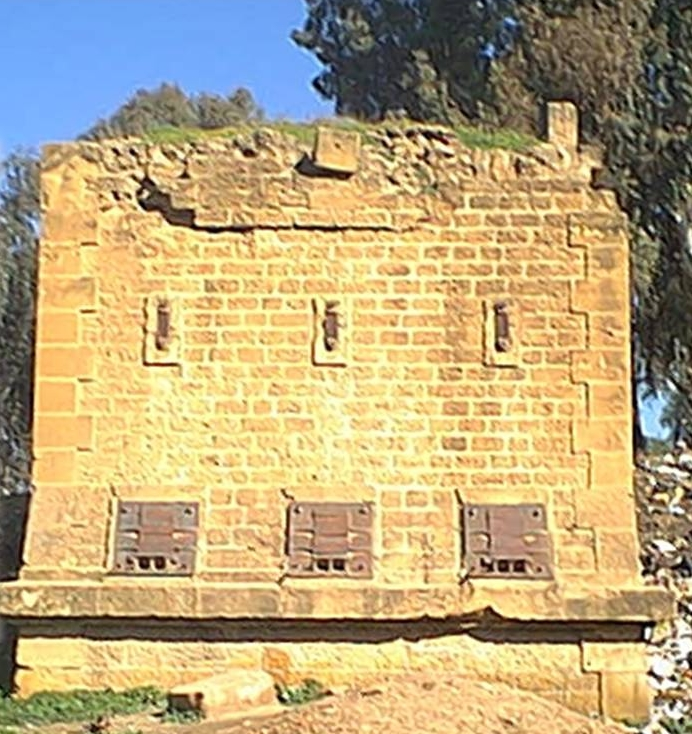
Vestiges du culée de l'ancien pont de la Ferme, construit en 1864 (Photo prise 1999)

La ville de Chlef est traversée par deux fleuves Le Chelif et l'Oued Tsighaouet, L'un des plus anciens ponts de la ville est celui qui relie Hay El Houria au centre-ville, construit en bois dans les premières années de l’occupation de la ville plus exactement en 1844 par le capitaine Renou puis en 1860 la circulation sur le pont du Chelif a été interdite en raison de la grande crue de la rivière et la vétusté de l’ouvrage, le pont en bois est ensuite remplacé en 1864 par un pont dont les culées et la pile étaient construites en maçonnerie et les hauts entièrement en métal, emporté par une forte crue en décembre 1930 ce dernier est mis hors service et remplacé par le pont actuel construit exclusivement en béton dont les travaux ont débuté en février 1932.

#### Cimetières
- Cimetière de Chouhada (Martyrs de la guerre d'Algérie), situé à Hey Bensouna.
- Cimetière français de Chlef, l'un des plus importants du pays, il a été visité en 2006 par le Consul-général de France qui a présidé la cérémonie de ré-inhumation des morts français de confession Chrétienne transférés des cimetières chrétiens d'Oum Drou et de Ouled Fares et regroupés désormais dans le cimetière de Chlef[320].

### Gastronomie
Les traditions culinaires à Chlef sont jalousement préservées. La cuisine nous renseigne sur les coutumes séculaires de la région, auxquelles restent pleinement attachées les familles de Chlef. Parmi les principaux plats, on peut citer la Berouilla, H’rira, R’fis, El Merdoud, M’besses et le couscous varié.

## Galerie

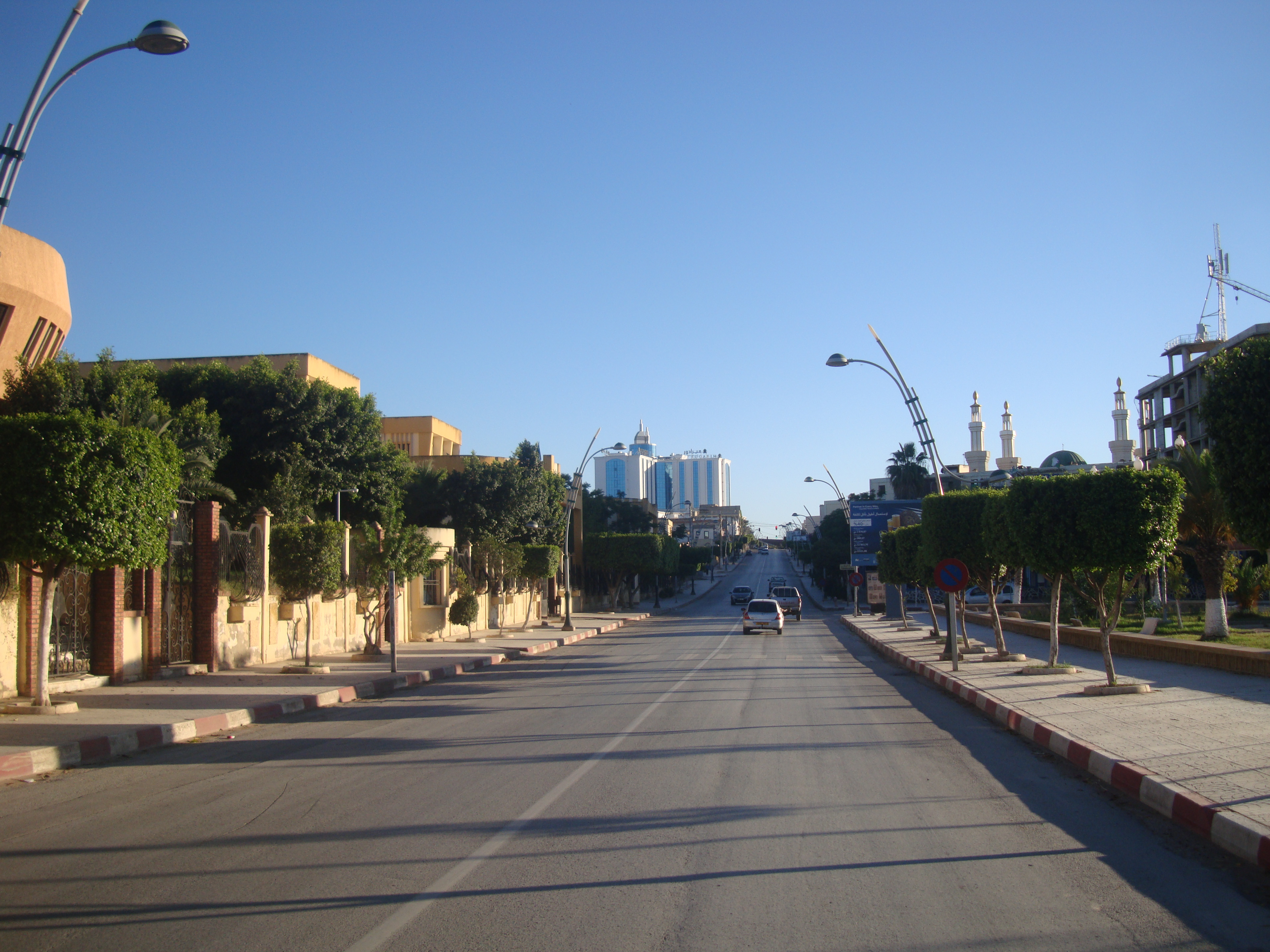
BD Abd El Hamid Iibn Badis
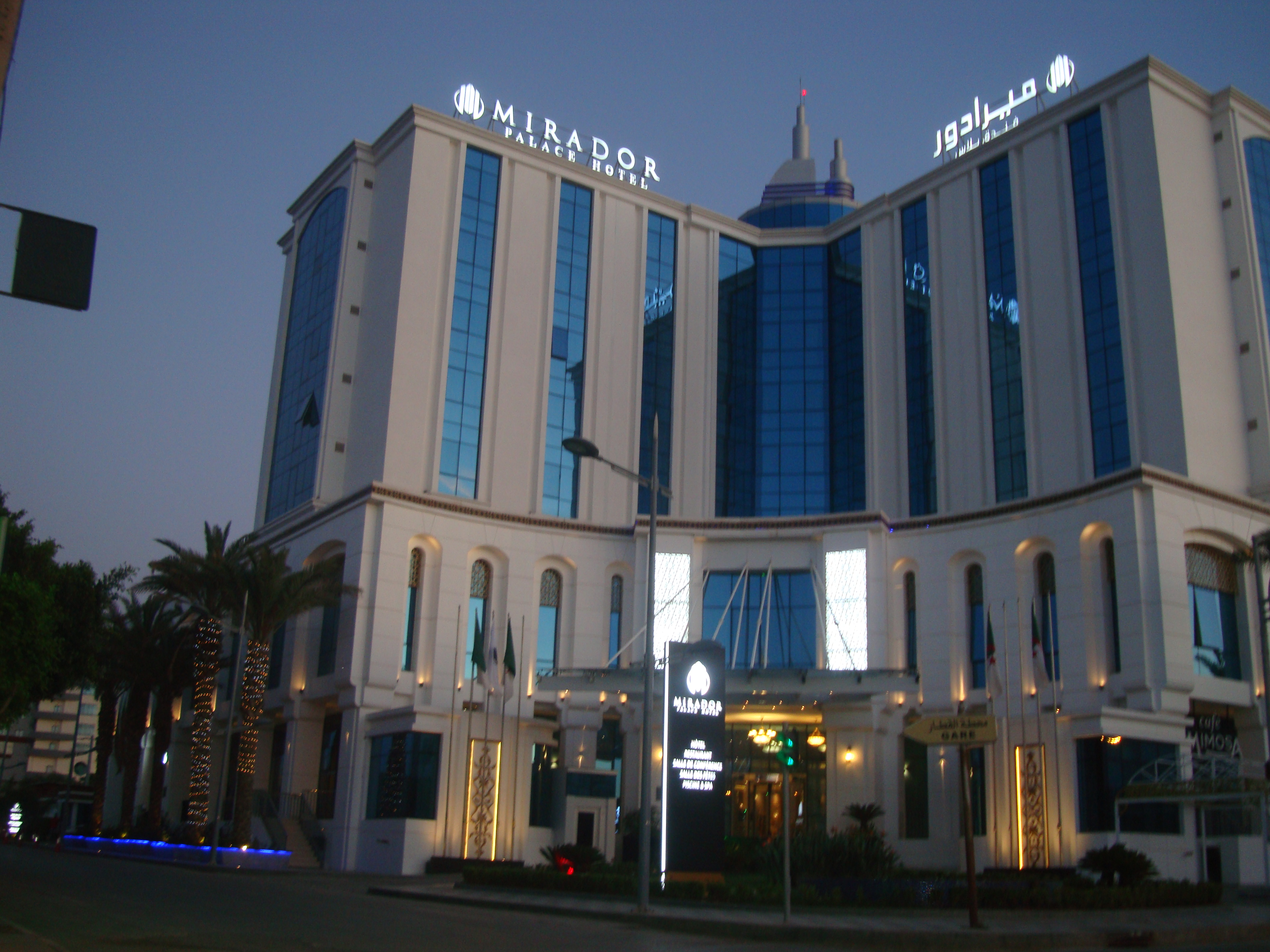
Hôtel Mirador, route de la gare
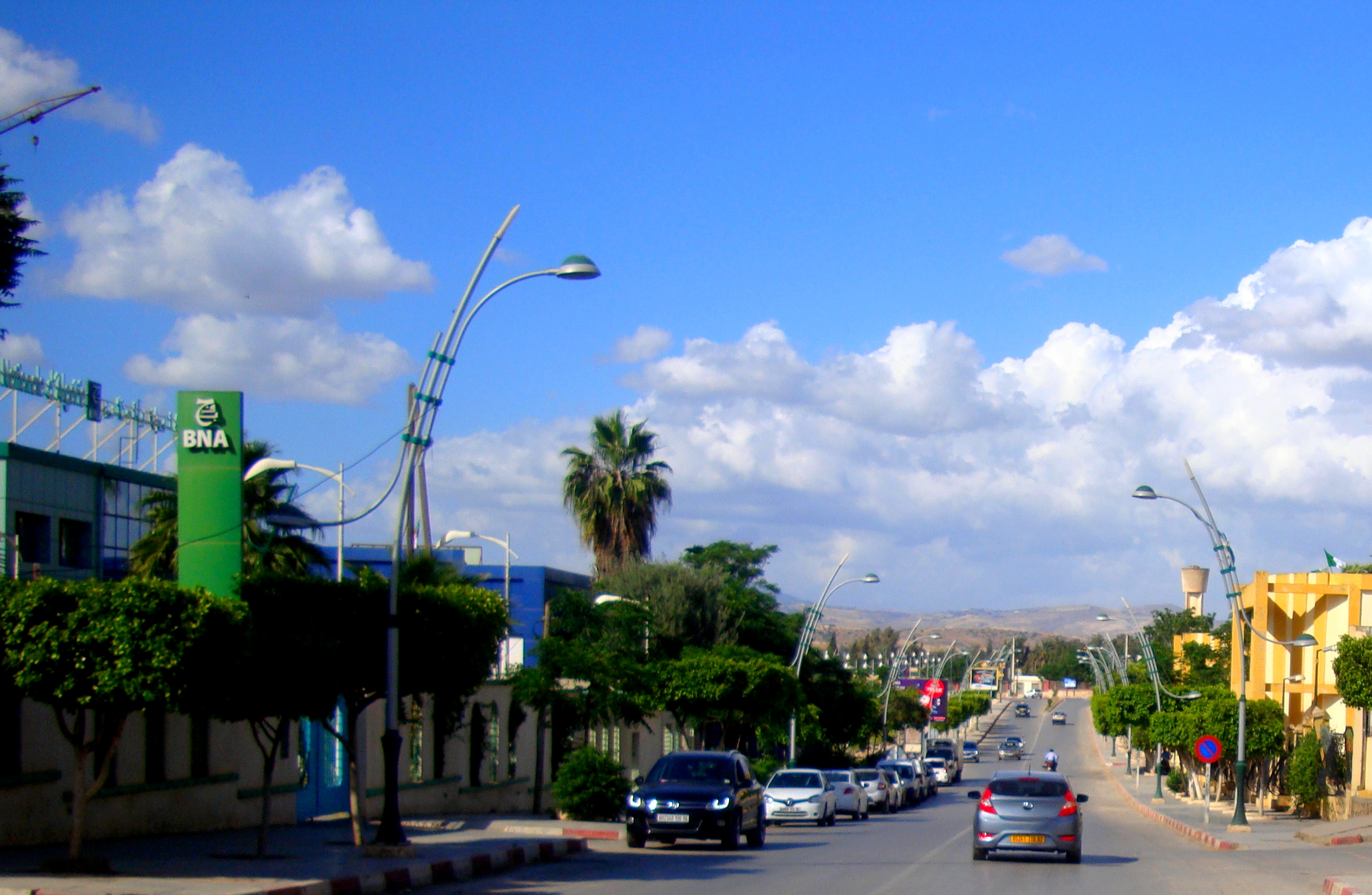
Vue sur le BD Abd El Hamid Ibn Badis vers la RN4.
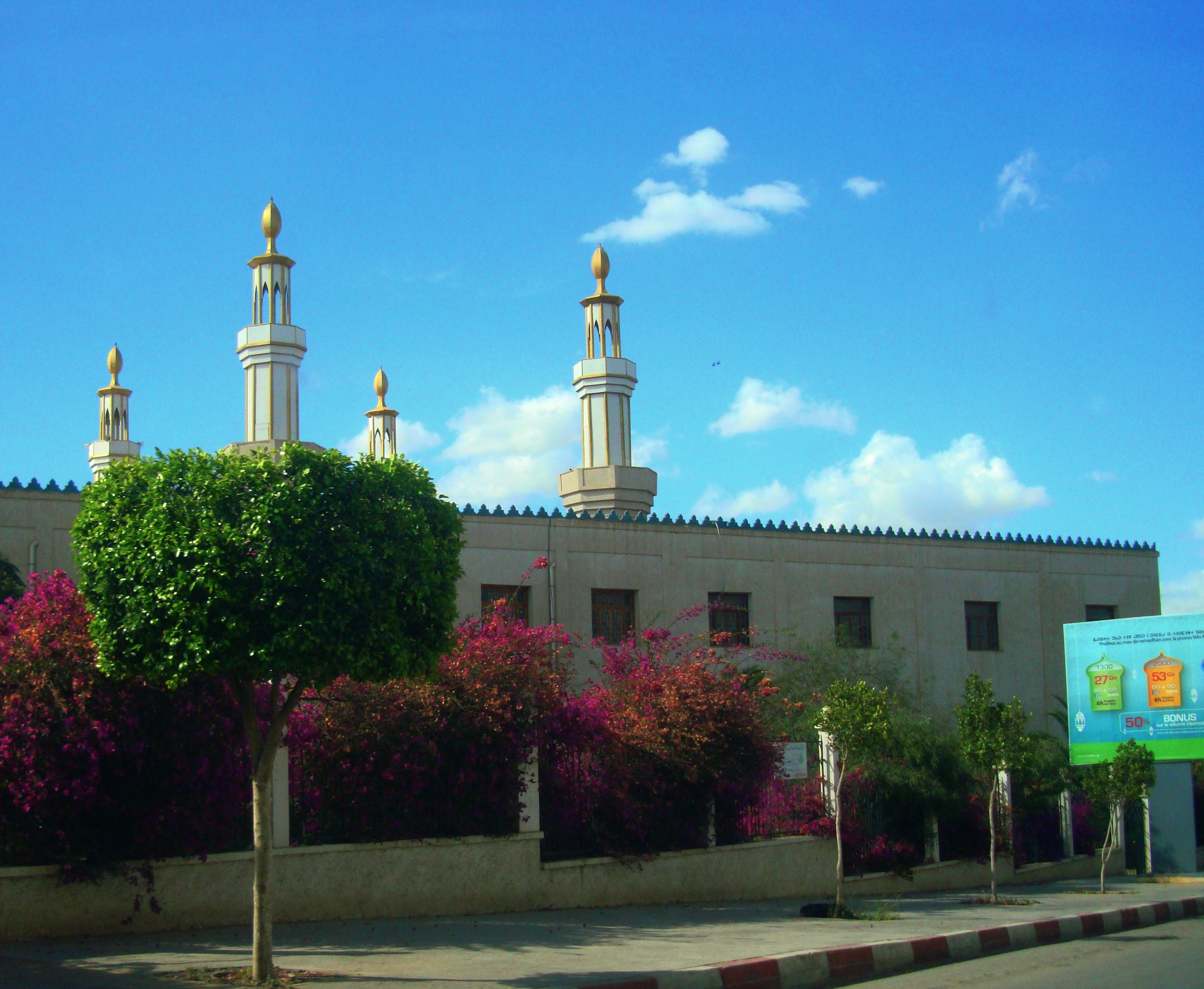
Centre Culturel Islamique et mosquée « Chahid Abd El Kader Dahnan » au centre-ville de Chlef
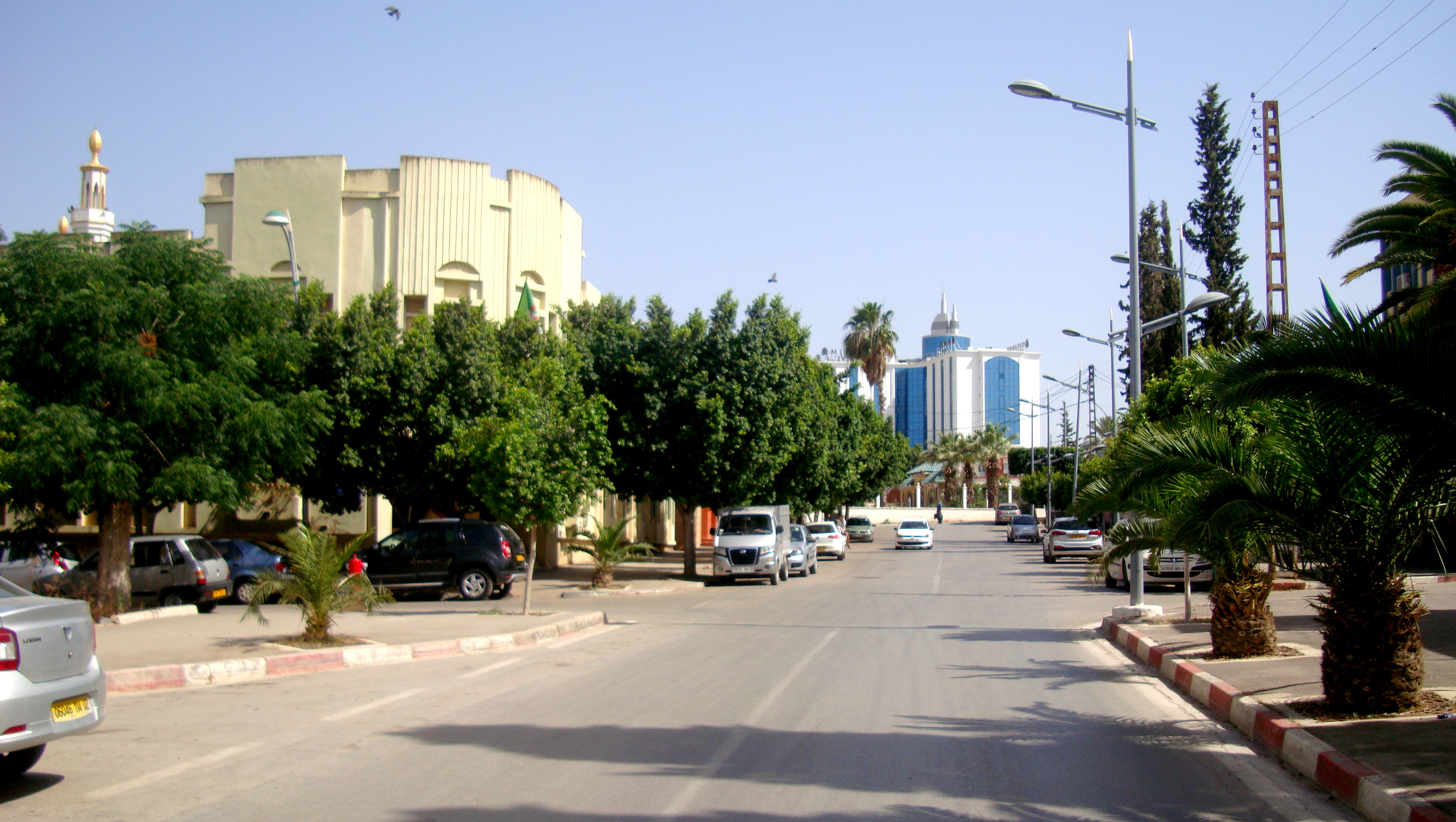
Centre-ville de Chlef
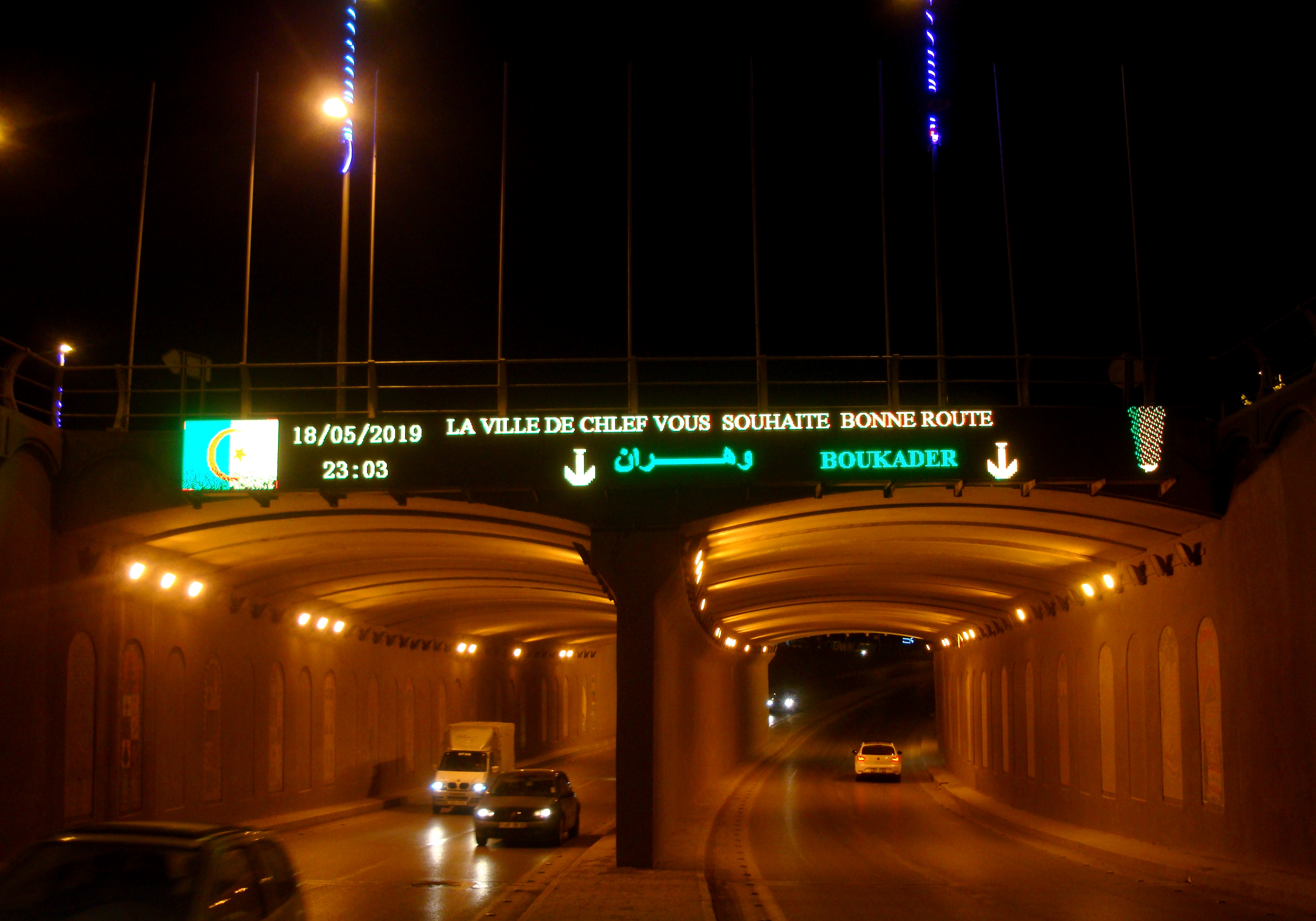
Trémie sur la RN4 (Sortie ouest, vers Oran, Hay Bensouna)
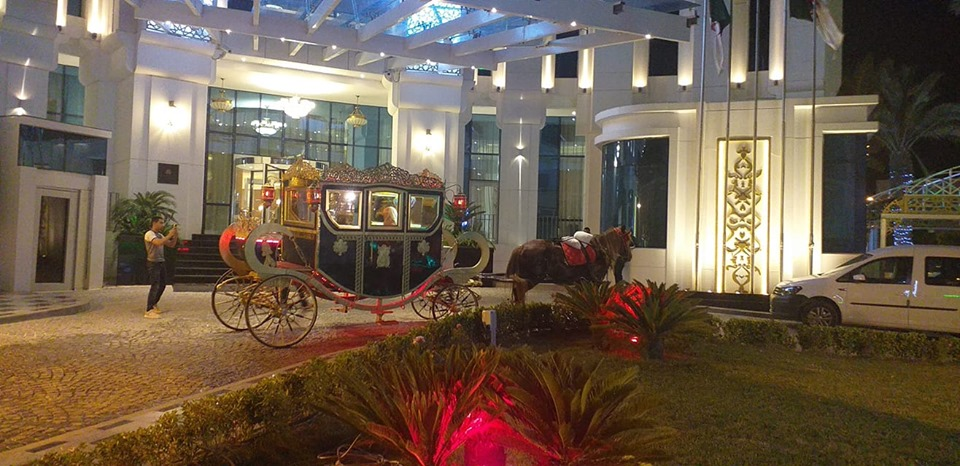
Calèche de tourisme et cérémonie de mariage devant l'hôtel Mirador au centre-ville de Chlef
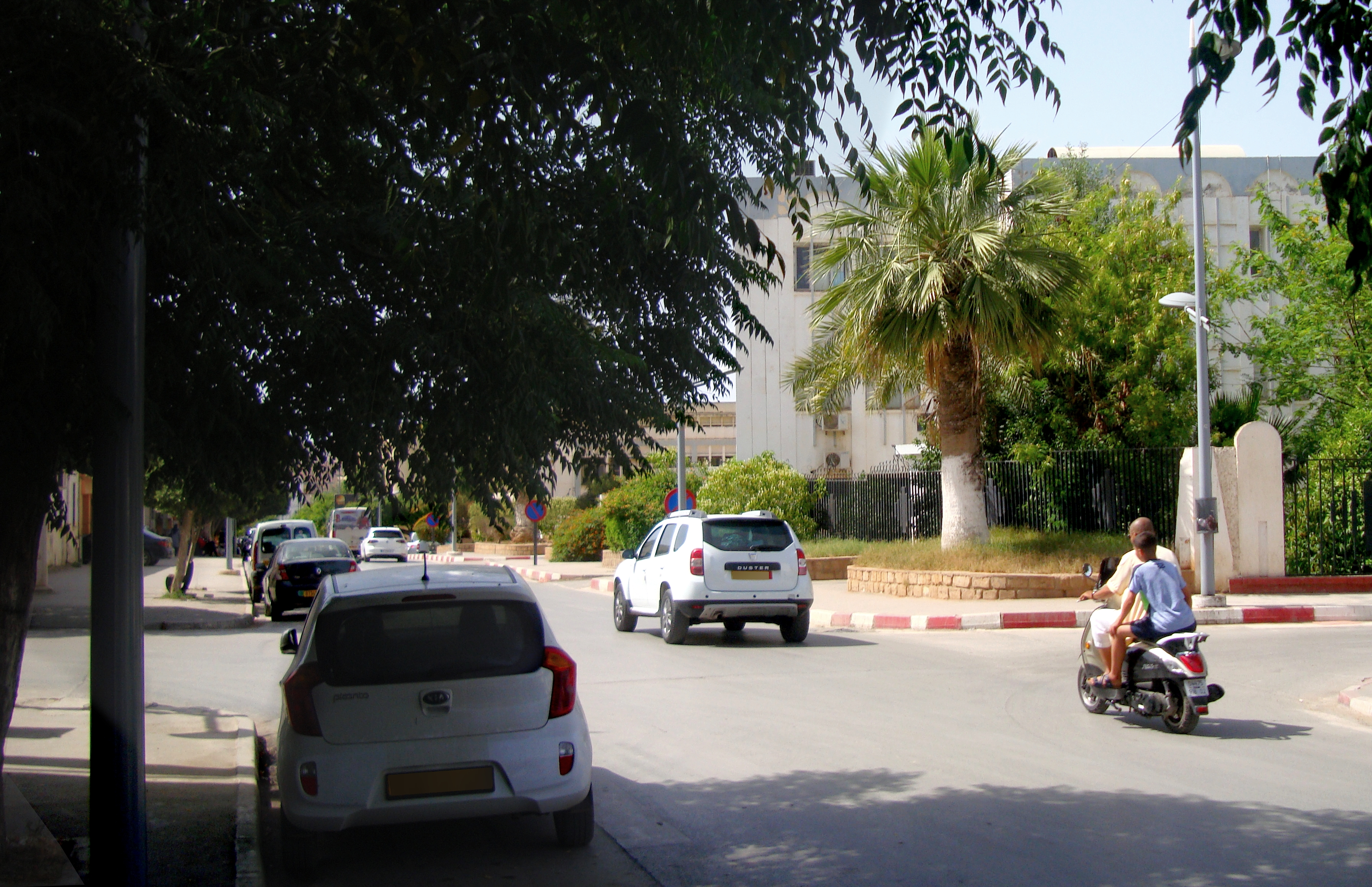
Rue 1er-Novembre au centre-ville de Chlef.
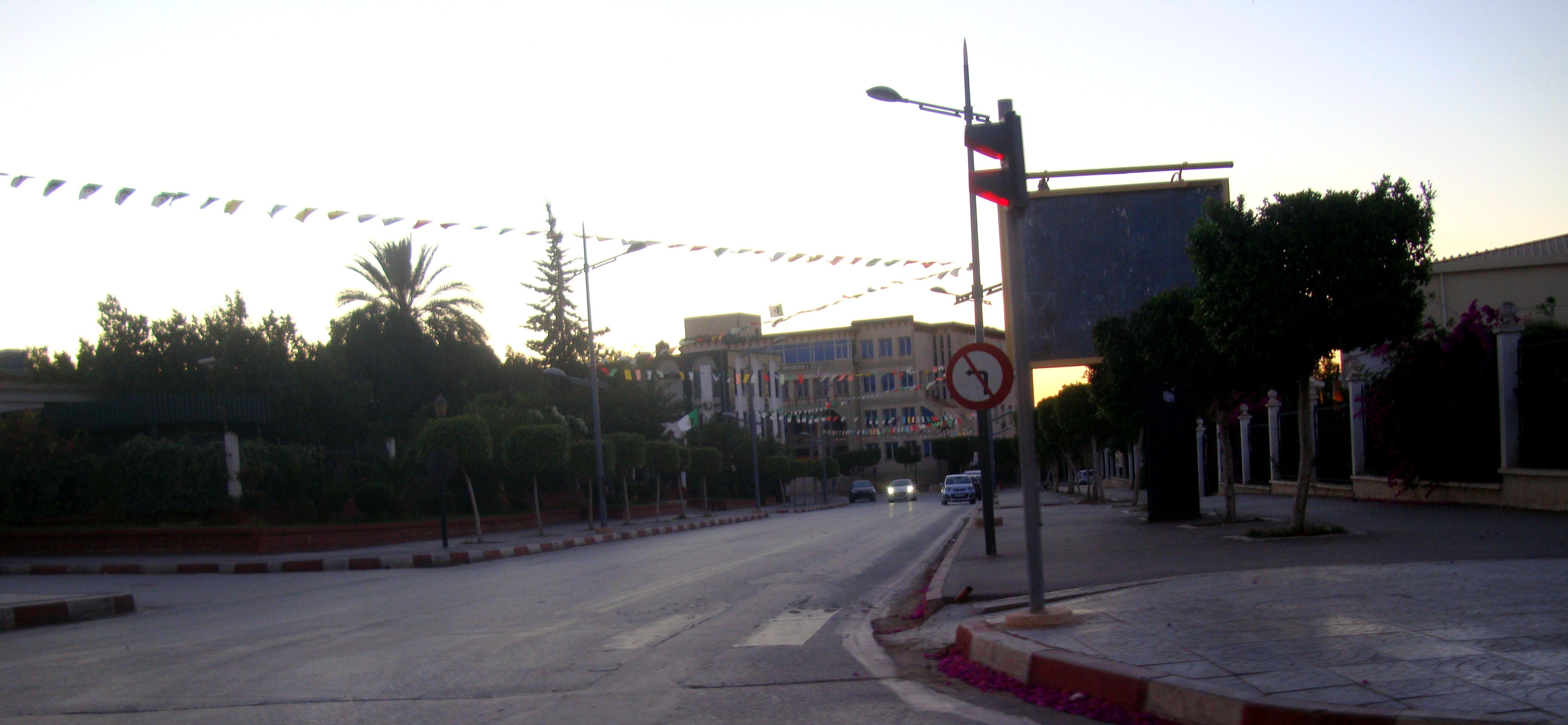
Vue sur le siège d'APW (Assemblée populaire de la wilaya)
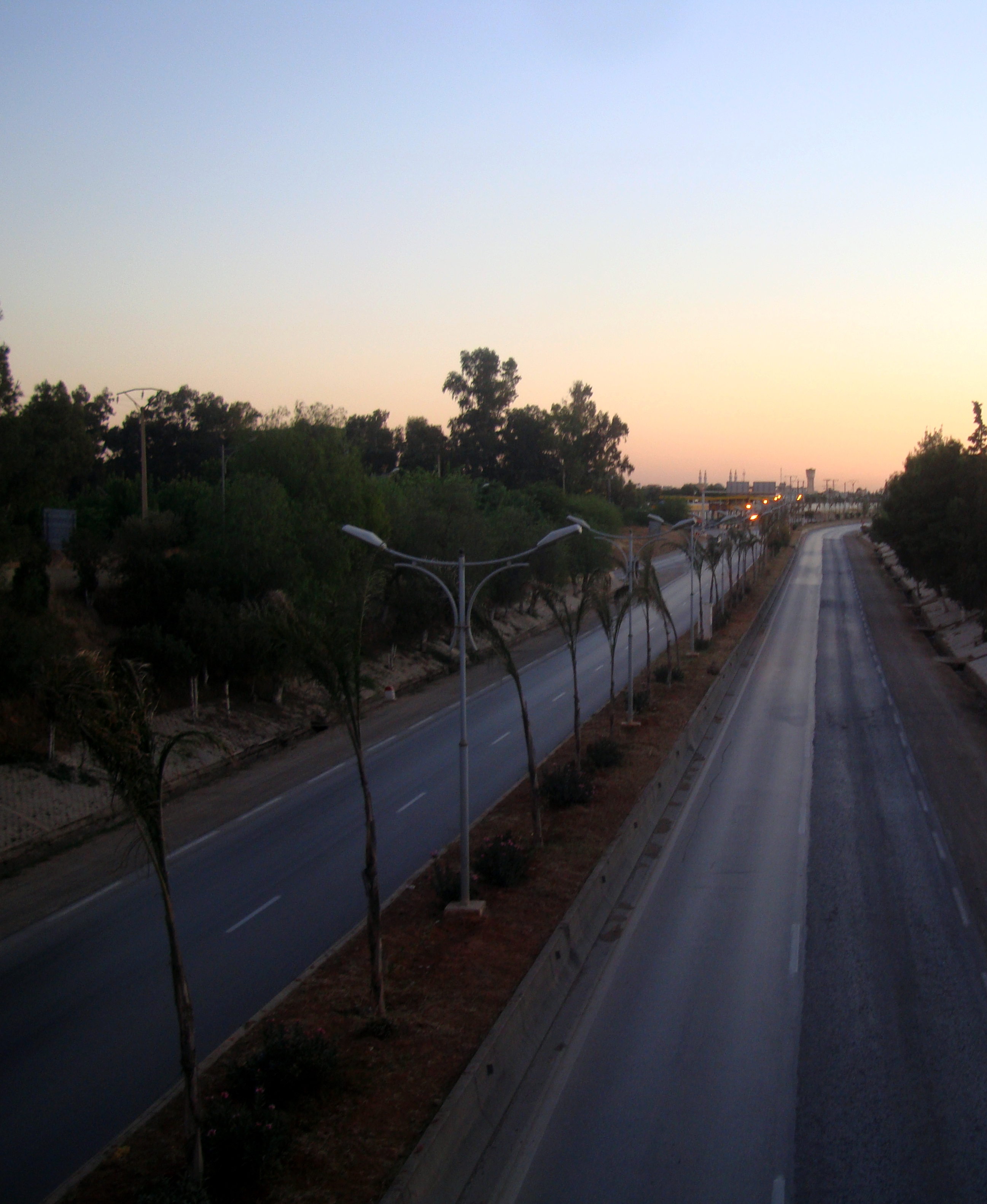
Entrée Est de la ville (RN4)
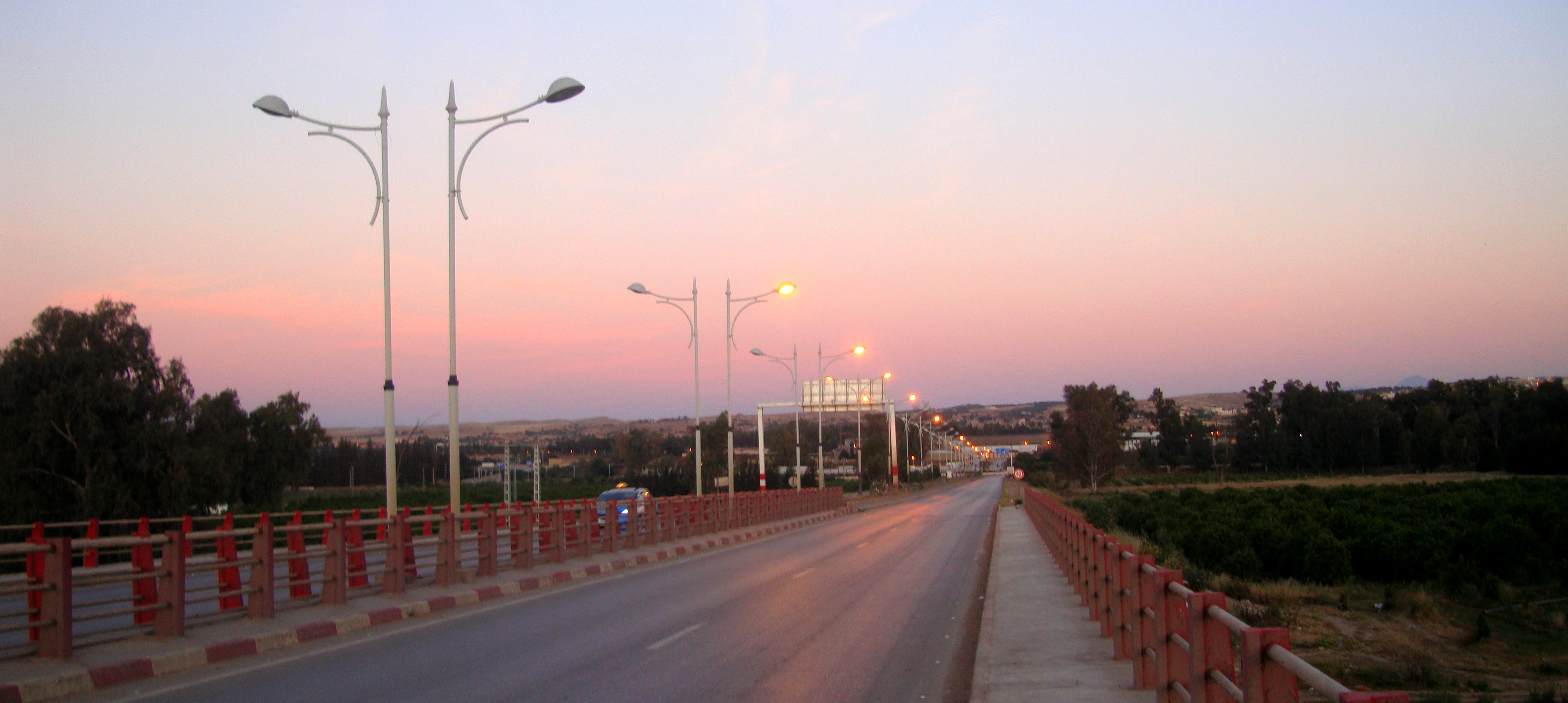
Entrée nord de la ville (W3) (Pont du Oued du Chlef)
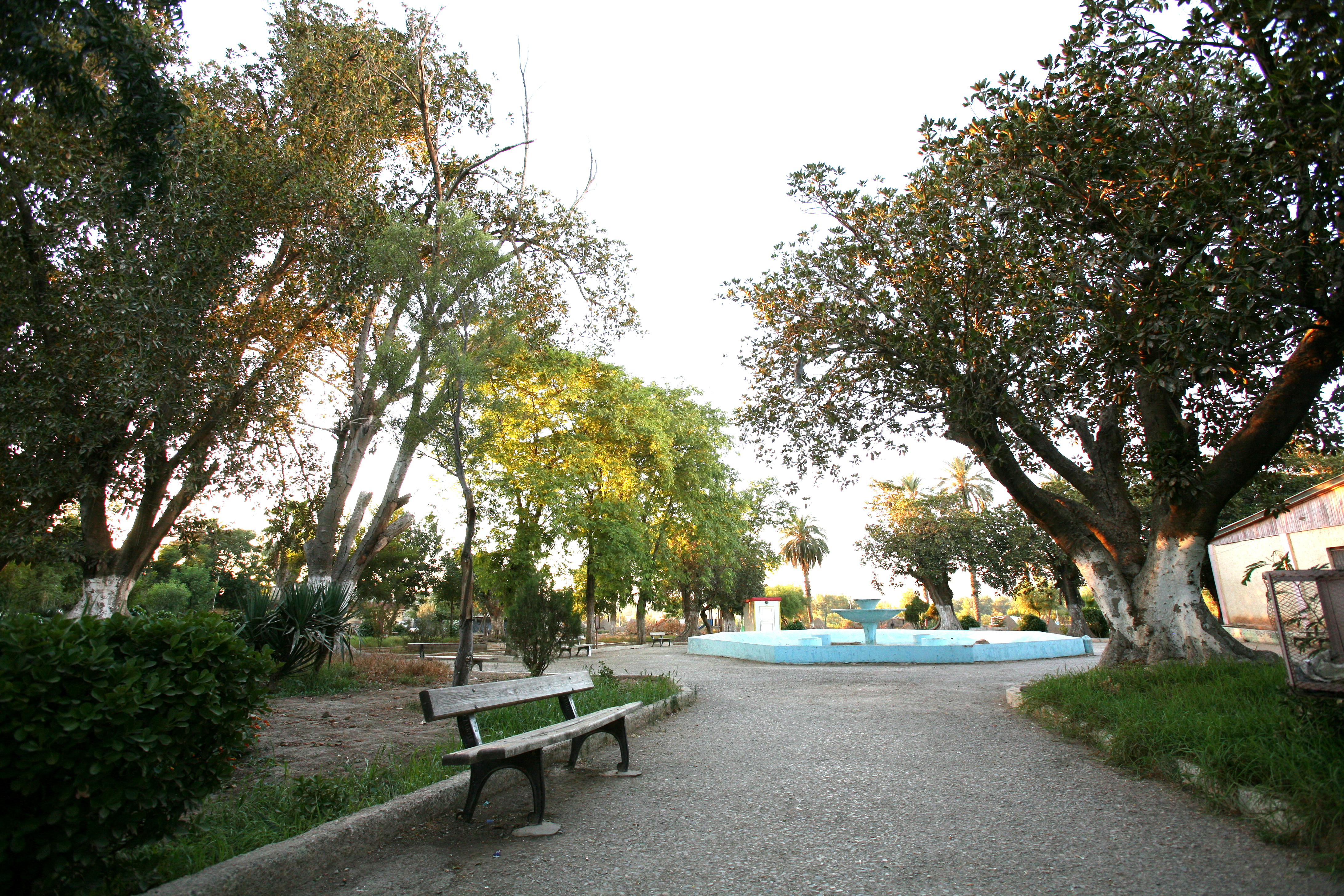
Jardin public de Chlef, boulevard des Martyrs (ex-rue d'Isly).
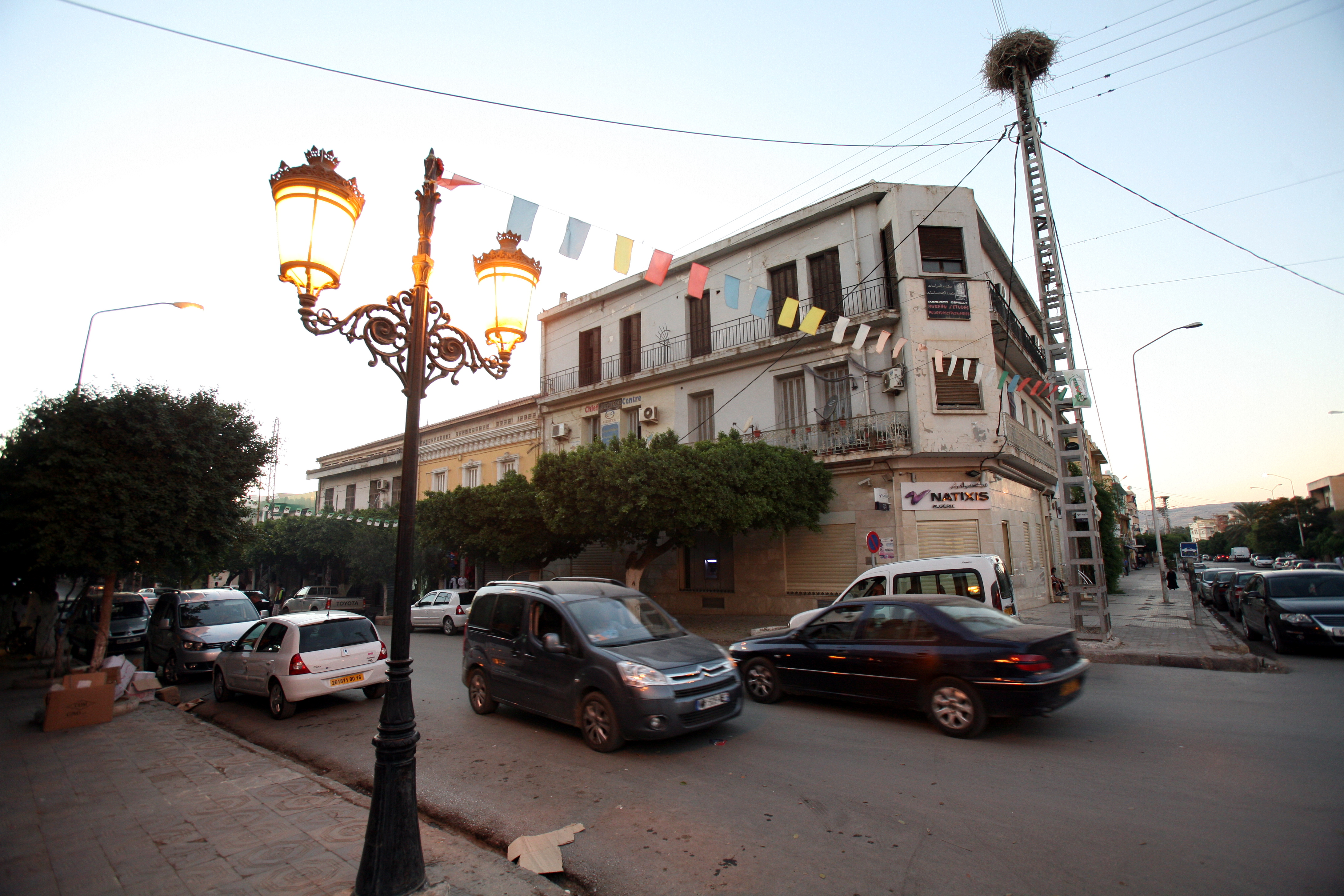
Croisement de la rue du 20-août (ex-rue Jean-Jaurès) et de la rue Azzoun (ex-rue d'Illens).

## Personnalités
- Paul Robert, fondateur du dictionnaire Le Petit Robert est né à Chlef (Orléansville).
- Mohamed Sahnoun, homme politique et ambassadeur d'Algérie aux États-Unis durant plusieurs années.
- Youcef Khatib, a dirigé la wilaya IV d'août 1961, à l'indépendance, en 1962 il est décédé à Alger en 2023.
- Hassiba Ben Bouali, militante indépendantiste algérienne durant la guerre d'Algérie, y est née en 1938 à Orléansville. L'université de Chlef porte son nom.
- Ahmed Klouche, athlète algérien, né le 9 août 1943 à la Ferme (Hay El Houria Chlef), en mars 1961, il remporte le championnat de France junior de cross country.
- Fodil Megharia, footballeur, y est né en 1961.
- El Arabi Hilal Soudani, footballeur, y est né en 1987.El Arabi Hilal Soudani en coupe du monde 2014, Algérie-Belgique

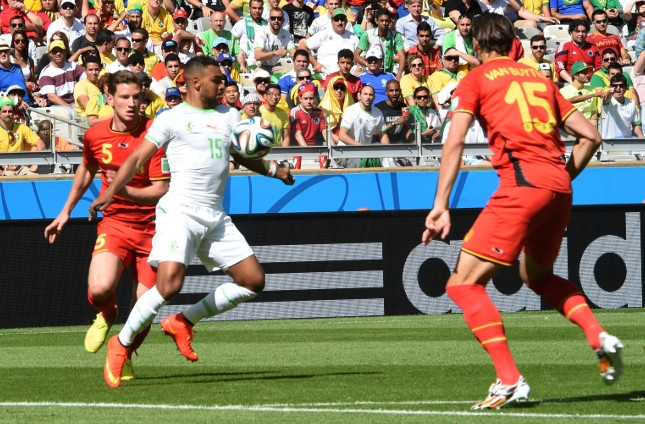
El Arabi Hilal Soudani en coupe du monde 2014, Algérie-Belgique

- Fatima Zahra Oukazi, née le 18 janvier 1984 à Chlef, est une joueuse internationale algérienne de volley-ball.
- Faïza Tsabet, joueuse internationale algérienne de volley-ball née le 22 mars 1985 à Chlef.
- Cheb Azzeddine (de son vrai nom Benaouda Abed), est un chanteur algérien de raï, né à La cité El Firem à Chlef en 1975. Il habitait avec sa famille dans le quartier populaire « hay Chegga Ben Hattab ». Il y décède en 2019.
- Ayoub Abdi, handballeur algérien, né le 6 février 1997 à Chlef. Il évolue en championnat de France de 1re Division au Fenix Toulouse Handball.
- Hugues Pagan, né le 17 avril 1947 à Orléansville (aujourd'hui Chlef), un écrivain et scénariste français.
- Jean Narboni est un critique de cinéma, historien et universitaire français, né le 24 octobre 1937 à Orléansville (aujourd'hui Chlef).
- Yamine Kabene, plus connu sous le nom d'YL, est un rappeur franco-algérien né à Chlef en 1996[321].
- Nadia Samir de son vrai nom Fatma Zodmi est naît à Chlef en 1947, elle était la première présentatrice du JT français d’origine maghrébine et également une grande actrice Algérienne reconnue en Europe. Elle est décédée à Paris en 2011 à la suite d’une longue maladie.
- Ayoub Mohamed Farhi, footballeur algérien, y est né.
- Aissa Mandi, Footballeur
- les sœurs bedj, figures de la lutte d'indépendance.
- Anthony Mandrea, gardien de but de l'équipe d'Algérie.
- El Aid Maamar Kouadri, footballeur algérien.
- Mohamed Zaouche, footballeur algérien, y est né.

## Les écrivains
- Paul Robert, avocat, lexicographe et éditeur français, y est né en 1910.
- Xavier Yacono, auteur de la colonisation de la plaine du Chélif, des confluents de Lavigerie à la Mina, paru aux éditions Imbert (Al, 1955, en deux tomes).
- Yves Débia, ancien sous-préfet d'Orléansville, auteur de l'ouvrage  " Orléansville, naissance et déstruction d'une villee, paru aux éditions Baconniers, Alger, 1955.
- Djelid M'hamed (1943-1990), né à Bocca Sahnoun (Chlef), DEA en sciences sociales en 1981 à l'université d'Oran. Auteur de l'ouvrage intitulé "La plaie" paru en 1968 aux éditions SNED. Homme de théâtre, grand ami du défunt Abdelkader Alloula.
- Mohamed Tiab, écrivain & historien, né en 1957 à Oued-Fodda, auteur de la chronologie algérienne 1830-1962, tome 1, paru en 1999, 363 pages. BNF. Les 2804 jours de la guerre d'Algérie 1954-1962, cdrom en multimédia, histoire par l'image, le son et la vidéo, paru en 2005.
- Medjedoub Ali
- Boudia Mohamed
- Guerine Abdelkader, auteur de l'ouvrage " Bouârara, le célèbre homme inconnu.
- Djazouli Boudjelthia, né à Orléansville en 1947, auteur de l'ouvrage " la Lueur du jour, l'ASO, club phare de la vallée du Chélif, éditions Tadj El Wakar, Chlef, 2017, 280 pages.